# Offenbach am Main

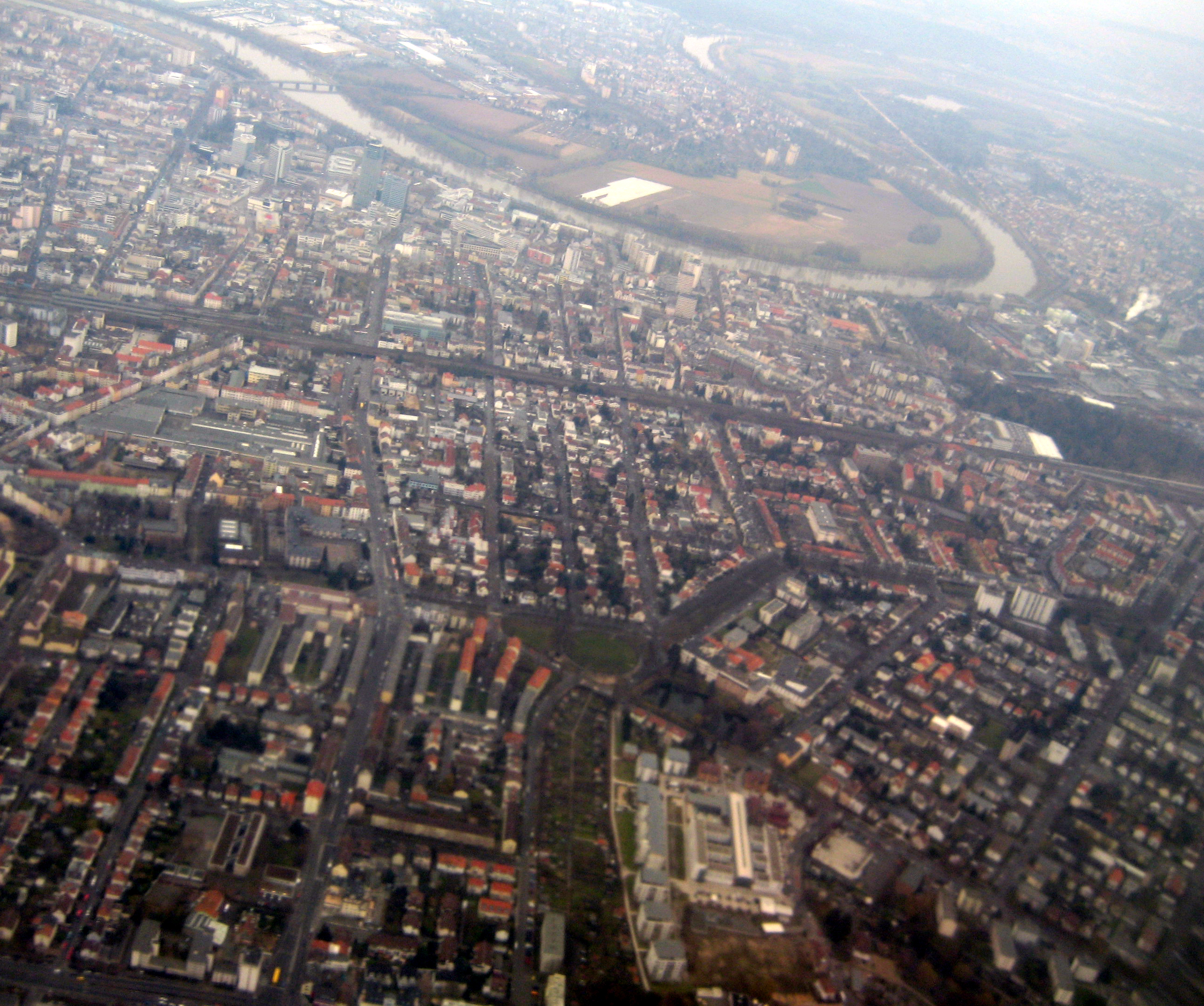
Blick über Offenbach am Main von Süden: Im Vordergrund links (senkrecht) die Waldstraße, dahinter (waagerecht) die Bahnstrecke Frankfurt–Göttingen, im Vordergrund rechts (senkrecht) der Anlagenring, im Hintergrund links die Innenstadt und jenseits des Mains Fechenheim

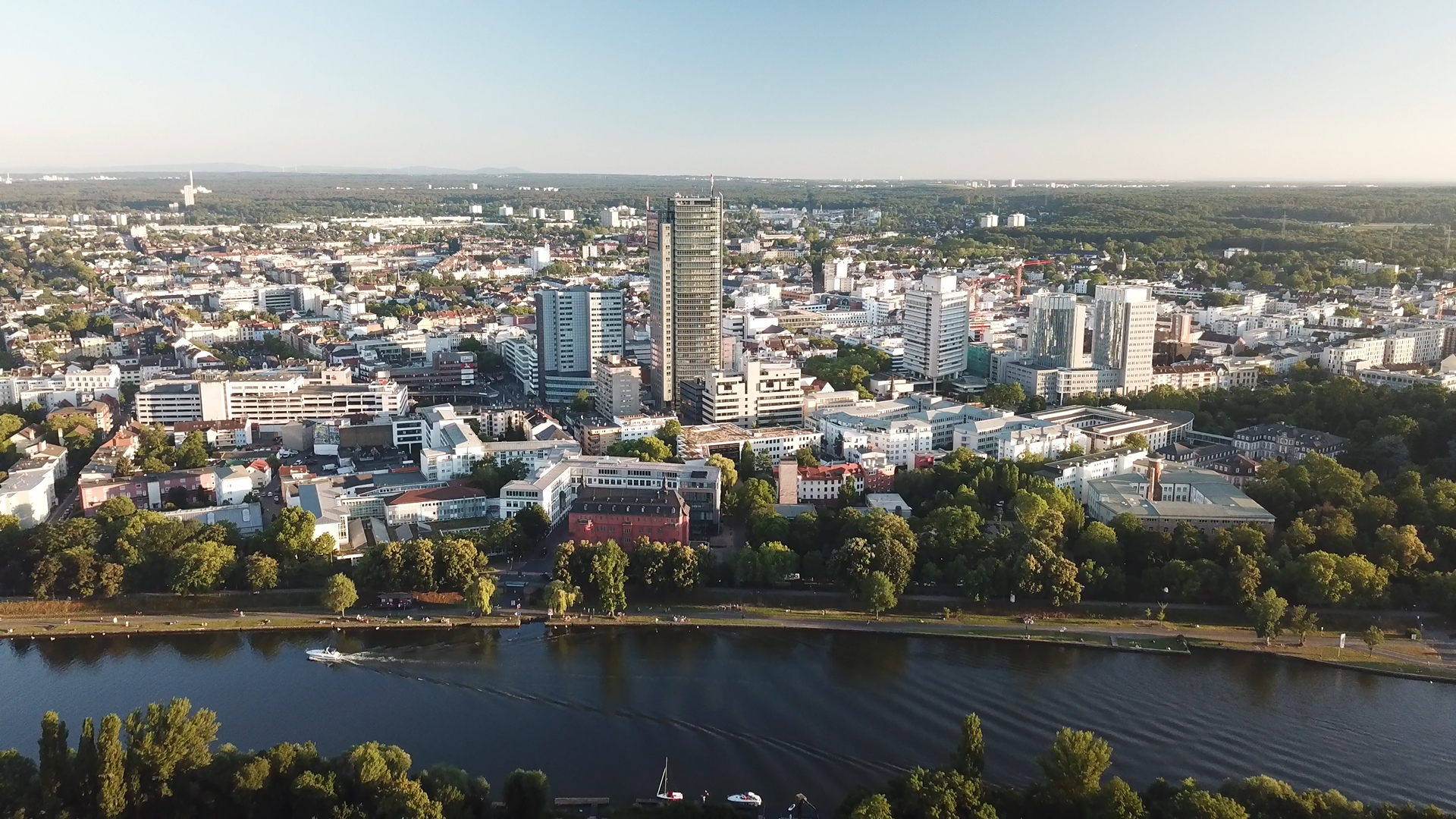
Skyline mit dem City Tower

Offenbach am Main ist mit 132.746 Einwohnern (31. Dezember 2024) die fünftgrößte hessische Stadt, eines von zehn Oberzentren in Hessen und auf Platz 59 der größten Städte Deutschlands. Die kreisfreie Stadt liegt im Rhein-Main-Gebiet und grenzt direkt an die Nachbarstadt Frankfurt am Main, mit welcher ein zusammenhängendes Siedlungsgebiet gebildet wurde. Offenbach und Frankfurt sind über den Regionalverband FrankfurtRheinMain kooperativ verbunden.
Die ursprünglich hugenottisch geprägte Industriestadt war vor allem als Zentrum der Lederwarenindustrie bekannt. Heute ist die Großstadt ein wichtiges Dienstleistungszentrum und mit der Hochschule für Gestaltung (kurz: HfG) ein Hochschulstandort mit hoher Clusterbildung im Designbereich. Außerdem befindet sich in Offenbach der Sitz des Deutschen Wetterdienstes sowie seit Juli 2025 der Fachbereich Wetterdienst der Hochschule des Bundes für öffentliche Verwaltung. Die Stadt hat unter den deutschen Großstädten den höchsten Anteil an Einwohnern mit Migrationshintergrund.

## Name
Offenbach ist eine Gründung aus der Zeit nach der fränkischen Reichsteilung von 561. Der Ortsname hat eine für diese Zeit typische Endung auf „-bach“.
Die Herkunft ist nicht endgültig geklärt. Eine Herleitung von einem Ofen (an der Rohrmühle, dem späteren Standort des Teerfarbenwerk Oehler, wird eine römische Kalkbrennerei vermutet) oder dem offenen Bach gilt in der Ortsnamensforschung als wenig wahrscheinlich.
Einer neueren Auffassung zufolge steht der Ortsname in Verbindung mit dem Personennamen Ovo. – In älteren Forschungen wurde auch vermutet, der Name leite sich ab von Ave (aus dem Althochdeutschen:ouwe Aue), also Auenbach.

## Geographie

### Geographische Lage
Die Stadt befindet sich am südlichen und südöstlichen Ufer des Mains am Mainbogen, gegenüber den Frankfurter Stadtteilen Ostend und Fechenheim und östlich der Frankfurter Stadtteile Oberrad und Sachsenhausen. Diese Lage bedeutet, dass die beiden Großstädte mittlerweile ein zusammenhängendes Siedlungsgebiet bilden. Die Bäche Bieber und Hainbach durchfließen das Stadtgebiet. Offenbach liegt an der Hessischen Apfelwein- und Obstwiesenroute. Das bebaute Stadtgebiet liegt überwiegend im Norden der Gemarkung, im Süden erstreckt sich ein großes Waldgebiet und der höchste Punkt der Stadt liegt mit 166 m auf dem Schneckenberg, der niedrigste Punkt mit 97 m ü. NHN vor dem Isenburger Schloss am Mainufer.

### Klima
Das Klima in Offenbach am Main ist warm und gemäßigt. Offenbach am Main hat während des Jahres eine erhebliche Menge an Niederschlägen zu verzeichnen. Das gilt auch für den trockensten Monat. Im Jahresdurchschnitt beträgt die Temperatur in Offenbach am Main 10,0 °C. Jährlich fallen etwa 650 mm Niederschlag.
|                       | Jan  | Feb  | Mär  | Apr  | Mai  | Jun  | Jul  | Aug  | Sep  | Okt  | Nov | Dez |   |      |
| Mittl. Tagesmax. (°C) | 3,6  | 5,3  | 10,5 | 15,1 | 19,7 | 23   | 24,8 | 23,8 | 20,1 | 14,3 | 8,3 | 5   | ⌀ | 14,5 |
| Mittl. Tagesmin. (°C) | −1,8 | −1,4 | 1,2  | 4,8  | 8,5  | 11,8 | 13,7 | 12,7 | 9,6  | 5,9  | 2,5 | 0   | ⌀ | 5,7  |
|                       |      |      |      |      |      |      |      |      |      |      |     |     |   |      |
| Niederschlag (mm)     | 45   | 40   | 46   | 48   | 61   | 71   | 62   | 67   | 50   | 50   | 55  | 55  | Σ | 650  |

| −1,8 |

| −1,4 |

| 1,2 |

| 4,8 |

| 8,5 |

| 11,8 |

| 13,7 |

| 12,7 |

| 9,6 |

| 5,9 |

| 2,5 |

| 0 |

| −1,8 |

| −1,4 |

| 1,2 |

| 4,8 |

| 8,5 |

| 11,8 |

| 13,7 |

| 12,7 |

| 9,6 |

| 5,9 |

| 2,5 |

| 0 |

### Stadtgliederung

#### Stadtteile

Karte der Stadtteile von Offenbach am Main

Offenbach war lange Zeit nur teilweise in Stadtteile gegliedert. Weite Teile des Kernbereichs waren stadtteilfrei. Im Jahr 2010 wurde dann zunächst die östliche Innenstadt besonders als Stadtteil benannt und erhielt den Namen Mathildenviertel. Bereits zuvor wurde dieser Name zum Teil von Bürgern verwendet. Im Juli 2019 wurde der gesamte stadtteilfreie Bereich in weitere elf Stadtteile gegliedert.
Das Stadtgebiet gliedert sich seitdem in 21 Stadtteile (Stadtteilnummer nebst Stadtteil):
- 101 Zentrum
- 102 Kaiserlei
- 103 Hafen
- 104 Nordend
- 105 Westend
- 106 Mathildenviertel
- 107 Offenbach-Ost
- 211 Buchrain
- 212 Senefelderquartier
- 213 Lindenfeld
- 214 Musikerviertel
- 215 Buchhügel
- 216 Bieberer Berg
- 217 Lauterborn
- 318 Rosenhöhe
- 319 Carl-Ulrich-Siedlung
- 320 Tempelsee
- 321 Bieber
- 408 Waldheim
- 409 Bürgel
- 410 Rumpenheim

Drei der genannten Stadtteile waren früher eigenständige Gemeinden: Bürgel wurde am 1. April 1908 nach Offenbach eingemeindet, Bieber am 1. April 1938 und Rumpenheim am 1. April 1942.
Innerhalb der einzelnen Stadtteile gibt es Viertel und Siedlungen, die nicht amtlich als separate Einheit aufgefasst werden, geografisch oder städtebaulich jedoch eine Einheit bilden. Darunter die Hans-Böckler-Siedlung in Bürgel, das Eschig an der Mühlheimer Straße, An den Eichen südlich der Mühlheimer Straße und zu Waldheim gehörend sowie Bieber-Waldhof.

#### Statistische Bezirke
Aus statistischen Gründen ist die Stadt in statistische Bezirke unterteilt, die jeweils mit einer Nummerierung versehen sind. Die Bezirke sind wie folgt gegliedert (Stand Dezember 2015):
- 11 Hochschule für Gestaltung
- 12 Wilhelmschule
- 13 Messehalle
- 14 Kaiserlei (Stadtteil Kaiserlei/sowie vormals stadtteilfrei)
- 15 Ledermuseum (Stadtteil Kaiserlei/sowie vormals stadtteilfrei)
- 16 Mathildenschule
- 21 Klinikum Offenbach
- 22 Lauterborn (Stadtteil Lauterborn/sowie vormals stadtteilfrei)
- 23 Friedrichsweiher
- 24 Bachschule
- 25 Lichtenplattenweg
- 26 Bieberer Berg
- 31 Rosenhöhe (Stadtteil Rosenhöhe/sowie vormals stadtteilfrei)
- 32 Tempelsee (Stadtteil Tempelsee/sowie vormals stadtteilfrei)
- 33 Bieber (Stadtteil Bieber/sowie vormals stadtteilfrei)
- 41 Mühlheimer Straße
- 42 Waldheim (Stadtteil Waldheim/sowie vormals stadtteilfrei)
- 43 Bürgel (Stadtteil Bürgel/sowie vormals stadtteilfrei)
- 44 Rumpenheim (Stadtteil Rumpenheim/sowie vormals stadtteilfrei)

### Nachbargemeinden
Die Stadt grenzt im Westen und Norden an Frankfurt am Main, im Nordosten an die Stadt Maintal (Main-Kinzig-Kreis), im Osten an die Städte Mühlheim am Main und Obertshausen (beide Landkreis Offenbach), sowie im Süden an die Städte Heusenstamm und Neu-Isenburg (beide Landkreis Offenbach).

### Stadtwald

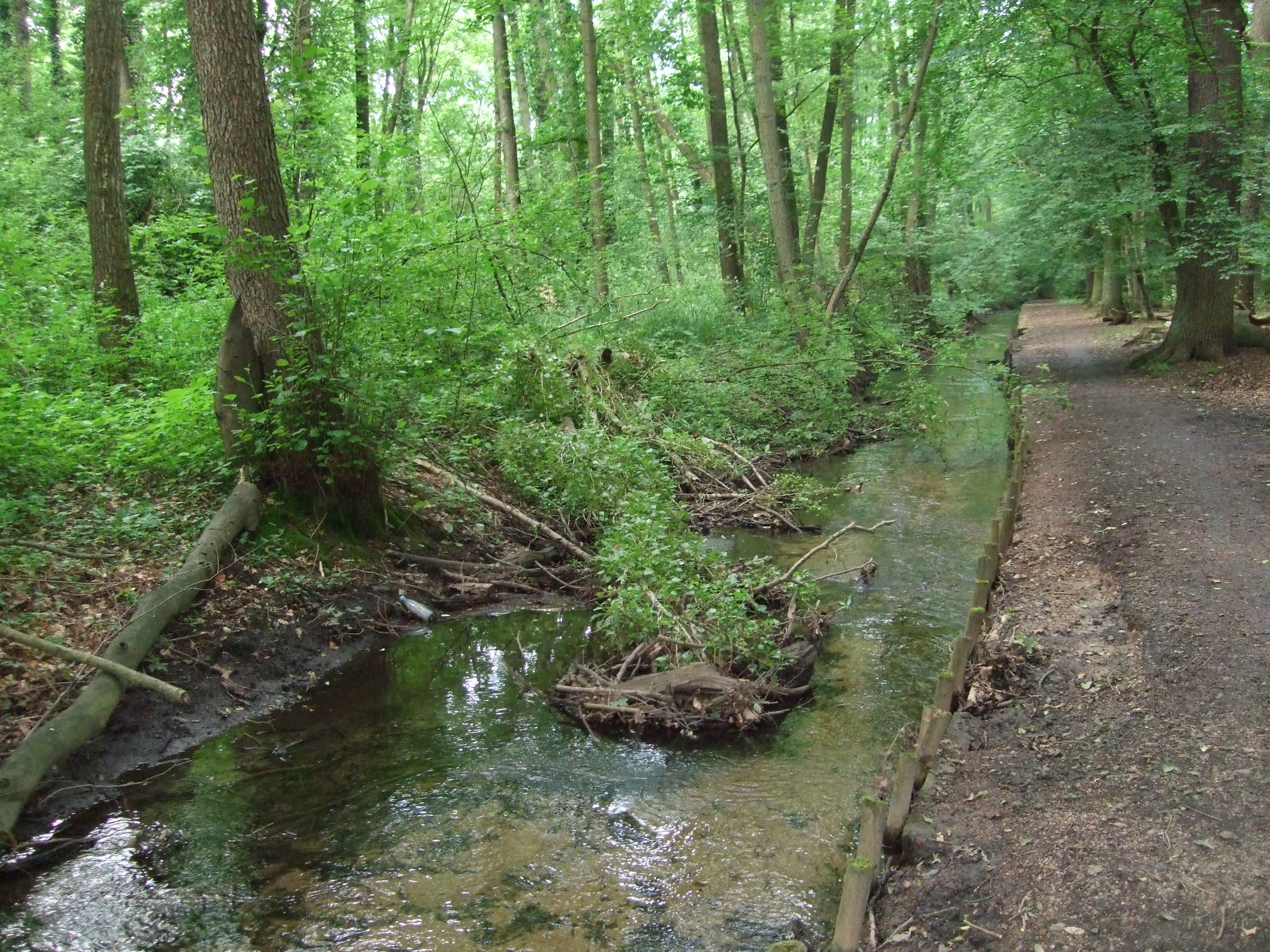
Der Hainbach im Stadtwald

Der Offenbacher Stadtwald reicht als geschlossenes Waldgebiet im Süden der Stadt von Gravenbruch über Heusenstamm bis Obertshausen. Im Osten Offenbachs liegt ein weiterer Waldteil, der Lohberg. Der Stadtwald dehnt sich über eine Fläche von 1.330 Hektar aus, davon sind 1.256 Hektar baumbestanden. Etwa 54 % der Waldfläche sind mit Kiefern bewachsen, 21 % mit Buchen sowie 14 % mit Eichen. Eine Revierförsterei befindet sich am Rand des Stadtteils Bieber, Forstbehörde ist das Forstamt Langen.
In der Zeit des Zweiten Weltkrieges wurden im Stadtwald Scheindörfer angelegt, welche die Bombenangriffe von der Stadt ablenken sollten. Bombensplitter in älteren Bäumen zeugen noch heute von zahlreichen irregeleiteten Bombenabwürfen.

## Geschichte

### Frühgeschichte

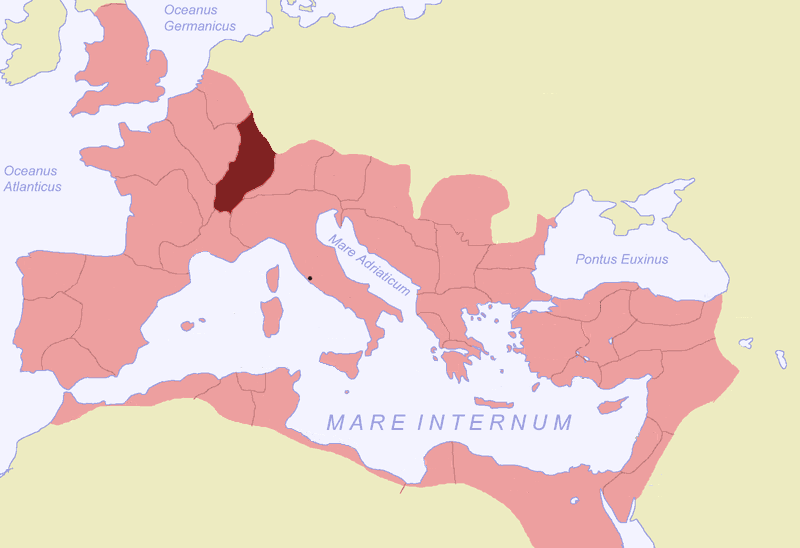
Lage der Provinz Obergermanien

Bei Ausgrabungen in der Gemarkung Offenbach wurden Funde aus der Steinzeit gemacht. Jedoch ist nicht davon auszugehen, dass zwischen den Steinzeitmenschen und der fränkischen Besiedlung eine Kontinuität bestand.
Bereits in römischer Zeit verlief durch das Offenbacher Gebiet eine Römerstraße über Offenbach (Bernardstraße) zu einer vermuteten Römerbrücke in Bürgel und weiter über Mühlheim am Main nach Steinheim. Auch in Bieber und Offenbach-Bürgel sind römische Spuren nachgewiesen. Ebenso durchzogen römische Straßen die Offenbacher Gemarkung und kreuzten sich vermutlich bei Bieber („Indianerpfad“). Die Gegend gehörte der römischen Civitas Auderiensium in der Provinz Obergermanien an.
Aus dem 6. oder 7. Jahrhundert ist südlich des ältesten Ortskernes an der Waldstraße ein fränkischer Reihenfriedhof erhalten.

### Mittelalter

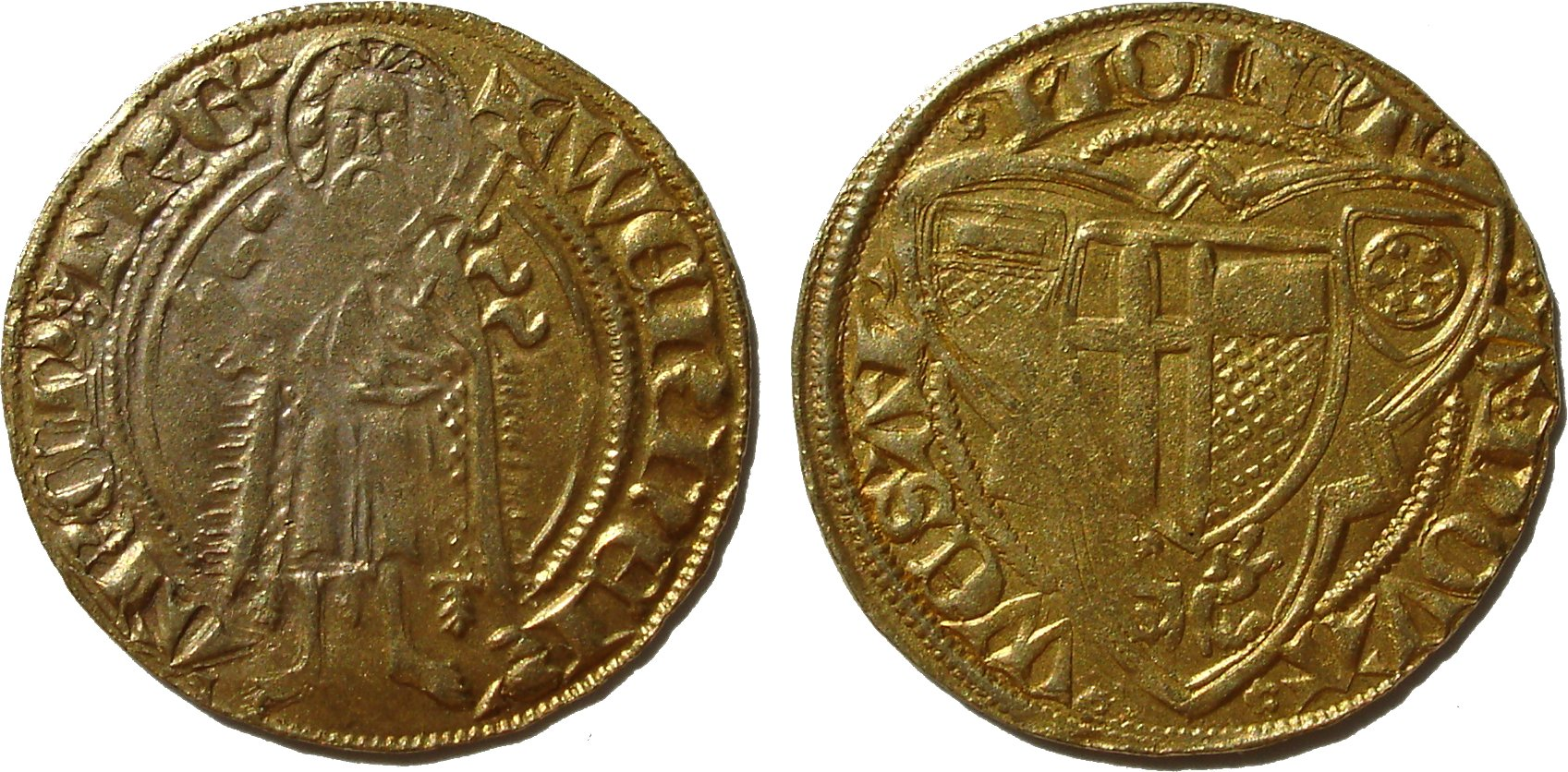
Goldgulden Werner von Falkensteins

Bereits in den Jahren 770 (für Rumpenheim), 790 (Bürgel) und 791 (Bieber) finden sich die ersten urkundlichen Erwähnungen der im 20. Jahrhundert eingemeindeten heutigen Stadtteile. Die erste urkundliche Erwähnung der Stadt Offenbach stammt vom 12. April 977: Kaiser Otto II. beurkundete eine Schenkung in Offenbach an die Salvatorkirche (den späteren Dom) in Frankfurt am Main.
Früher war der Ort Teil des Maingaues und die umliegenden Wälder gehörten zum Wildbann Dreieich. Dieser unterhielt in Offenbach eine seiner 30 Wildhuben. Vom Mittelalter bis 1819 war Offenbach Teil der Biebermark.
Offenbach wechselte im Laufe der Jahrhunderte mehrmals den Besitzer. Einer der ersten Besitzer waren die Herren von Hagen-Münzenberg, die Offenbach aufgrund ihres Amtes als Reichsvögte der Dreieich besaßen. Mit der Münzenberger Erbschaft 1255 fiel Offenbach an die Herren von Falkenstein. 1372 wurde Offenbach von Graf Philipp von Falkenstein für 1000 Gulden an den Rat der Stadt Frankfurt verpfändet. Werner III. von Falkenstein, Erzbischof von Trier und als Falkensteiner Landesherr in Offenbach, ließ um 1400 am Main ein Schloss bauen und Münzen prägen. Die Stadt Frankfurt fühlte sich dadurch provoziert und protestierte dagegen. Bei der Teilung der Falkensteiner Erbschaft 1433 fiel Offenbach an Sayn und Isenburg. 1446 verkaufte Graf Dieter von Sayn den sayn’schen Anteil an Graf Reinhard II. von Hanau. Bei der Abspaltung der Grafschaft Hanau-Babenhausen von dem später Grafschaft Hanau-Münzenberg genannten Landesteil 1458 fiel die Hanau zustehende Hälfte Offenbachs, wie alle Hanauer Besitzungen südlich des Mains, an Hanau-Babenhausen. Bei einem Vergleich zwischen Hanau-Babenhausen und Isenburg wurde der Hanauer Anteil an Offenbach 1500 an Isenburg abgetreten.

### Isenburgische Residenz

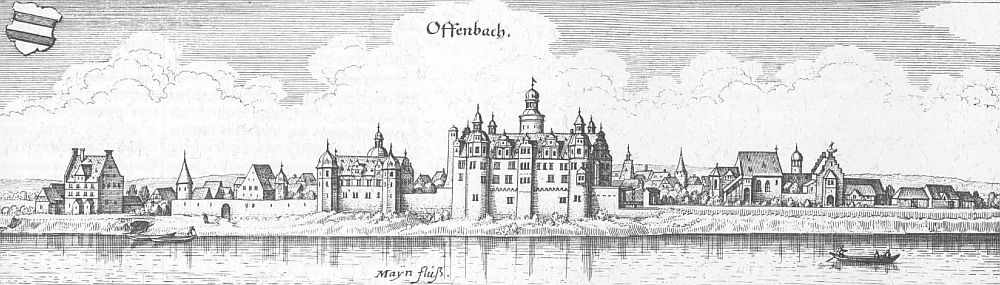
Offenbach – Auszug aus der Topographia Hassiae von Matthäus Merian 1655

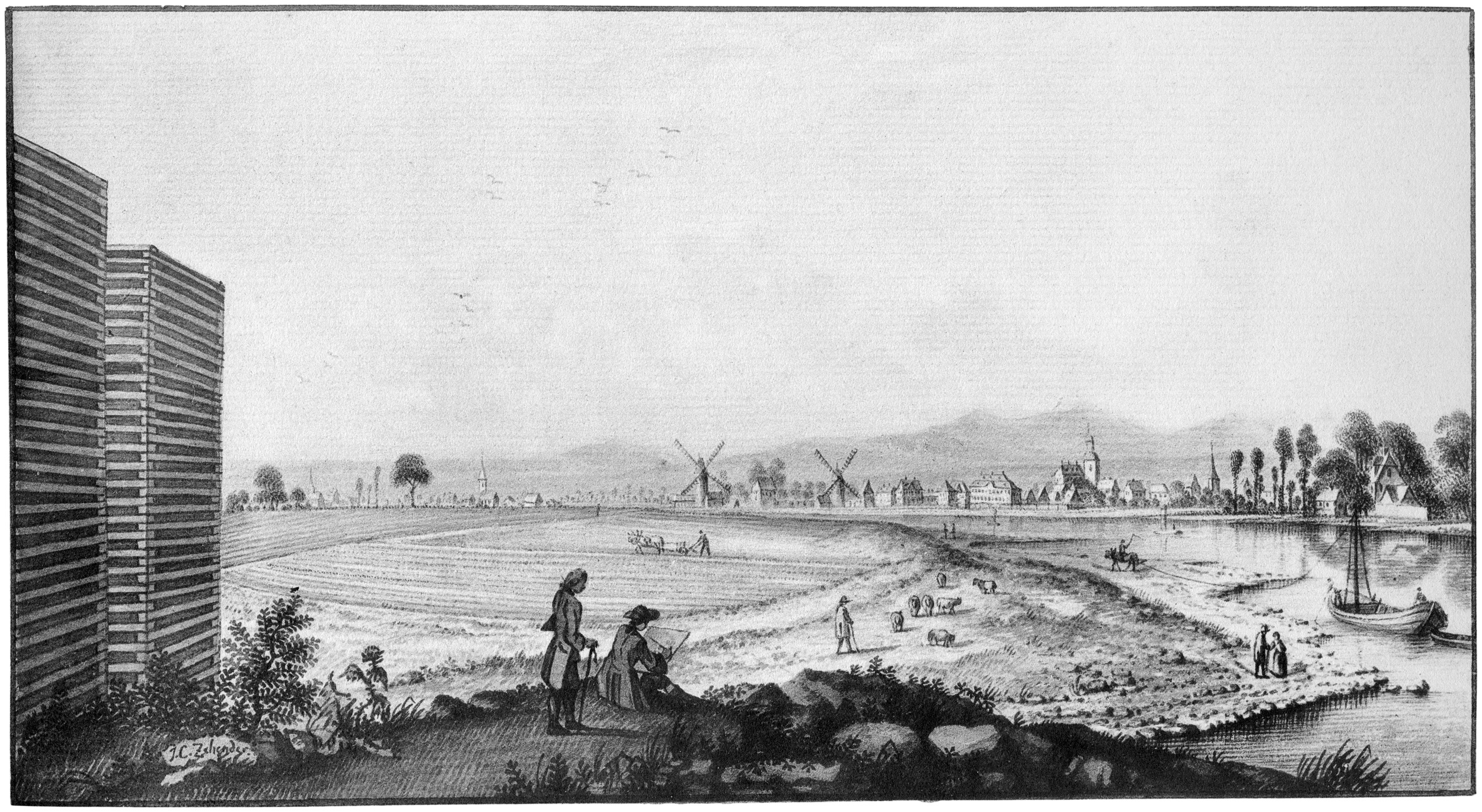
Ansicht von Offenbach in den 1770er Jahren
(Zeichnung von Johann Caspar Zehender)

Offenbach diente unter Graf Reinhard von Isenburg-Birstein dem Adelsgeschlecht als Residenz. Sie ließen das Isenburger Schloss errichten. 1559 wurde in Offenbach die Reformation eingeführt. Während des Dreißigjährigen Krieges wurde die bayerische Besatzung Offenbachs 1631 von den Schweden vertrieben und im Schloss die Kapitulation der Reichsstadt Frankfurt von König Gustav Adolf entgegengenommen.
1698 nahm Graf Johann Philipp von Isenburg-Offenbach hugenottische Flüchtlinge im Ort auf, sie gründeten ihre eigene Gemeinde, westlich der bestehenden. Somit wuchs das Dorf Offenbach zu einer Minderstadt an. Dieser Westteil entwickelte sich im Laufe des 18. Jahrhunderts zur Stadt. Die Hugenotten brachten das Wissen um die Tabakverarbeitung nach Offenbach und erschlossen damit einen Wachstumsmarkt des 18. Jahrhunderts.
Da Frankfurt keine Gewerbefreiheit zuließ, wanderten die Manufakturisten über die damalige Landesgrenze nach Offenbach ab, wo sie von den gewerbefreundlichen zu Isenburgern ein Regal bewilligt bekamen.
Im Jahr 1739 fand die Grundsteinlegung zur lutherischen Kirche – der heutigen Evangelischen Stadtkirche – statt und 1768 wird der Aliceplatz, der diesen Namen seit 1879 trägt, als neuer Marktplatz angelegt. Er hieß zwischenzeitlich Paradeplatz, weil die isenburgischen Soldaten auf ihm Übungen abhielten.
Der Dichter Goethe kam 1775 regelmäßig nach Offenbach, da hier seine Verlobte Lili Schönemann lebte. In dieser Zeit begann die Lederwarenherstellung und erste Industrien und Gewerbe siedelten sich an. Wolfgang Amadeus Mozart und Niccolò Paganini besuchten mehrmals die aufstrebende Industriestadt. Ersterer ließ seine Noten bei Johann André (Mitglied einer Offenbacher Künstlerfamilie) verlegen, letzterer kam, um die hier bei Pirazzi produzierten Musiksaiten zu erwerben. 1786 lässt sich die Familie der Schriftstellerin Sophie von La Roche in der Domstraße 23 nieder, 1788 der religiöse Anführer Jakob Joseph Frank im Isenburger Schloss. 1792 gehen österreichische Truppen bei Offenbach über den Main und besiegen die Franzosen bei Höchst. 1794 wurde die Leibeigenschaft durch Fürst Wolfgang Ernst von Isenburg aufgehoben. Katholiken durften 1798 erstmals seit über 200 Jahren Gottesdienst in Offenbach feiern, 1803 schaffte Fürst Carl Ludwig Moritz als einer der ersten den Leibzoll für Juden ab.
Im Jahr 1812 fand die letzte Hinrichtung in Offenbach statt, der Galgen stand in Höhe Hermannstraße und Schäferstraße.

### 19. Jahrhundert
I: Isenburger Schloss

II: Büsing-Palais

III: Evangelische Stadtkirche

IV: Franz.-Reformierte Kirche

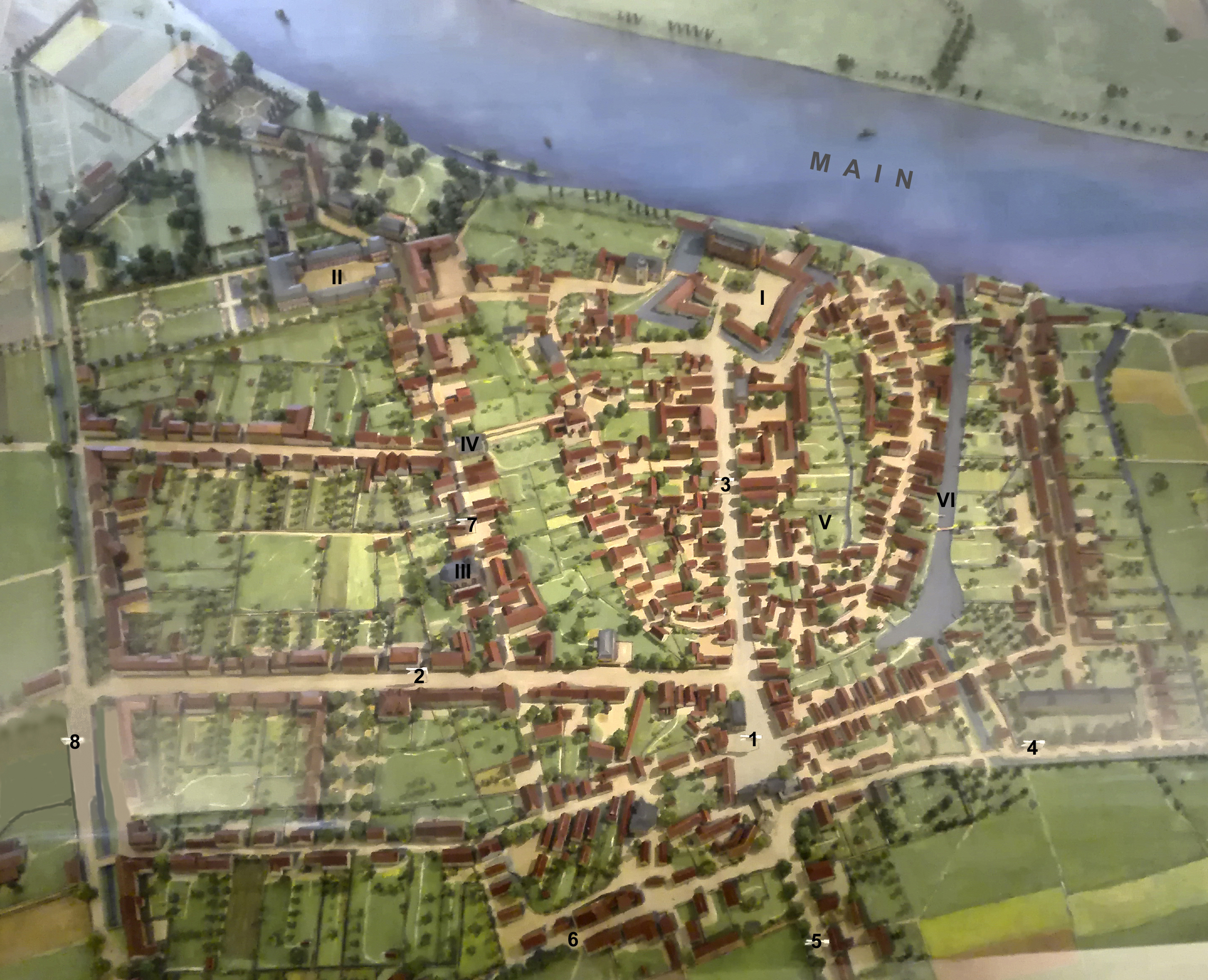
Offenbach am Main um 1800, Stadtmodell

V: Stadtfriedhof (heute: Wilhelmsplatz)

VI: Großer Biergrund
1: Marktplatz

2: Frankfurter Gaß (heute: Frankfurter Straße)

3: Schlossgasse (heute: Schlossstraße)

4: Straße von Nürnberg nach Frankfurt (heute: Bieberer Straße)

5: Straße nach Darmstadt (heute: Waldstraße)

6: Straße von Frankfurt nach Nürnberg (heute: Geleitstraße)

7: Herrngasse (Herrnstraße)

8: Kanalstraße (heute: Kaiserstraße)

1799 erfolgte die erste kommerzielle Anwendung der Lithografie in Offenbach am Main, nachdem der Musikverleger Johann Anton André von Alois Senefelder das Patentrecht für das „… Geheimnis, Noten und Bilder auf Stein drucken zu können …“ erworben hatte, um das neue Verfahren für den Notendruck zu nutzen. Senefelder selbst richtete in Offenbach die ersten fünf Steindruckpressen ein und wies den Mitarbeiter André persönlich in den Gebrauch der Maschinen ein. André erkannte die Bedeutung der Erfindung und ließ kurz darauf, im Jahr 1800, durch seine Brüder umgehend Filialen des Verlags – unter Sicherung der dortigen Patentrechte – in Paris und London einrichten. Mozarts Klavierkonzerte erschienen ab 1800 in Offenbach am Main als erste lithografische Notendrucke. Nach dem Wiener Kongress 1815 verlor Fürst Carl von Isenburg wegen seiner Nähe zu Napoleon I. seine Landesherrschaft. Die Stadt gehörte kurzfristig zum Kaisertum Österreich und fiel schließlich 1816 an das Großherzogtum Hessen (Hessen-Darmstadt). Nach der Auflösung der Biebermark 1819 erhielt die Stadt einen Anteil von 1733 Morgen am Gelände zwischen Hainbach und heutiger Grenzstraße. Seither konnte sich die Stadt nach Osten hin ausdehnen. Vorher war Wachstum nur nach Westen oder nach Süden möglich.
Der Wiener Kongress liquidierte das Fürstentum Isenburg, wodurch Offenbach letztendlich an das Großherzogtum Hessen (Hessen-Darmstadt) gelangte. Bis 1823 gehörte Offenbach zum Amt Offenbach, das in diesem Jahr aufgelöst wurde. Die Verwaltungsaufgaben des Amtes übernahm der Landratsbezirk Offenbach, ab 1832 der Kreis Offenbach. Die Aufgaben des Amtes in der Rechtsprechung gingen an das Landgericht Offenbach über, das 1879 durch das Amtsgericht Offenbach ersetzt wurde.
Im Jahre 1828 schloss sich das Großherzogtum Hessen dem preußischen Zollgebiet an, während Frankfurt neutral blieb. Dieser Schritt bedeutete das Ende der seit dem Mittelalter stattfindenden Frankfurter Messe, die bereits während der Koalitionskriege infolge der Kontinentalsperre stark an Bedeutung verloren hatte. Offenbach konnte von diesem Niedergang profitieren, indem die Messe ab 1828 für einige Jahre in Offenbach stattfand.
Der allgemeinen Schulpflicht 1830 folgte 1832 die Impfpflicht. Im selben Jahr wurde die erste Vorgängerinstitution der späteren Hochschule für Gestaltung gegründet. 1842 gründeten der Darmstädter Chemiker Ernst Sell und sein Frankfurter Partner Karl Oehler eine Teerfarbenfabrik am Mainufer zwischen Offenbach und Bürgel (heute AllessaChemie).

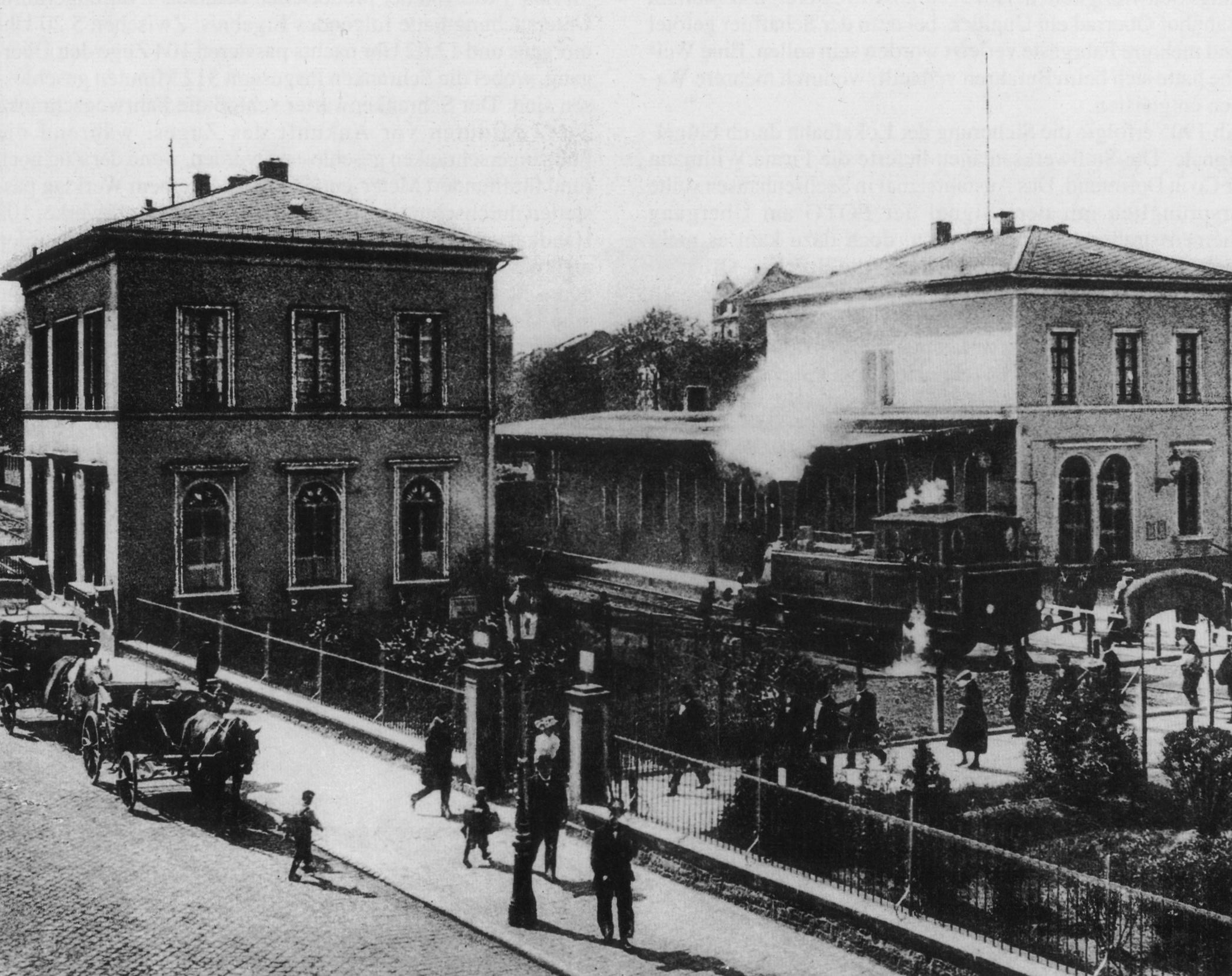
Offenbacher Lokalbahnhof

1848 eröffnete die Frankfurt-Offenbacher Lokalbahn die Strecke nach Frankfurt-Sachsenhausen. Ihr Offenbacher Lokalbahnhof befand sich an der Kreuzung von Bahnhofstraße und Kaiserstraße westlich des Stadtzentrums. Der Betrieb dieser Lokalbahn, zuletzt mit Dampfloks der Baureihe 74.4-13 (Preußische T 12) ist 1955 eingestellt worden. Auf der Fläche der heutigen Berliner Straße verlief in westlicher Richtung bis dahin die Eisenbahntrasse. Die letzten Überreste existierten bis zum Beginn des S-Bahnbaus insbesondere am Bahnhof Oberrad.
Die erste Gasbeleuchtung erhellt einige Offenbacher Straßen und 1853 wird eine Telegrafenanstalt Domstraße und Ecke Krimmergäßchen eröffnet.
Im Zuge des Baus der Frankfurt-Bebraer Eisenbahn wurde 1873 der heutige Hauptbahnhof errichtet, der damals weit außerhalb der Stadt im Süden lag. Damit war der Weg zum Ausbau der Schwerindustrie und der chemischen Industrie geebnet, wodurch die Stadt in den folgenden zwei Jahrzehnten so stark wie nie zuvor anwuchs. 1896 wurde die Rodgaubahn nach Dieburg eröffnet. Später kam der Seitenast nach Dietzenbach hinzu. Am 24. Dezember 1874 wurde die Neue Offenbacher Zeitung herausgebracht, die erste sozialdemokratische Parteizeitung im Großherzogtum Hessen. 1879 fand die Hessische Landesgewerbeausstellung in Offenbach statt.
Am 12. Juni 1882 legte ein Offenbacher Konsortium, bestehend aus dem Kommerzienrat Weintraut, dem Bankier Weymann und dem Bankhaus Merzbach, den Behörden in Offenbach und Frankfurt die Ausarbeitung des Projektes „einer elektrischen Straßenbahn zwischen den Endpunkten Deutschherrn-Quai nächst der Alten Brücke und dem Mathildenplatz in Offenbach“ vor, der vierten Elektrischen Straßenbahn-Linie der Welt. Vorausgegangen waren Abstimmungen mit dem Unternehmen Siemens & Halske, welches dieses Vorhaben technisch umsetzen sollte. Der erste Streckenabschnitt der Frankfurt-Offenbacher Trambahn-Gesellschaft (FOTG) zwischen Sachsenhausen und dem Buchrainplatz in Oberrad wurde am 18. Februar 1884 als meterspurige Schmalspurbahn mit dem dazugehörigen Kraftwerk eröffnet. Die Fortsetzung zum Offenbacher Mathildenplatz folgte am 10. April des gleichen Jahres. Damit war die Gesamtlänge von 6,7 Kilometern erreicht.

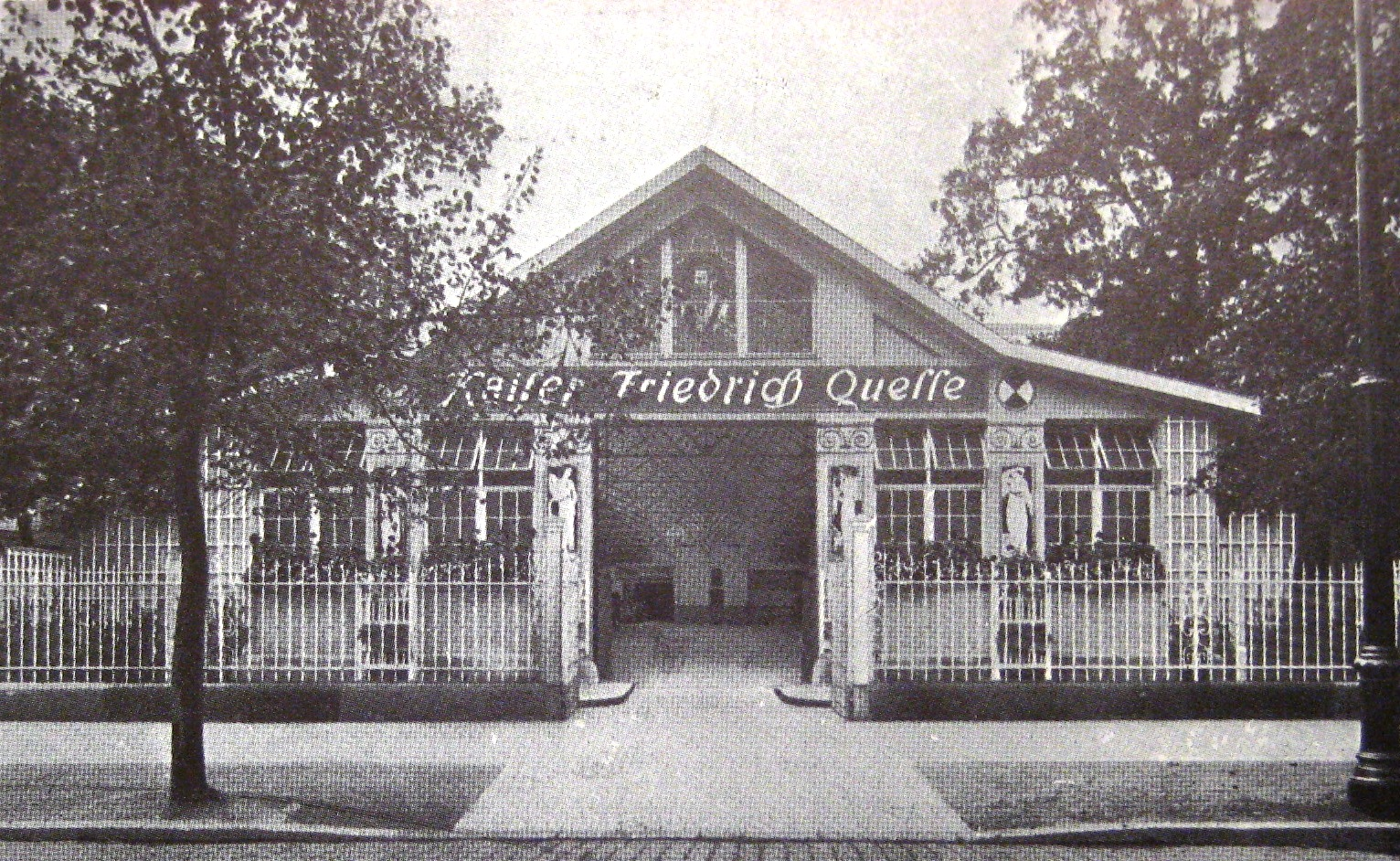
Kaiser-Friedrich-Quelle

Mit Umzug der Reichspost-Filiale von der Frankfurter Straße 31 an den Aliceplatz wurde am 28. Dezember 1884 mit der dortigen Handvermittlungsstelle das Fernsprechnetz in Betrieb genommen. Anfangs gab es 19 Anschlüsse, vornehmlich von Firmen. Nach Berlin und Frankfurt/Main war es eines der ersten Telefonnetze in Deutschland. Heute befindet sich ein DSL-Hauptverteiler der Deutschen Telekom in dem Gebäude.
Eine 1888 erschlossene Heilquelle wurde nach dem nur 99 Tage amtierenden Kaiser Friedrich III. Kaiser-Friedrich-Quelle benannt. Das Wasser wird heute nicht mehr als Mineralwasser verkauft, da es zu salzig wurde.

### 20. und 21. Jahrhundert

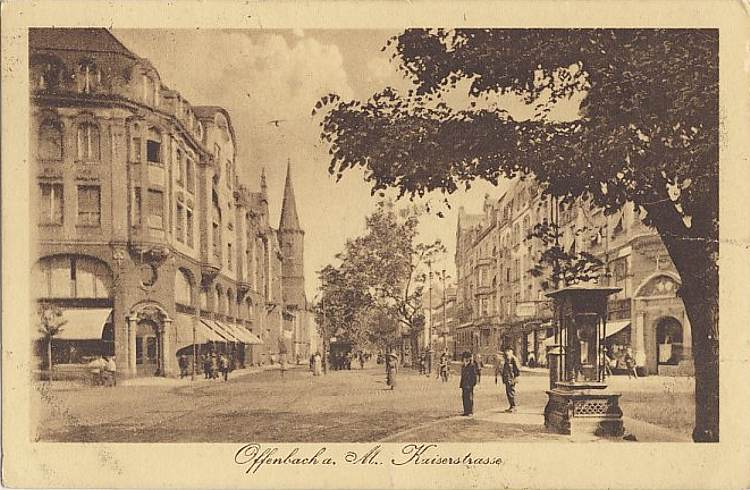
Die Wettersäule an der Kaiserstraße um 1900

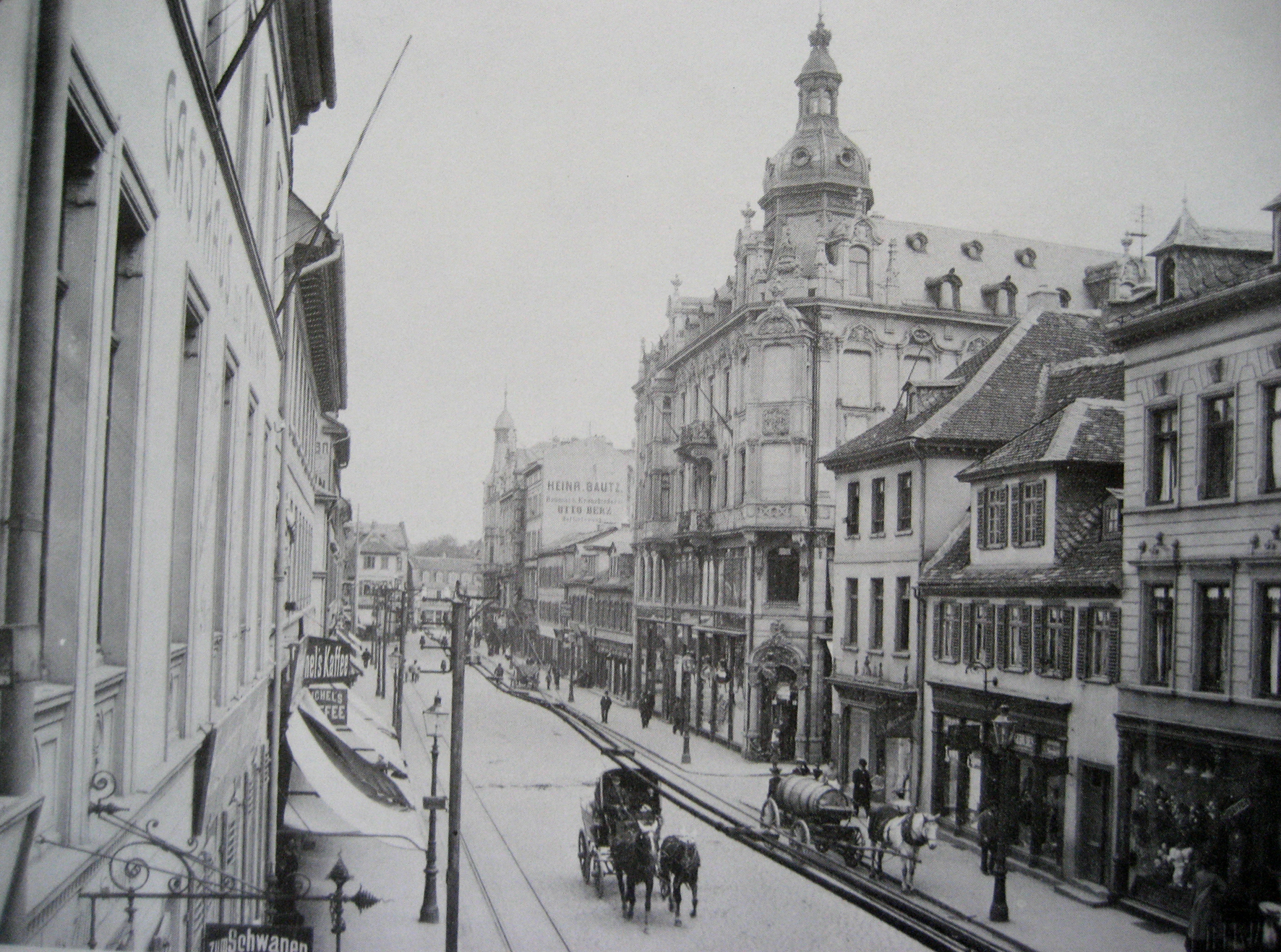
Die Frankfurter Straße im Jahr 1900 …

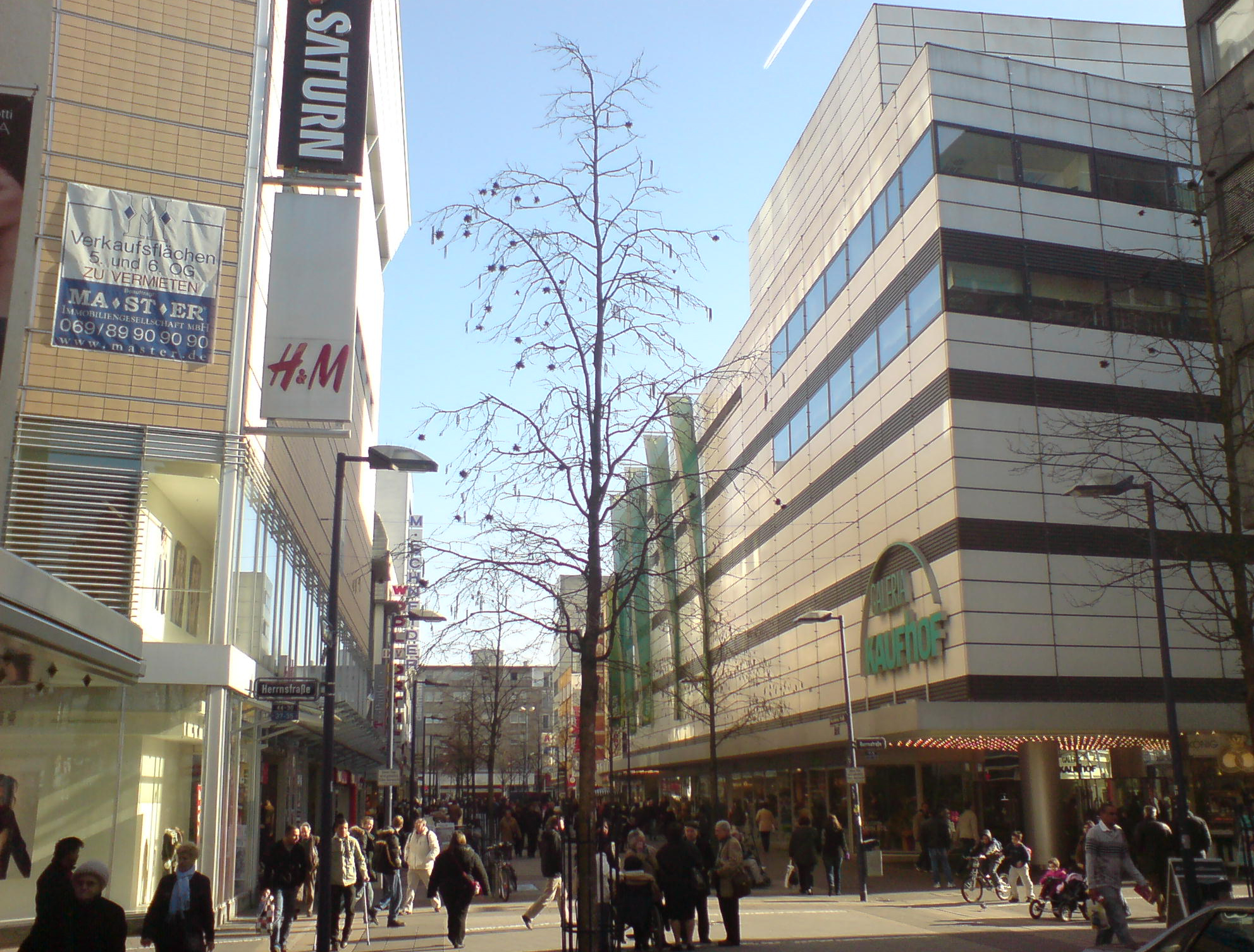
… und 2008

Ab 1902 beginnt mit dem Isenburgring und kurz darauf mit dem Starkenburgring der Bau einer Allee als Promenade und Flaniermeile. Zuvor war auch der Umzug des Krankenhauses von der Hospitalstraße dorthin beschlossen worden. Das alte Hospital war neben vorübergehendem Sitz der Stadtverwaltung, schon vor dem Bau des neuen Justizzentrums Bestandteil des Gerichts. Jedoch stürzte dessen entkernte Außenfassade beim Bau teilweise ein und wurde daraufhin abgetragen. Eine Rekonstruktion ist heute als Teil des neuen Justizzentrums zu sehen. 1908 wurde mit Bürgel der erste Nachbarort eingemeindet. Durch diese Eingemeindung fiel das Gebiet östlich der Grenzstraße bis hinauf zur Bieberer und Rumpenheimer Gemarkung der Stadt zu.
1917 wurde der von Hugo Eberhardt entworfene Neubau der heutigen Hochschule für Gestaltung am Schlossplatz eingeweiht. Auf dem Platz wurde der spätere Ludo-Mayer-Brunnen des Jugendstilbildhauers Heinrich Jobst aufgestellt. Offenbach wurde zum Mittelpunkt einer traditionaffinen Gestaltung mit Persönlichkeiten wie der Architekt Eberhardt, der Typograf Rudolf Koch, die Buchbinder und Designer Ignatz Wiemeler und Ernst Engel sowie der Maler Karl Friedrich Lippmann. 1919 wurden während des Karfreitagsputsches vor der Kaserne, dem heutigen Sitz des Finanzamtes, 17 Menschen erschossen. 1920 wurde die Stadt für einen Monat von französischen Truppen besetzt (→ Alliierte Rheinlandbesetzung). Im Jahr 1922 wurde mit dem Bau der Siedlung Tempelsee im Süden begonnen. Infolge der Weltwirtschaftskrise waren zeitweise über die Hälfte der Arbeiter arbeitslos. 1932 wollte Adolf Hitler am 16. Juli im Stadion Bieberer Berg eine Wahlkampfveranstaltung abhalten, was durch den Vorstand des OFC Manfred Weinberg untersagt wurde. Später wurde Weinberg aus Vorstand und Verein gedrängt.
Am 1. November 1938 schied Offenbach aus dem Landkreis Offenbach aus und wurde eine kreisfreie Stadt, blieb jedoch weiterhin Sitz des Kreises. Gleichzeitig wurde die Gemeinde Bieber an Offenbach angegliedert. Im November wurde während der Novemberpogrome die Synagoge, das heutige Capitol, geschändet sowie mehrere Wohnungen und Geschäfte beschädigt.  1942 wurde mit Rumpenheim die letzte Eingemeindung vollzogen.
Im Zweiten Weltkrieg wurde Offenbach durch alliierte Luftangriffe zu 36 % zerstört. Die Schäden konzentrierten sich insbesondere auf die Altstadt und die Weststadt. Der schwerste Angriff wurde am 18. März 1944 nachts von 750 Bombern der Royal Air Force (RAF) und der Kanadischen Luftstreitkräfte (RCAF) geflogen, die 3.600 Tonnen Spreng- und Brandbomben über der Stadt abwarfen. An diesem Tag gab es 176 Opfer, bei den Bombenangriffen auf Offenbach insgesamt 467 Tote. Am 26. März 1945 wurde die Stadt durch Truppen der US-Armee besetzt.
Was die Bomben nicht verwüstet hatten, wurde in den darauf folgenden Jahrzehnten der Stadterneuerung geopfert. Der einstige Charakter des westlichen Stadtzentrums zwischen Herrnstraße und Schloßstraße als Gartenstadt verdichtete sich baulich, dieses Gebiet der Innenstadt ist von Bürobauten geprägt, wie zum Beispiel dem N+M Haus der gleichnamigen Architektengemeinschaft. Als Fehler kann der Bau einer zweiten Ebene gesehen werden, dabei wurden der Fußgängerverkehr mittels Rolltreppen und Brücken vom Straßenverkehr getrennt. Bis auf ein Reststück am Marktplatz sind diese Bauten mittlerweile entfernt worden. 1953 begann der Bau der Carl-Ulrich-Siedlung zwischen Dietzenbacher und Waldstraße. Offenbach hatte 1954 erstmals mehr als 100.000 Einwohner und wurde somit jüngste Großstadt Hessens. 1956 erhielt die Stadt den Europapreis für ihre hervorragenden Bemühungen um den europäischen Integrationsgedanken. 1964 erwarb die Stadt die selbstständige Gemarkung Wildhof zwischen Offenbach und Heusenstamm vom Haus Hessen, die dann 1965 per Landesgesetz eingemeindet wurde. 1971 wurde das heutige Rathaus an der Berliner Straße eröffnet und die Verwaltung zog aus dem alten Hospital, dem heutigen Justizzentrum, dorthin. Die Feiern zum 1000-jährigen Jubiläum Offenbachs wurden 1977 begangen.
Als eine der ersten Städte hatte Offenbach seit den späten 1970er-Jahren mit einem Strukturwandel zu kämpfen. Die Lederwaren- und Elektroindustrie baute in großem Umfang Arbeitsplätze ab. Da dies in einer Phase allgemeiner Prosperität erfolgte, konnte Offenbach den Strukturwandel gut bewältigen und profitierte wesentlich von der Nähe zur Frankfurter Innenstadt. Auch der kurzzeitige Rückgang der Bevölkerung wurde gestoppt. 1995 erhielt Offenbach Anschluss an die S-Bahn Rhein-Main. Die Strecken der Städtischen Straßenbahn Offenbach wurden im Zuge dessen bis 1996 vollständig stillgelegt. Auf Frankfurter Stadtgebiet bedient die Straßenbahnlinie 16 die ehemalige FOTG-Strecke zu großen Teilen bis heute.
2002 wurde das Rumpenheimer Schloss wiederaufgebaut und in Eigentumswohnungen gehobener Qualität umgewandelt. Im selben Jahr verlegte der Landkreis Offenbach seinen Verwaltungssitz nach Dietzenbach. Die ungewöhnlich schnelle Vergabe von gewerblichen Baugenehmigungen durch die Stadtverwaltung und die gute Verkehrsinfrastruktur tragen wesentlich zur Neuansiedlungen von Firmen bei, wie zum Beispiel die neue Europazentrale des koreanischen Automobilherstellers Hyundai Motor Company. Die Mieten für Wohnungen gelten zudem, gemessen an der relativ geringen Entfernung zur Frankfurter Innenstadt und dem S-Bahn-Anschluss, als günstig, besonders die zahlreichen gründerzeitlichen Mehrfamilienhäuser erfreuen sich einer wachsenden Beliebtheit.

## Stadtbild

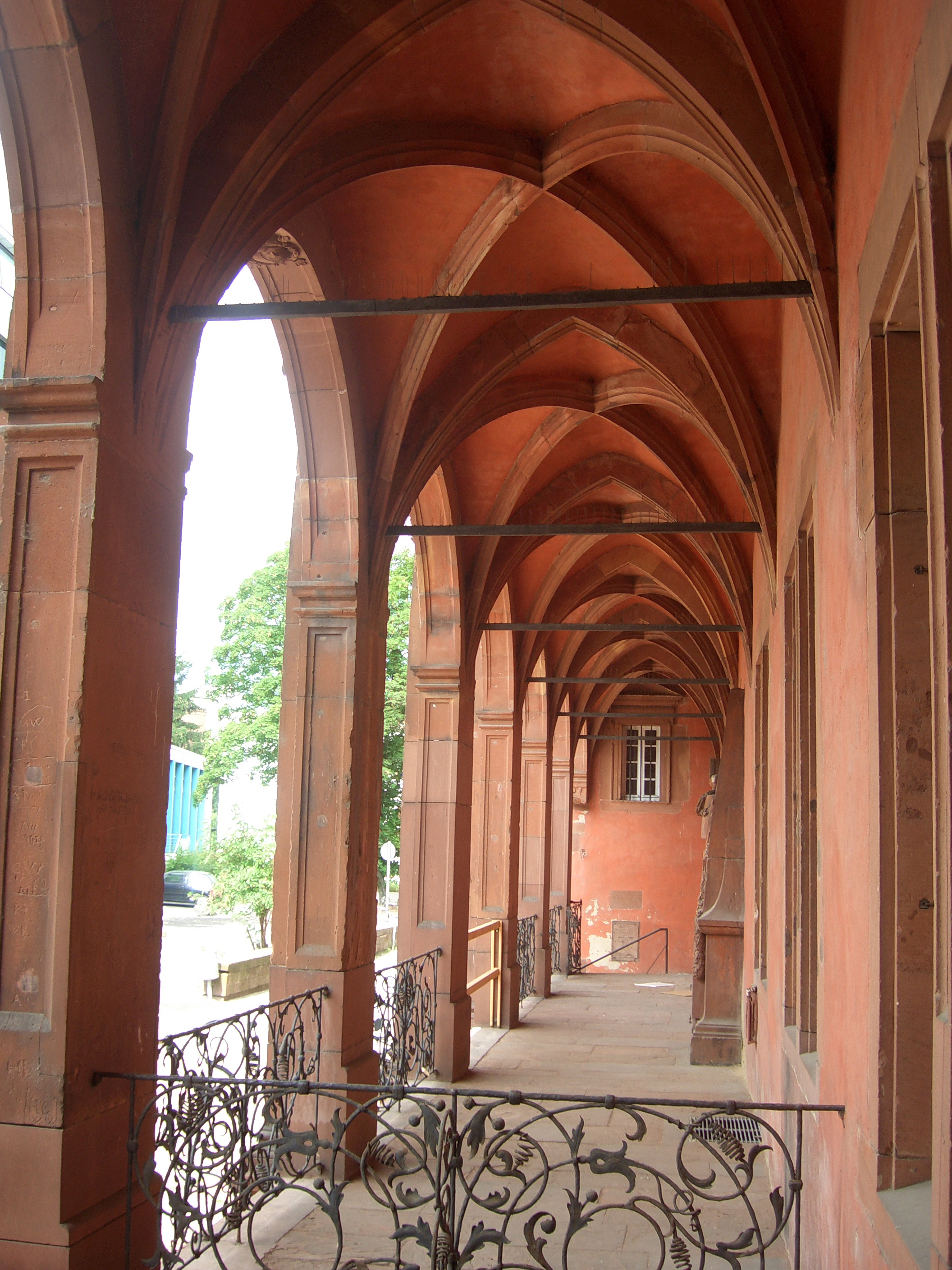
Kreuzrippengewölbe der Galerie des Isenburger Schlosses

Lange Zeit wurde Offenbach durch Bauten der Hugenotten aus dem späten 17. und 18. Jahrhundert geprägt. Typisch sind Bauten mit Mansarddach. Von diesen sind die Französisch-Reformierte Kirche, die Französisch-Reformierte Gemeinde sowie ein Geschäftshaus in der Frankfurter Straße/Ecke Aliceplatz weitestgehend original erhalten. Der Wiederaufbau nach dem Krieg und der Bau der Berliner Straße haben das Bild der Innenstadt wesentlich verändert. Die angrenzenden Gründerzeitquartiere sind von größeren Schäden meist verschont geblieben. Die Stadt hat 403 einzelne Kulturdenkmäler, dazu 29 „Gesamtanlagen“, (wie Straßen- oder Grünzüge) und zusammen zirka 1.600 denkmalgeschützte Bauwerke.

### Renaissance
Das Wahrzeichen und bekannteste Gebäude in Offenbach ist das Isenburger Schloss. Es wurde 1576 für den Grafen von Isenburg gebaut und gilt als der bedeutendste Renaissancebau nördlich der Alpen.
Mehrmals wurde es umgebaut, zuletzt nach dem Brand des Dachstuhls im Zweiten Weltkrieg. Auf einer Stadtansicht von Merian ist es in seiner ursprünglichen Form zu sehen. Seit 1999 ist das Schloss ein Teil der Hochschule für Gestaltung, an die es unmittelbar angrenzt. Es ist im Besitz des Landes Hessen.

### Klassizismus

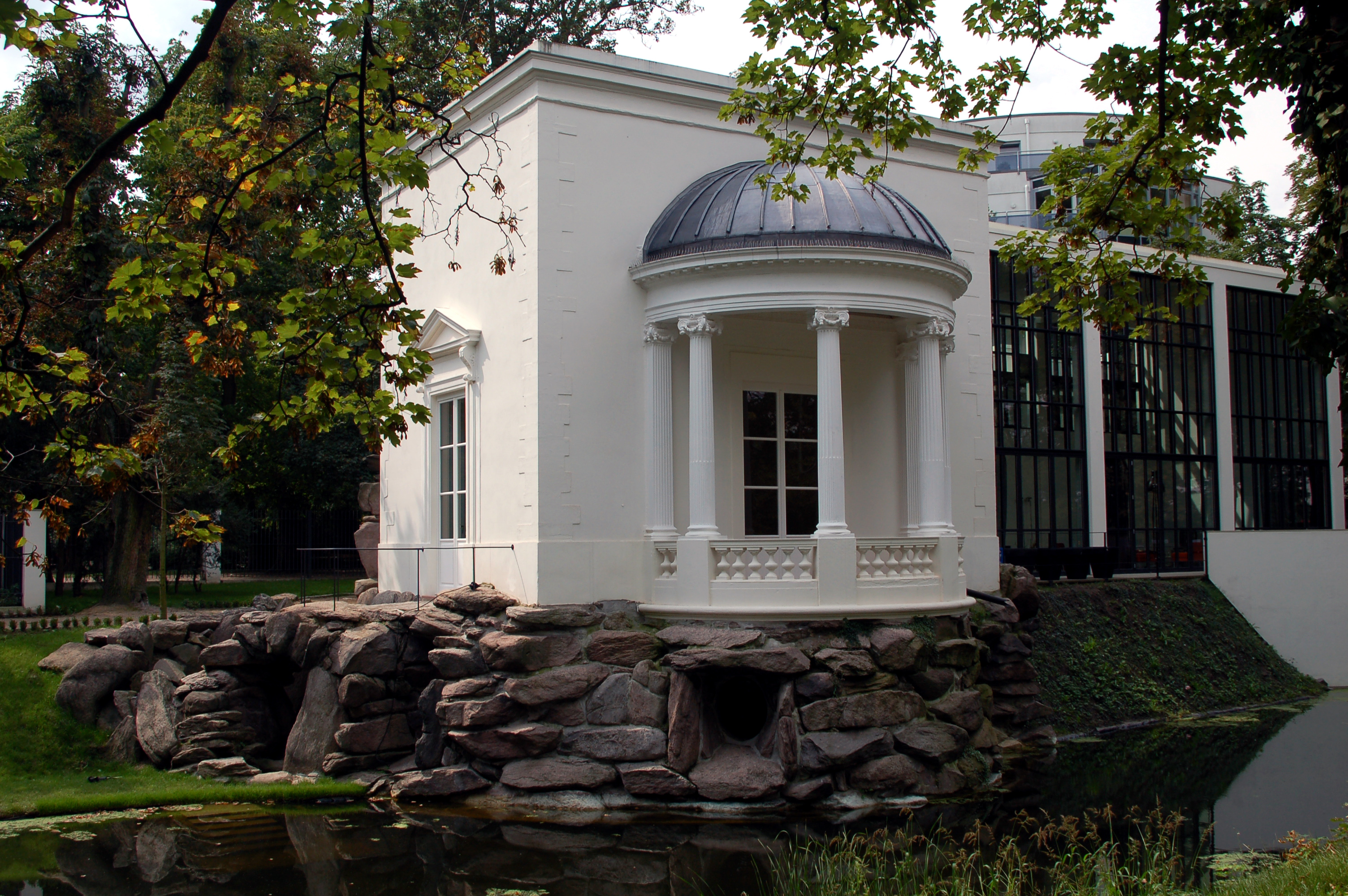
Lili-Tempel

Der Klassizismus ist vor allem in der Innenstadt anzutreffen, beispielsweise an der Frankfurter Straße. Die Gebäude sind meist zwei- maximal dreigeschossig und hatten einst Fensterläden.
Der Lili-Tempel wurde ursprünglich 1798 als Badehaus im Offenbacher Lili-Park gebaut. Es ist das einzige im Originalzustand erhaltene Werk von Nicolas Alexandre Salins de Montfort im Rhein-Main-Gebiet. Einer modernen Sage zufolge erhielt der Tempel den Namen nach der Verlobten Johann Wolfgang von Goethes, Elisabeth Schönemann, mit der sich dieser 1775 im umliegenden Park zu treffen pflegte. Das klassizistische Bauwerk wurde unter der Auflage einer Restaurierung im Jahr 2004 an eine Privatperson als Erbbauberechtigter vergeben.
Das Rumpenheimer Schloss war einst Treffpunkt des europäischen Hochadels. Das im Zweiten Weltkrieg bis auf die Außenmauern zerstörte Gebäude ging 1965 in den Besitz der Stadt Offenbach über und wurde in mehreren Teilstücken wiederhergestellt. Nach der Wiederherstellung des Mittelflügels (um 2002) entspricht die Außenansicht weitestgehend dem Stand um 1805. Heute ist das Schloss eine private Wohnanlage. Bis 2011 fand im Sommer im Schlosshof und im angrenzenden Schlosspark ein Mittelaltermarkt statt. Seit 2006 ist der Schlosspark alljährlich im Sommer Schauplatz der Picknick- und Flanierkonzerte „Musik im Park“.

### Historismus

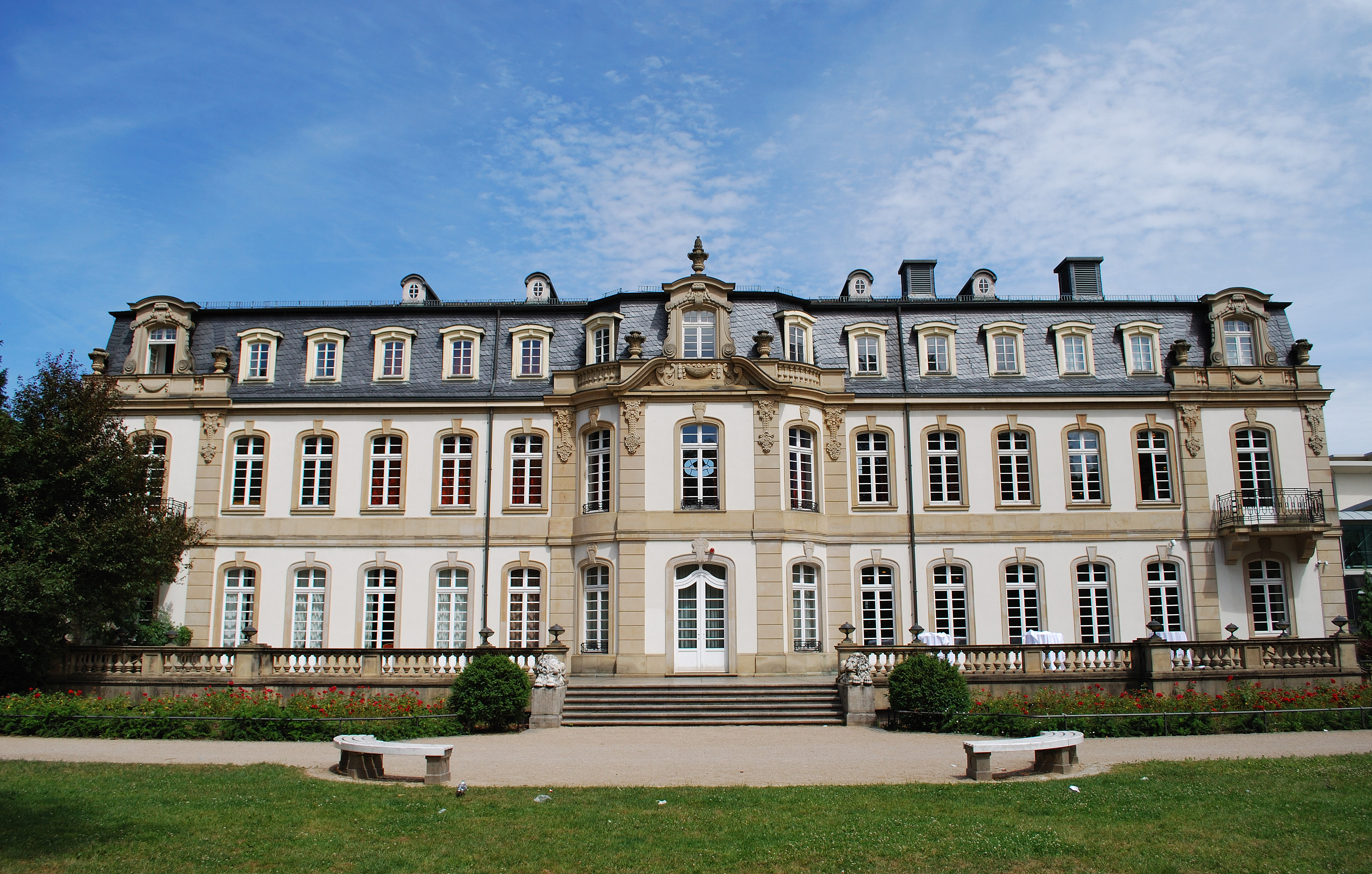
Büsing-Palais

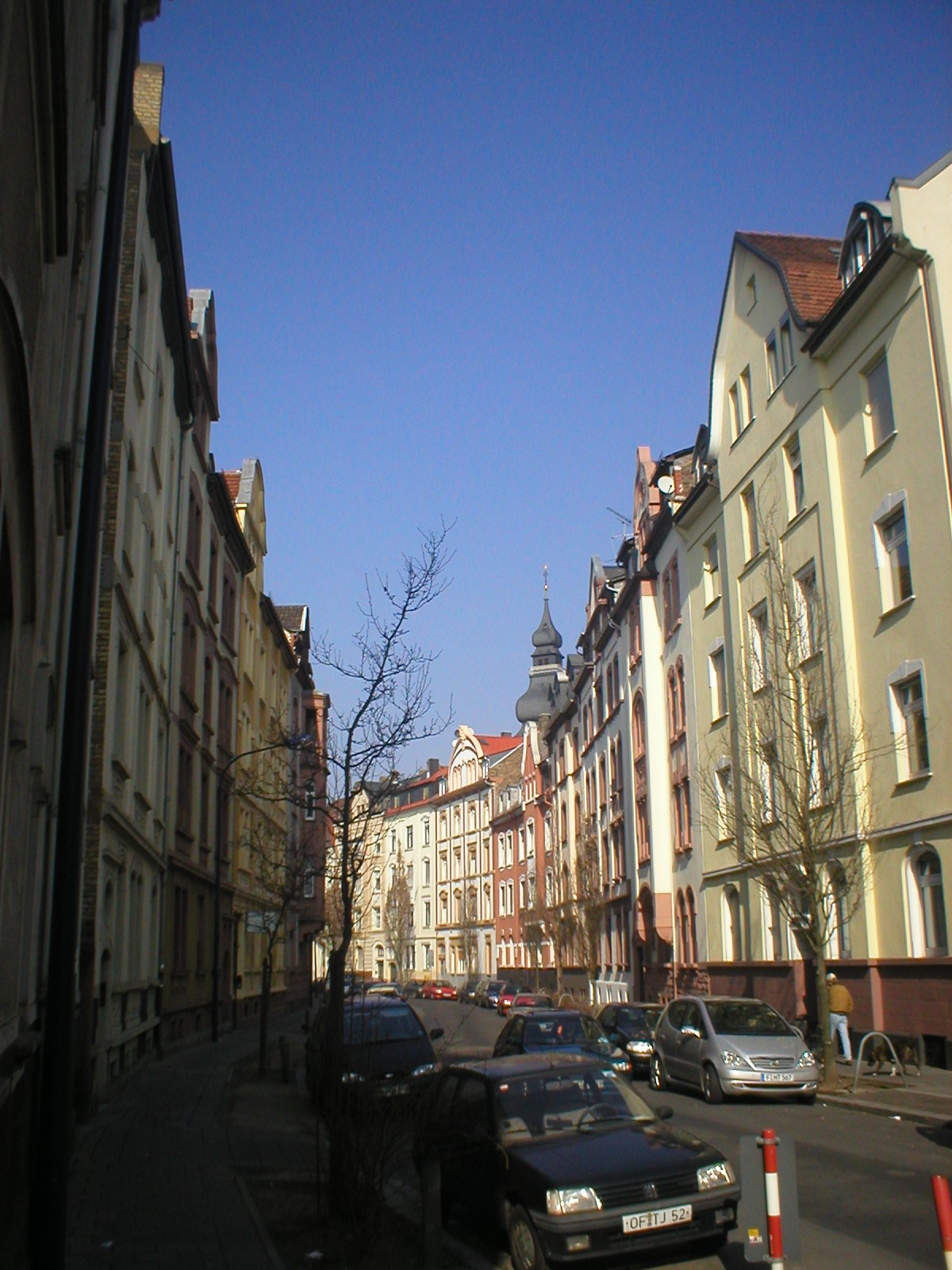
Eine typische Wohnstraße mit gründerzeitlicher Bebauung

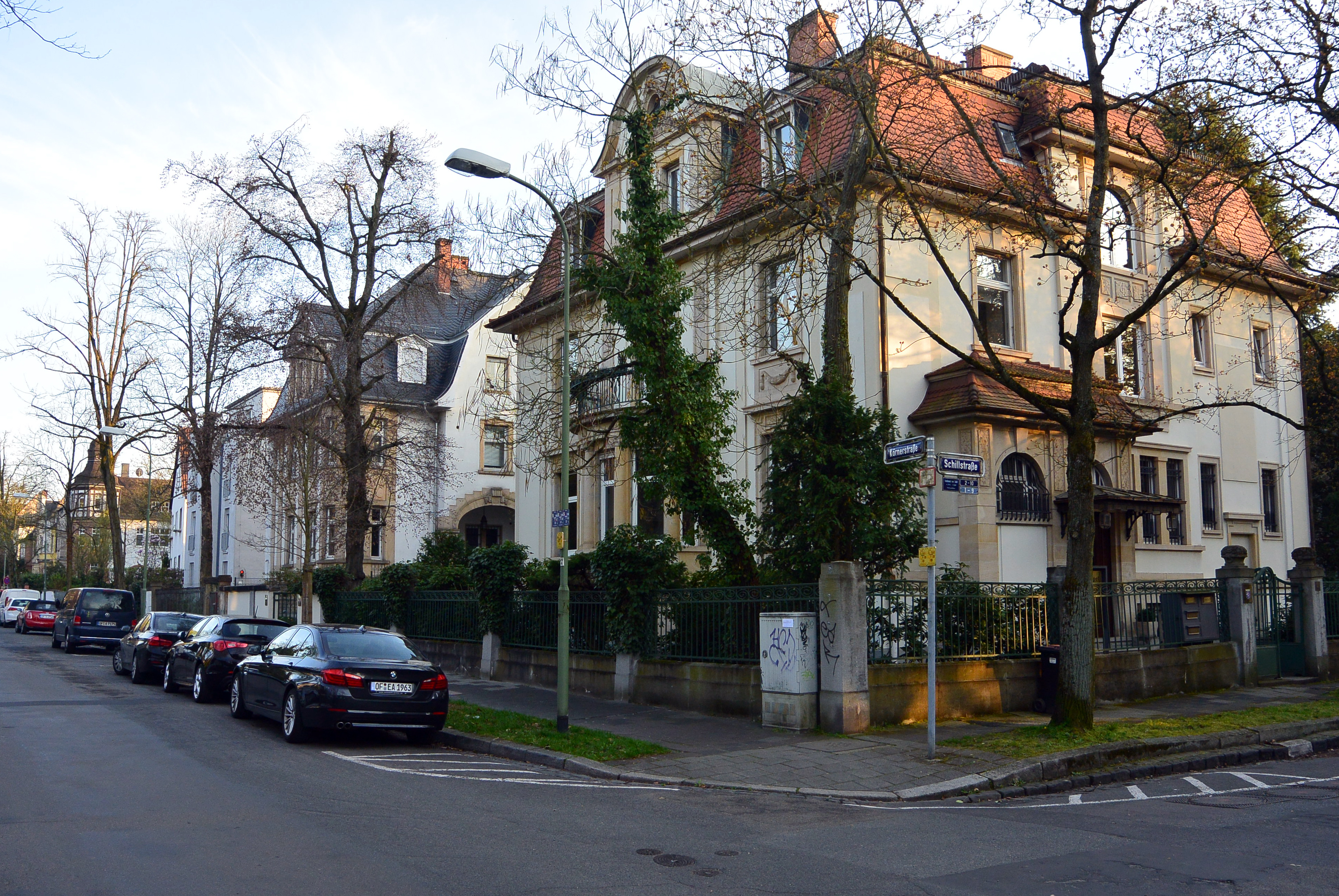
Das Westend an der Stadtgrenze zu Frankfurt

Da Offenbach mit der Industrialisierung zur Großstadt wuchs, ist der Historismus trotz Bombenschäden und einigen Umgestaltungen sehr dominant. Anders als in anderen Großstädten gab es kaum Großindustrie, die Arbeitersiedlungen errichtete. Es war vielmehr das aufstrebende Bürgertum und die Kleinindustrie, die zu Repräsentationszwecken Bauwerke aufwendig ausstatten ließ. Das herausragendste Bauwerk des Historismus ist das bereits 1775 errichtete, aber zwischen 1901 und 1907 im neobarocken Stil umgestaltete Büsing-Palais. Es war der Stadtsitz der Offenbacher Fabrikantenfamilie Bernard. Im Herrenhaus befinden sich heute das Standesamt, die Stadtbibliothek und das Klingspor-Museum. Räumlichkeiten des repräsentativen Anwesens lassen sich für verschiedene Zwecke von der Stadt anmieten.
Weitere aufwendige Gebäude aus dem Historismus befinden sich im weitestgehend geschlossen erhaltenen Villenviertel Westend entlang und südlich der westlichen Frankfurter Straße. Sehenswert ist dort der Altbau der Leibnizschule in der Parkstraße sowie einige kleinere Betonbauten einer Musterausstellung aus dem späten 19. Jahrhundert im angrenzenden Dreieich-Park.
Ein wichtiger neobarocker Sakralbau ist die katholische Marienkirche in der Bieberer Straße. Das dreischiffige Bauwerk, das barocke Gepräge mit deutlichen Akzenten des Jugendstils verbindet, wurde 1911 bis 1913 nach Plänen des Mainzer Dombaumeisters Ludwig Becker errichtet. Nach strukturellen Schäden durch den Bau der S-Bahn wurde die Kirche im Zeitraum von 1999 bis 2001 komplett renoviert. Neben der Instandsetzung der Außenfassade umfassten die Arbeiten eine Sanierung der Sandsteinflächen und der Wände. Die Fenster wurden mit einer Schutzverglasung versehen, die vor Witterungseinflüssen schützt. Im Turm über dem Hauptportal wurde ein nach dem Zweiten Weltkrieg vermauertes Fenster wieder freigelegt, um die Fassade an der Bieberer Straße in ihren Originalzustand zurückzuführen. Neben der Sanierung des Gebäudes wurde ein zusätzlicher Gottesdienstraum, die Krypta, unterhalb der vorhandenen Kirche errichtet.
Das Mathildenviertel, südlich der Kirche ist eines der typischen Gründerzeitquartiere, die den Rand der Innenstadt prägen.
Das Stadtbild der südlichen Innenstadt und der zentrumsnahen Viertel ist durch Gründerzeit-Mietshäuser geprägt. Die meisten davon sind späte Beispiele eines konservativen bürgerlichen Historismus mit Einflüssen des Jugendstils. Der Bauschmuck ist aus Sandstein ausgeführt, einige Gebäude sind aus Klinker ausgeführt. Der Zustand dieser Bausubstanz ist sehr unterschiedlich und reicht von denkmalgerechter Restaurierung mit kleingliedrigen Sprossenfenstern aus Holz, bis hin zu regelrecht verschandelten Gebäuden mit dicken Dämmplatten und groben Kunststofffenstern.

### Architektur des 20. Jahrhunderts

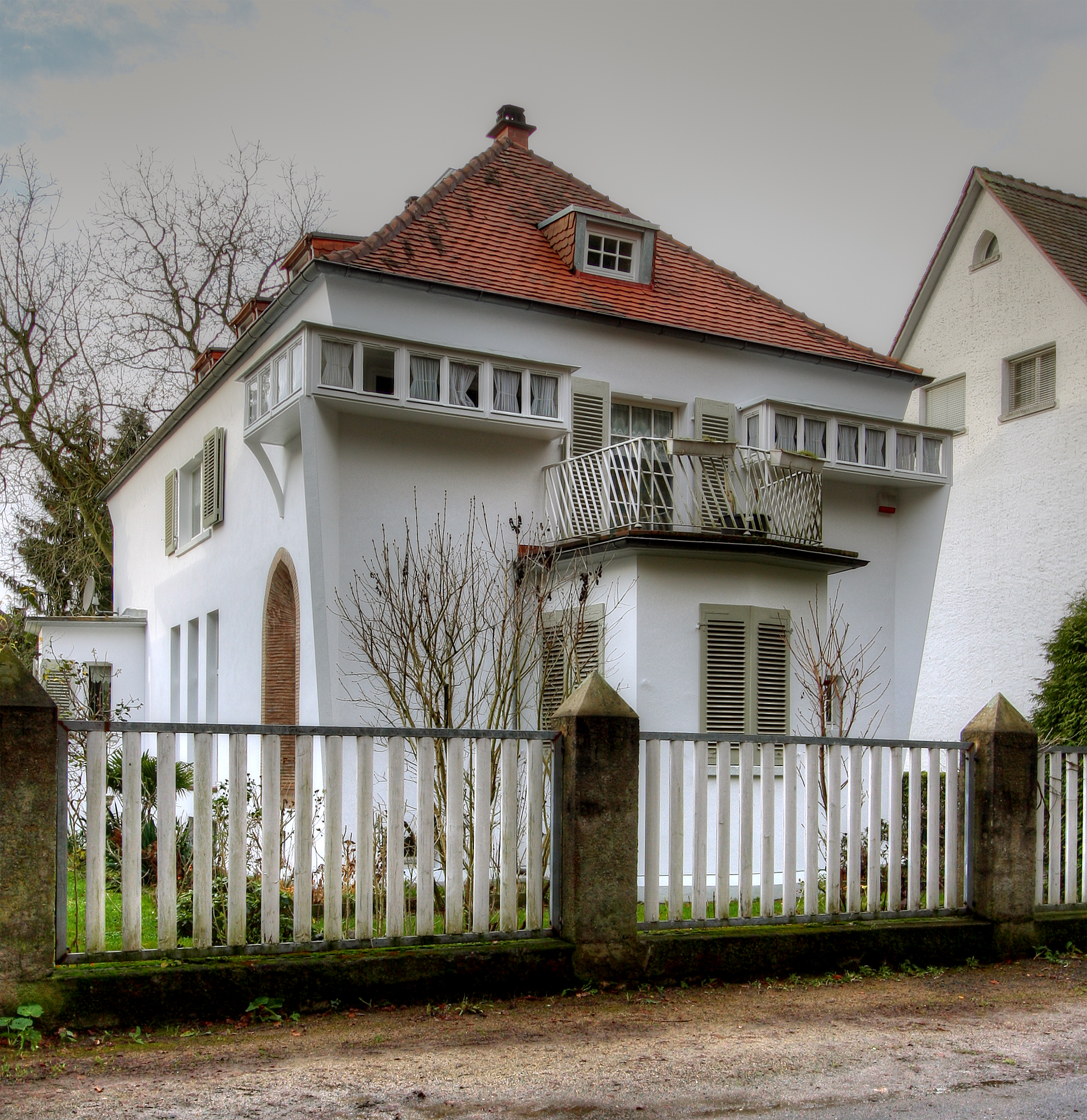
Eine der Villen von Dominikus Böhm

Hugo Eberhardt, Architekt und Gründer des Ledermuseums, hat zu Beginn des 20. Jahrhunderts in Offenbach einige markante Gebäude errichtet: das Verwaltungsgebäude der Heyne-Fabrik, das Wilhelm-Schramm-Stift, die AOK, und die Gebäude der Technischen Lehranstalt, heutige Hochschule für Gestaltung. Sie sind bedeutende Zeugnisse des Übergangs zur Moderne. An der Hochschule wurden bis zur Schließung des Fachbereichs Architektur 1982 zahlreiche Architekten ausgebildet. Dort hatten unter anderen gelehrt: Der Kirchenbaumeister Dominikus Böhm (sein Sohn Gottfried Böhm, der Pritzker-Preis-Träger, ist in Offenbach geboren und aufgewachsen), Josef Rings, Bernhard Hermkes, Walter Schwagenscheidt (Planer der Frankfurter Nordweststadt). Direkt gegenüber der Hochschule im Isenburger Schloss war das Hessische Staatsbauamt untergebracht, wo zahlreiche öffentliche Gebäude – hauptsächlich Schulgebäude – geplant wurden. Von Dominikus Böhms frühen Bauten haben sich in Offenbach einige Villen erhalten, so im Buchrainweg, dem Taunusring sowie Am Waldpark.

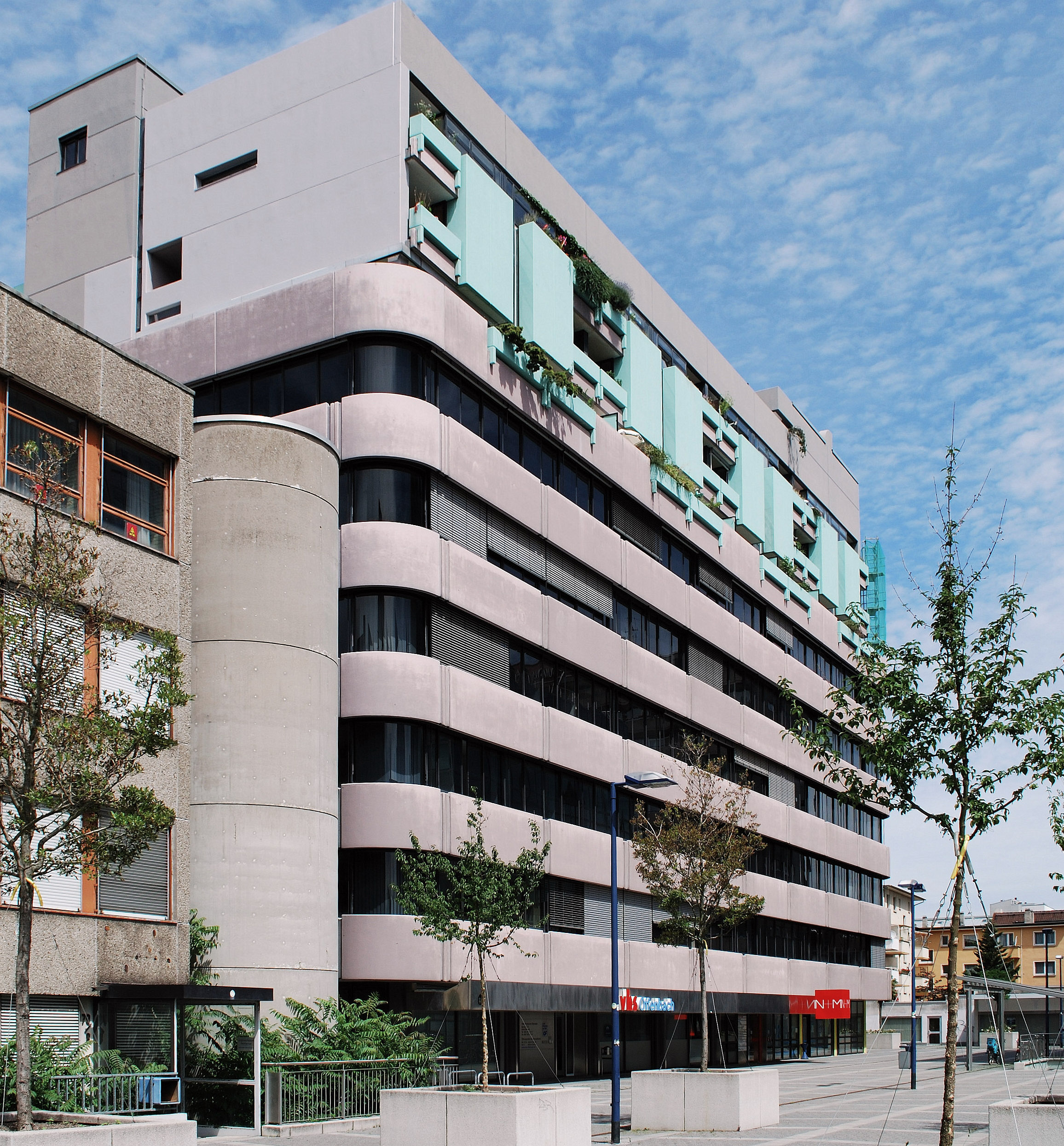
Novotny Mähner Assoziierte, bekannt vor allem durch Hochhausprojekte

Nach 1945 sind von Offenbach aus drei überregional bekannte Architekten tätig, Paul Friedrich Posenenske, Adolf Bayer und das durch Hochhausprojekte bekannte Büro Novotny Mähner Assoziierte. Trotz der stürmischen Wiederaufbau-Zeit gelang es diesen Büros, in der Stadt zahlreiche Bauten von hohem gestalterischen Wert zu realisieren. Adolf Bayer entwarf die Rudolf-Koch-Schule, die Bundesmonopolverwaltung für Branntwein und die Beethovenschule, die durch die versetzten Baukörper, die filigranen Stahlrahmen der Fenster und den Einsatz eines hellen Klinkers auffällt. Paul Friedrich Posenenske entwarf die Humboldtschule und den Deutschen Wetterdienst. An die Wirtschaftswunderzeit erinnert die 1952–1954 errichtete Walter-Passage an der Frankfurter Straße, benannt nach dem Möbelhaus, das sich bis in die 1960er Jahre hier befand. Es wurde von Fritz Reichard entworfen, die Fassade ist mit italienischen Glasmosaiksteinen verkleidet.

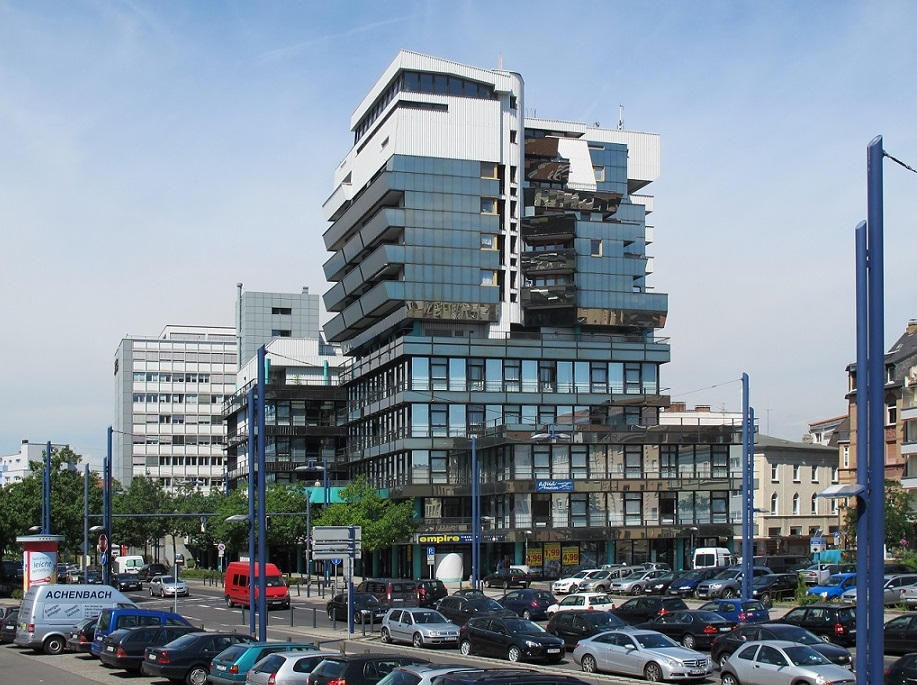
Das Gothaer-Haus

Bis heute tätig ist Novotny Mähner Assoziierte. An jüngeren Beispielen ihrer Tätigkeit sind das Omega-Haus und der 120 m hohe City Tower zu nennen. In der Aufbauzeit bauten auch auswärtige Stararchitekten wie Sep Ruf (Kirche Dreifaltigkeit, St. Peter) oder Egon Eiermann (die Atriumhäuser in Lauterborn) in der Stadt. Das 1971 eröffnete und 70 Meter hohe Rathaus ist ebenfalls ein Baudenkmal, es steht als gelungenes Beispiel von Sichtbetonarchitektur in der Hessischen Denkmalschutzliste. Unübersehbar ist auch das 1977 eröffnete multifunktionale Gothaer-Haus an der Berliner Straße.
Die bekannteste Neuplanung nach dem Zweiten Weltkrieg in Offenbach ist die als Ost-West-Achse angelegte Berliner Straße. Anfangs eine vierspurige Straße mit Stadtautobahncharakter, wurde die Straße nach Beendigung des S-Bahn-Baus zu einer Allee umgebaut. Es entstanden neue Gebäude, wie das CinemaxX und diverse Geschäftshäuser.
Der Strukturwandel führte zu zahlreichen Büroneubauten, besonders im Stadtteil Kaiserlei. So etwa das Omega-Haus, die BHF-Bank, Siemens-Power-Generation, Honeywell und Hyundai Europe. 1999 realisierte das Büro KSP Engel und Zimmermann Architekten das Gebäude der Städtischen Sparkasse an der Berliner Straße. Es fand auch eine Bereinigung von Bausünden der Nachkriegszeit statt, so wurde das frühere Kreishaus mit vorgehängter Sichtbetonfassade saniert und die sogenannte Zweite Ebene abgerissen. 2010 wurde das Stadtkrankenhaus durch einen Neubau ersetzt.
Der Umgang mit den Nachkriegsbauten ist eher unreflektiert, so dass auch wichtige und vielbeachtete Zeugnisse der späten Moderne abgebrochen wurden, wie zum Beispiel das ehemalige Gebäude des Deutschen Wetterdienstes, dessen Entwurf von Paul Friedrich Posenenske stammte. Andere wurden durch Sanierungen und Modernisierungen gestalterisch verändert, wie das Polizeipräsidium am Dreieich-Park, der frühere Sitz der IHK am Platz der Deutschen Einheit oder die Rudolf-Koch-Schule.

### Stadtentwicklung im 21. Jahrhundert

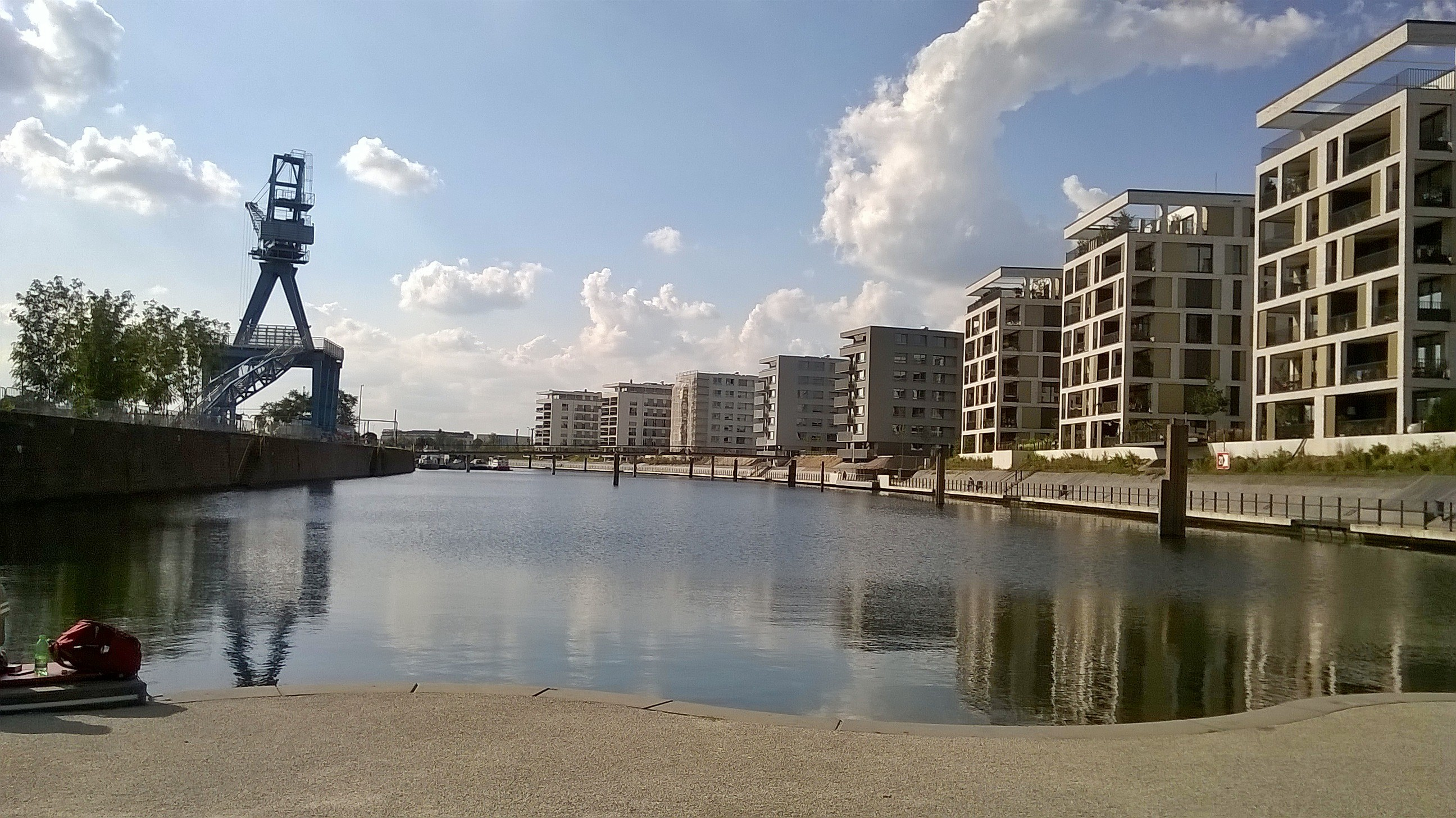
Neues Wohngebiet Hafen-Offenbach

Das neue Jahrtausend ist durch eine intensive Stadtentwicklung geprägt. Erster Schritt war die Bebauung der Ortslage An den Eichen.
Seit 2009 entsteht auf dem Offenbacher Hafengelände ebenfalls ein neues Stadtquartier. Bis 2020 sollten auf einer Gesamtfläche von 256.000 m² Büro- und Wohngebäude entstehen. Ebenfalls ist ein Hafencampus mit Grundschule, Kindertagesstätte und einem Neubau der Hochschule für Gestaltung geplant. Die Schule wurde zum Schuljahr 2016/2017 eingeweiht. 2019 wurde Offenbach neu gegliedert, aus bisher 9 wurden 21 Stadtteile, wovon die meisten bereits inoffizielle Ortsbezeichnungen waren.

### Grünflächen

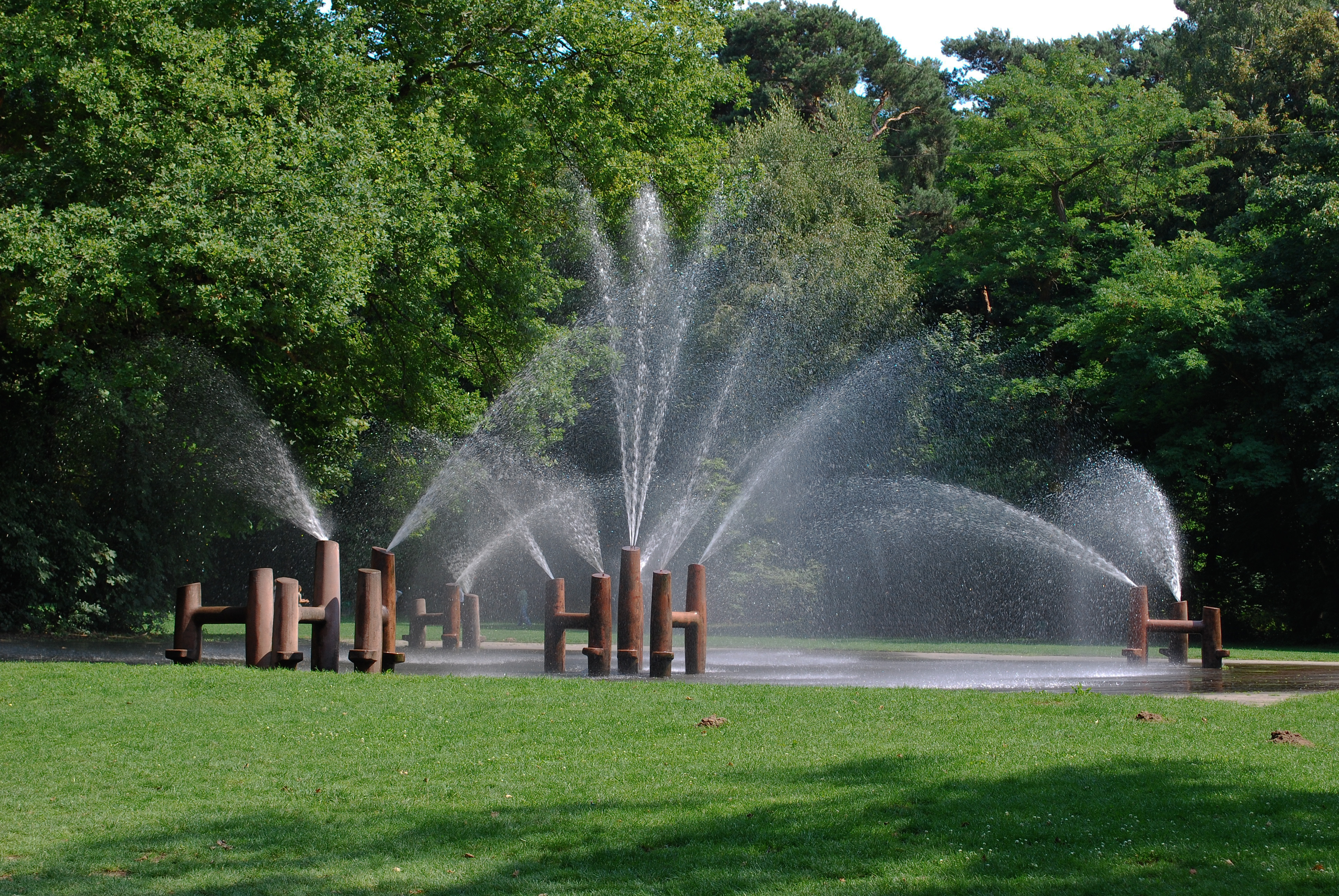
Leonhard-Eißnert-Park

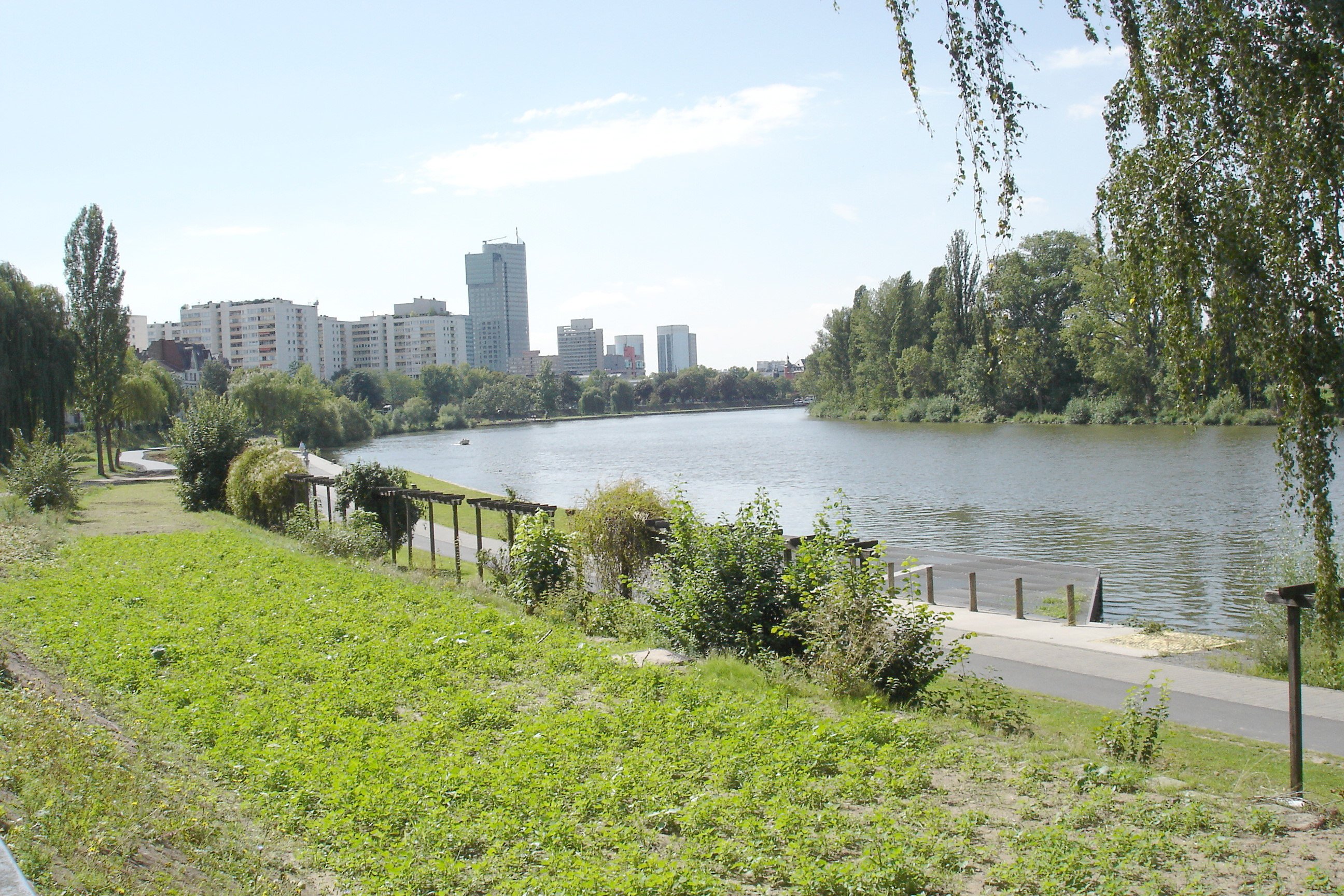
Das Offenbacher Mainufer

Offenbach verfügt über ausgedehnte Grünflächen. Als Parkanlagen sind hier der Büsing-Park, der angrenzende Lili-Park, der Dreieich-Park, der Leonhard-Eißnert-Park am Bieberer Berg sowie der Schlosspark Rumpenheim zu nennen. Im Dreieich-Park sind die ältesten deutschen Betonbauten vorhanden, welche 2006 renoviert wurden. Als Besonderheit gilt der Wetterpark.
Der Offenbacher Grüngürtel verbindet einige Parkanlagen mit einem Radweg, dieser gehört teilweise auch zum Pfad der Industriekultur auf der Trasse einer stillgelegten Industriebahn.
Als Grünfläche im weitesten Sinne kann auch das Mainufer gelten. Es ist von Frankfurt im Westen bis zum Stadtteil Rumpenheim und weiter Richtung Hanau durchgehend für Fußgänger und Radfahrer nutzbar. Der Mainbogen ist eine artenreiche Auenlandschaft.
Auf der Gemarkung der Stadt Offenbach finden sich die Naturschutzgebiete Erlensteg von Bieber und die Rumpenheimer und Bürgeler Kiesgruben.
Die alten Sprühfontänen im Leonhard-Eißnert-Park wurden im Juli 2025 durch ein neues Wassersprühfeld ersetzt.

### Gewässer
Neben dem Main und den Bächen Bieber im Stadtteil Bieber und Hainbach in Tempelsee, gibt es noch den Röhrgraben, Buchraingraben, Oberhorstgraben, Wildhofsbach, Grenzgraben, den Kuhmühlgraben in Waldheim und den Buchhügelgraben.
Als Stillgewässer sind der Oberforstweiher, der Entensee in Bürgel, der Biebernsee, der Buchrainweiher und der Schultheis-Weiher in Rumpenheim zu nennen. Der Schultheisweiher dient in den Sommermonaten als Badesee.

## Einwohnerentwicklung

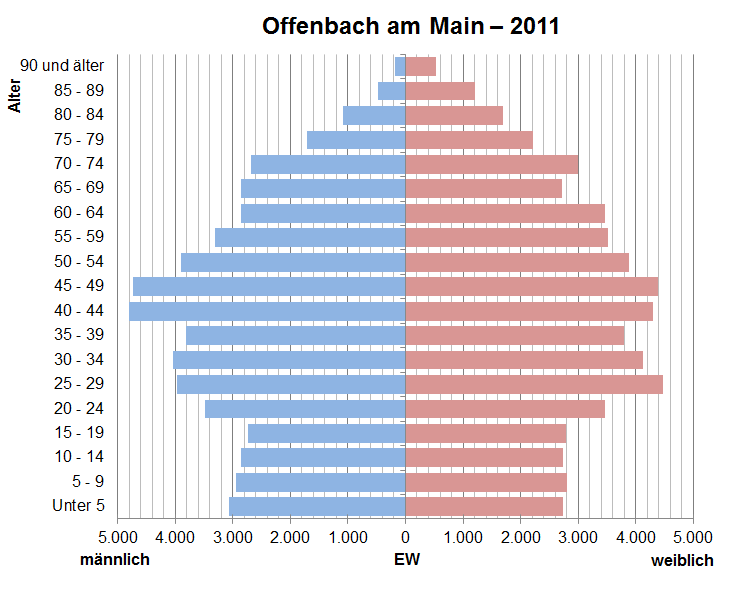
Bevölkerungspyramide für Offenbach (Datenquelle: Zensus 2011.)

1875 hatte Offenbach etwa 25.000 Einwohner, bis zum Jahr 1900 verdoppelte sich diese Zahl auf 50.000. Am 18. August 1954 überschritt die Einwohnerzahl der Stadt die Grenze von 100.000. Ende Dezember 2014 lebten in Offenbach rund 121.000 Menschen, Ende des Jahres 2017 ist die Einwohneranzahl in Offenbach auf über 125.000 angestiegen. Bis zum 30. September 2022 erhöhte sich die Einwohnerzahl auf 143.060. Am 31. Dezember 2023 hatte Offenbach 144.962 Einwohner.
Die Stadt Offenbach hatte 2023 mit 40,7 Jahren das niedrigste Durchschnittsalter von Deutschlands Städten und Landkreisen.
Die folgende Übersicht zeigt die Einwohnerzahlen nach dem jeweiligen Gebietsstand. Bis 1833 sind es meist Schätzungen, danach Volkszählungsergebnisse (¹) oder amtliche Fortschreibungen der jeweiligen Statistischen Ämter beziehungsweise der Stadtverwaltung selbst. Die Angaben beziehen sich ab 1843 auf die Ortsanwesende Bevölkerung, ab 1925 auf die Wohnbevölkerung und seit 1987 auf die Bevölkerung am Ort der Hauptwohnung. Vor 1843 wurde die Einwohnerzahl nach uneinheitlichen Verfahren erhoben.
| Jahr               | Einwohner |
| ------------------ | --------- |
| 1540               | 480       |
| 1685               | 600       |
| 1718               | 1.500     |
| 1800               | 5.000     |
| 1816               | 6.210     |
| 1825               | 7.147     |
| 1828               | 7.466     |
| 1830               | 7.498     |
| 1. Dezember 1834 ¹ | 9.433     |
| 1. Dezember 1840 ¹ | 9.597     |
| 3. Dezember 1843 ¹ | 9.883     |
| 3. Dezember 1846 ¹ | 11.565    |
| 3. Dezember 1852 ¹ | 11.087    |
| 3. Dezember 1855 ¹ | 13.724    |
| 3. Dezember 1861 ¹ | 16.708    |
| 3. Dezember 1864 ¹ | 19.390    |
| 3. Dezember 1867 ¹ | 20.322    |
| 1. Dezember 1871 ¹ | 22.689    |
| 1. Dezember 1875 ¹ | 26.012    |
| 1. Dezember 1880 ¹ | 28.597    |

| Jahr                 | Einwohner |
| -------------------- | --------- |
| 1. Dezember 1885 ¹   | 31.704    |
| 1. Dezember 1890 ¹   | 35.064    |
| 2. Dezember 1895 ¹   | 39.388    |
| 1. Dezember 1900 ¹   | 50.468    |
| 1. Dezember 1905 ¹   | 59.765    |
| 1. Dezember 1910 ¹   | 75.583    |
| 1. Dezember 1916 ¹   | 67.197    |
| 5. Dezember 1917 ¹   | 67.483    |
| 8. Oktober 1919 ¹    | 75.380    |
| 16. Juni 1925 ¹      | 79.362    |
| 16. Juni 1933 ¹      | 81.329    |
| 17. Mai 1939 ¹       | 85.140    |
| 31. Dezember 1945    | 70.600    |
| 29. Oktober 1946 ¹   | 75.479    |
| 13. September 1950 ¹ | 89.030    |
| 25. September 1956 ¹ | 104.283   |
| 6. Juni 1961 ¹       | 116.195   |
| 31. Dezember 1965    | 117.893   |
| 27. Mai 1970 ¹       | 117.306   |
| 31. Dezember 1975    | 115.251   |

| Jahr               | Einwohner |
| ------------------ | --------- |
| 31. Dezember 1980  | 110.993   |
| 31. Dezember 1985  | 107.090   |
| 25. Mai 1987 ¹     | 111.386   |
| 31. Dezember 1990  | 114.992   |
| 31. Dezember 1995  | 116.533   |
| 31. Dezember 2000  | 117.535   |
| 30. September 2005 | 119.833   |
| 31. Dezember 2006  | 118.383   |
| 31. Dezember 2007  | 117.899   |
| 31. Dezember 2008  | 118.103   |
| 31. Dezember 2009  | 117.718   |
| 31. Dezember 2010  | 119.734   |
| 31. Dezember 2011  | 121.970   |
| 31. Dezember 2012  | 116.945   |
| 31. Dezember 2013  | 119.203   |
| 31. Dezember 2014  | 120.988   |
| 31. Dezember 2015  | 123.734   |
| 31. Dezember 2016  | 124.589   |
| 31. Dezember 2017  | 126.658   |
| 31. Dezember 2018  | 128.744   |

¹ Volkszählungsergebnis

## Bevölkerungsgruppen
Im Dezember 2015 betrug der Anteil von Bürgern ohne deutsche Staatsangehörigkeit an der Gesamtbevölkerung 37 Prozent. Die Stadt hat damit prozentual den höchsten Ausländeranteil aller deutschen Städte. In der Bevölkerung sind 152 Nationen vertreten. 2020 kamen die meisten Ausländer aus der Türkei (5.969), Rumänien (5.471), Griechenland (5.180), Bulgarien (4.884), Polen (4.112), Kroatien (3.952), Italien (3.919), Serbien und Montenegro (3.127), Bosnien und Herzegowina (1.980), Marokko (1.256) sowie Spanien (1.004). Der Anteil der Bevölkerung mit Migrationshintergrund nimmt weiter stark zu, im Dezember 2016 betrug er 60,7 Prozent, im Jahr 2019 63 Prozent.
| Nationalität            | Bevölkerung |
| ----------------------- | ----------- |
| Türkei                  | 6.036       |
| Rumänien                | 5.572       |
| Bulgarien               | 5.258       |
| Griechenland            | 5.085       |
| Kroatien                | 3.973       |
| Polen                   | 3.868       |
| Italien                 | 3.804       |
| Serbien                 | 3.690       |
| Bosnien und Herzegowina | 2.362       |
| Moldau                  | 1.601       |
| Ukraine                 | 1.525       |
| Marokko                 | 1.386       |
| Spanien                 | 1.354       |
| Pakistan                | 1.190       |
| Indien                  | 1.177       |
| Afghanistan             | 1.129       |
| Sonstige                | 12.114      |

### Konfessionsstatistik
Laut Zensus 2011 überwiegen in der weit überwiegenden Zahl der Gemeinden/Städte im Ballungsraum Rhein-Main die Gruppe der Einwohner ohne Religionszugehörigkeit bzw. mit Zugehörigkeiten zu Glaubensgemeinschaften jenseits der großen christlichen Kirchen. Dabei nehmen die Anteile der Katholiken und vor allem die der Protestanten noch immer jährlich ab, die Zahl der Einwohner mit sonstiger Konfession oder ohne Konfession nimmt noch immer jährlich um etwa 1 % zu.
| Religion (Konfession) | Anteil Einwohner | Anteil Einwohner | Anteil Einwohner |        |
| Religion (Konfession) | Stand 2024       | Stand 2024       | Stand 2011       |        |
| --------------------- | ---------------- | ---------------- | ---------------- | ------ |
| Religion (Konfession) | evangelisch      | 9,5 %            |                  | 18,4 % |
| katholisch            | 17,7 %           |                  | 25,4 %           |        |
| Übrige/Ohne           | 72,8 %           |                  | 56,2 %           |        |

Mit Stand 2011 waren laut Zensus 17,3 % der Einwohner Muslime. Mit Stand 2023 sind nach Stadt-Schätzungen zirka 14 % der Gesamtbevölkerung (17.000 der 120.000 Offenbacher) Muslime.

### Christentum

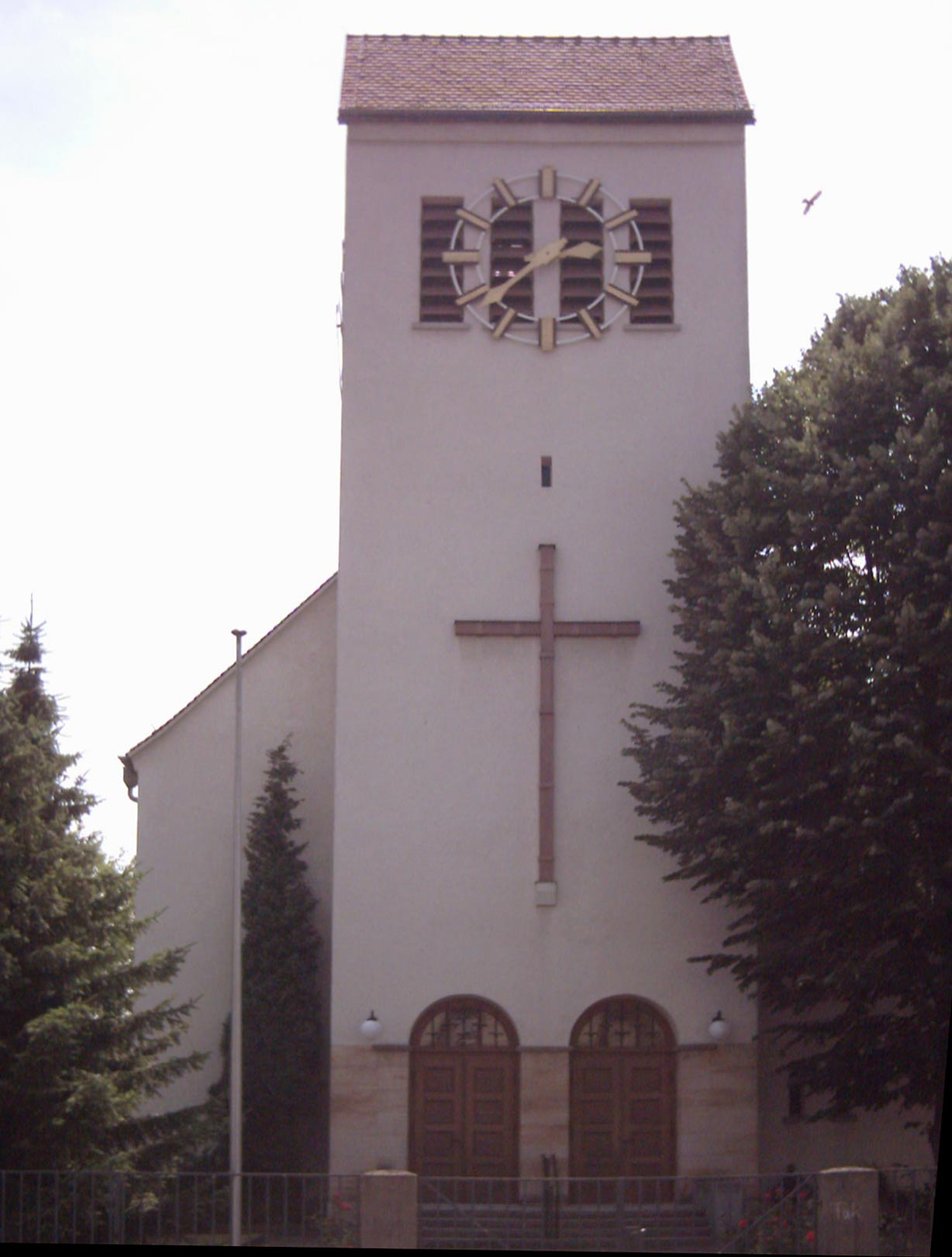
Evangelische Lutherkirche in Bieber

Offenbach gehörte vor der Reformation zum Erzbistum Mainz. Graf Reinhard von Isenburg führte nach 1542 die Reformation nach lutherischem Bekenntnis ein, doch setzte sich ab 1592 das reformierte Bekenntnis durch. Die Stadt blieb danach über viele Jahrhunderte eine reformierte Stadt. Ab 1734 wurde es den lutherischen Gemeindemitgliedern wieder gestattet, Gottesdienste abzuhalten. Nach dem Übergang an das Großherzogtum Hessen (Hessen-Darmstadt) kam es 1848 zu einer Union zwischen den reformierten und lutherischen Gemeinden zur Evangelischen Landeskirche in Hessen. Die Gemeinden gehörten dann zur Superintendentur Starkenburg mit Sitz in Darmstadt. Später wurde Offenbach Sitz einer eigenständigen Propstei Nord-Starkenburg und schließlich wurde das Gebiet Teil der Propstei Rhein-Main innerhalb der heutigen Evangelischen Kirche in Hessen und Nassau. Hier gehörten die zehn Kirchengemeinden der Stadt Offenbach bis 31. Dezember 2018 zum Dekanat Offenbach. Zum 1. Januar 2019 wurde das Dekanat aufgelöst, die Gemeinden schlossen sich dem Evangelischen Stadtdekanat Frankfurt am Main an, das seitdem als Evangelisches Stadtdekanat Frankfurt am Main und Offenbach firmiert.

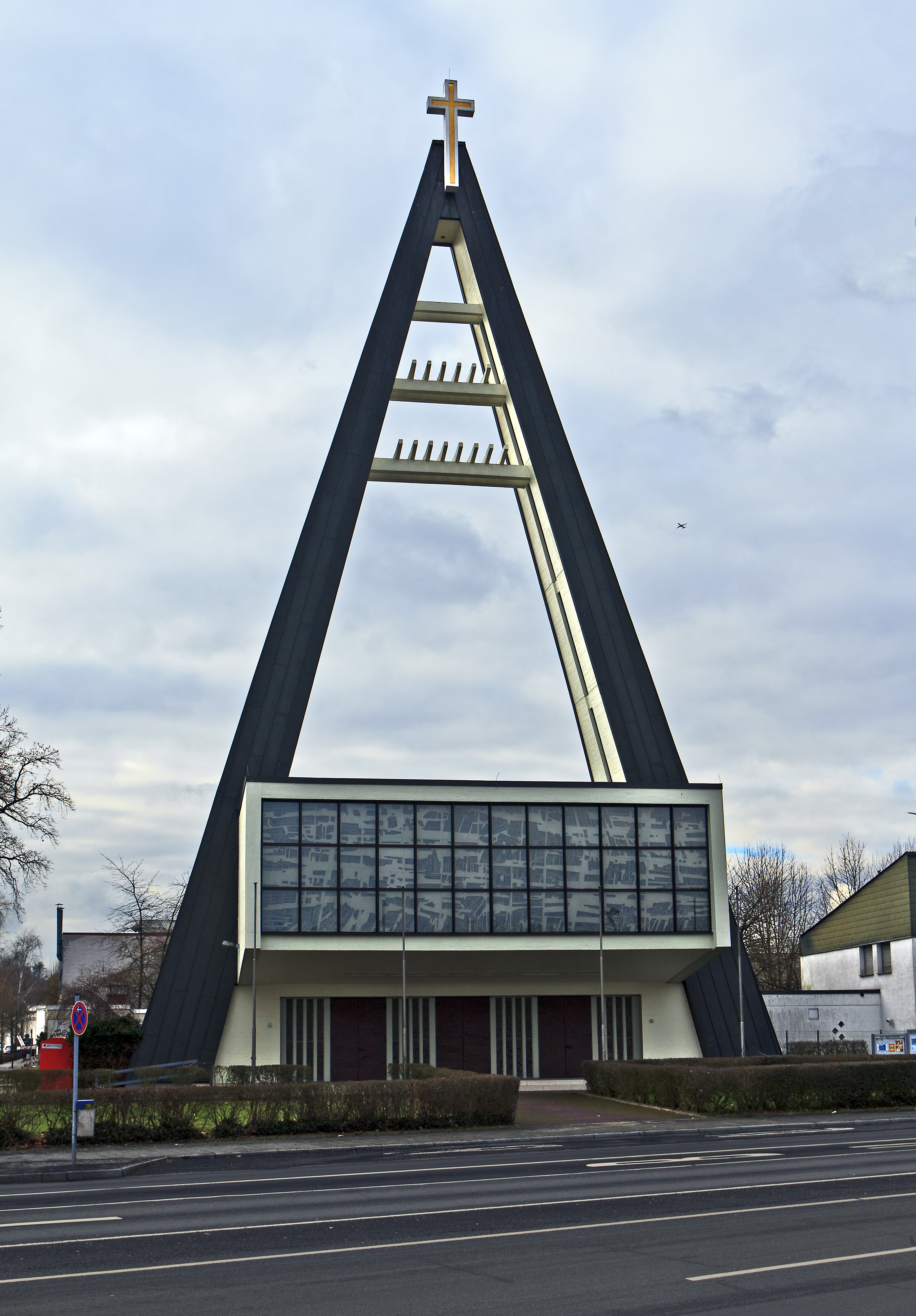
Die katholische Gemeinde St. Konrad im Offenbacher Stadtteil Tempelsee

Römisch-katholische Gemeindeglieder zogen spätestens im 18. Jahrhundert wieder in die Stadt. Ihnen wurde es ab 1798 gestattet, wieder Gottesdienste abzuhalten, doch erhielten sie erst 1825 vollständige Religionsfreiheit. Um 1900 betrug der Anteil der katholischen Bevölkerung der Stadt etwa 30 Prozent. Dieses Verhältnis veränderte sich spätestens nach Eingemeindung der überwiegend katholischen Nachbargemeinden Bieber und Bürgel in den 1930er Jahren. Die Pfarrgemeinden der Stadt gehören der 2024 gegründeten Offenbacher Großpfarrei St. Franziskus innerhalb der Region Mainlinie der Diözese Mainz an.

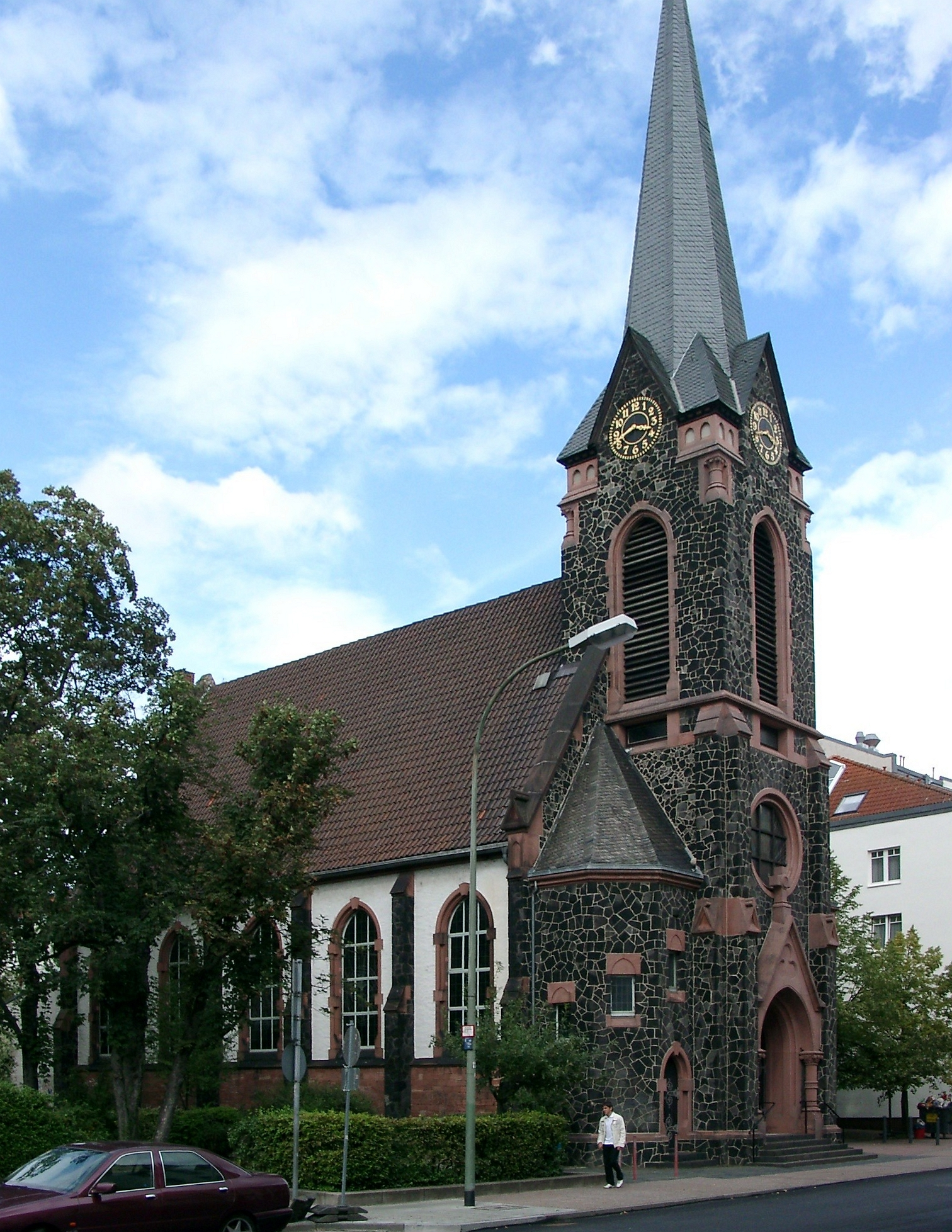
Die alt-katholische Christuskirche

Die Alt-Katholische Pfarrgemeinde Offenbach besteht seit 1873. Damals verfassten die Mitglieder des Offenbacher (Alt-)Katholikenvereins eine „Constitution“, in der sie feierlich das Dogma von der Unfehlbarkeit und der Universaljurisdiktion des Papstes zurückwiesen und sich zugleich als Katholiken bekannten, die ihrem alten Glauben treu bleiben wollten. Diese Konstitution, in der auch das Recht auf Gemeindebildung, auf Abhaltung von Gottesdiensten und Anstellung von Geistlichen festgeschrieben wurde, ist das eigentliche Gründungsdokument der alt-katholischen Gemeinde Offenbach. Wer dieses Dokument unterschrieb – die Unterschriften wurden vom Bürgermeisteramt gegengezeichnet und gesiegelt – war von da an Mitglied dieser Gemeinde. Unter den ersten Unterschriften sind sehr viele Alt-Offenbacher Namen.
1874 wurde von der großherzoglichen Regierung in Darmstadt die offizielle Errichtung einer „alt-katholischen Pfarrei in Offenbach und Bieber mit dem Sitze in Offenbach“. Zwischen dem Otto-Steinwachs-Weg und der Bismarckstraße steht die alt-katholische Christuskirche.
Ferner ist in Offenbach auch die Neuapostolische Kirche vertreten. Die Gemeinde besteht seit 1906. Zwischenzeitlich existierte eine weitere Gemeinde im Stadtteil Bürgel, die jedoch wieder in die Hauptgemeinde in der Stadtmitte integriert wurde. Die jüngste Kirchengemeinde in der Stadt ist die freie evangelische Gemeinde Offenbach. Sie gehört als Freikirche dem Bund Freier evangelischer Gemeinden in Deutschland an.
Seit 1910 gibt es in Offenbach die Stadtmission. Sie wurde durch einen Zusammenschluss der Blau-Kreuz-Arbeit in Offenbach mit einigen Bibelkreisen gegründet. Heute umfasst das Angebot der Stadtmission Offenbach neben dem Gottesdienst mit Kinderbetreuung Angebote für alle Altersklassen. Die Jugendarbeit der Stadtmission Offenbach ist im EC organisiert. Als Landeskirchliche Gemeinschaft ist die Stadtmission ein freies Werk innerhalb der evangelischen Landeskirche, siehe auch Gnadauer Verband.
Auch die Orthodoxie ist in Offenbach vertreten: Die griechisch-orthodoxe Gemeinde im Stadtteil Tempelsee hat viele Mitglieder. Offenbach ist die deutsche Großstadt mit dem höchsten Anteil griechisch-orthodoxer Bewohner.

### Judentum

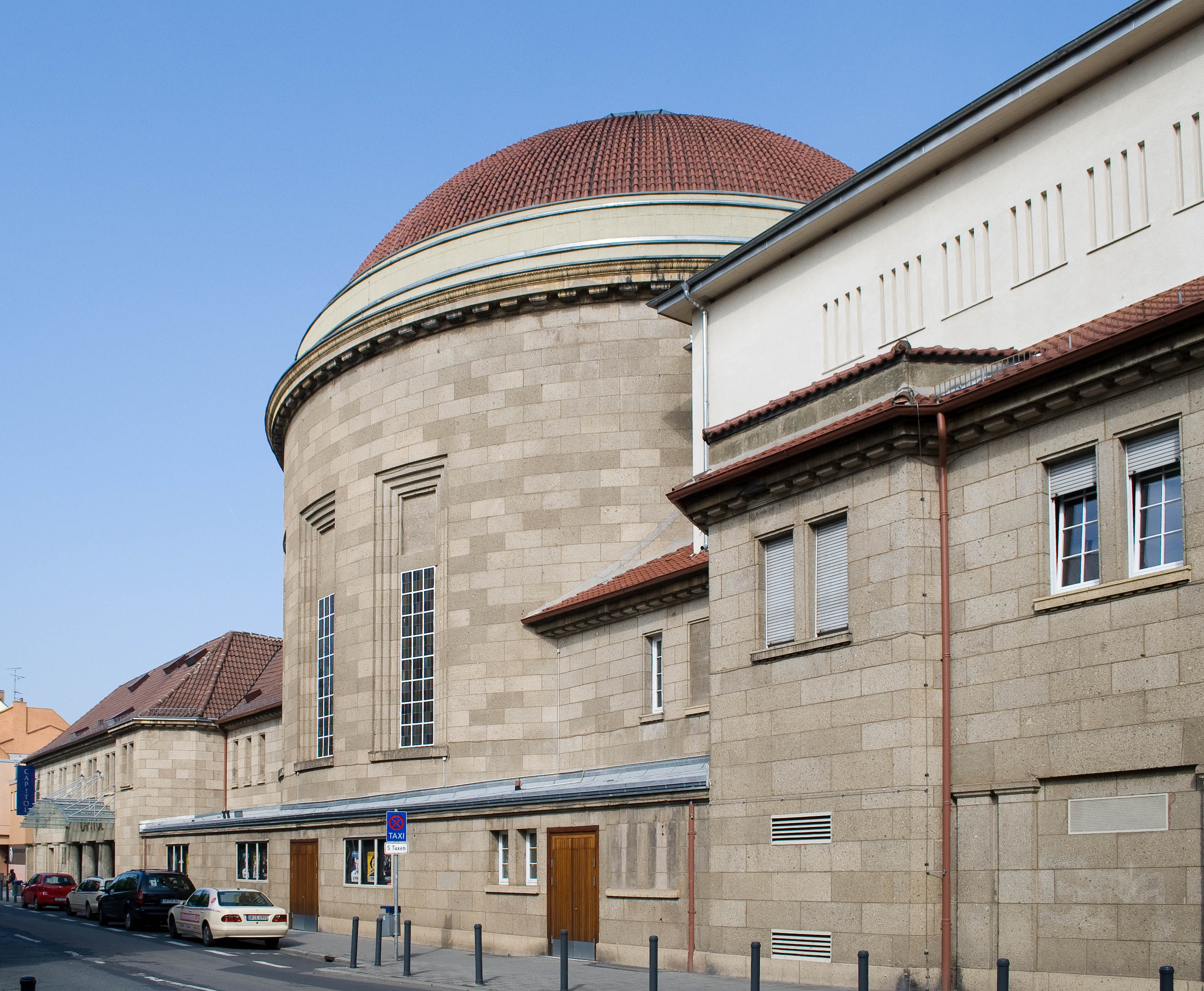
Ehemalige Synagoge an der Kaiserstraße

Erstmals werden Juden in Offenbach in Aufzeichnungen aus der Mitte des 14. Jahrhunderts erwähnt. Anfang des 17. Jahrhunderts wurde vielen Juden, die im Zuge des Aufstiegs Offenbachs zur Industriestadt zuzogen, die Aufnahme durch die liberale Haltung der Isenburger gewährt. Ende des 17. Jahrhunderts kamen weitere Juden zum Leben und Arbeiten nach Offenbach. Die Offenbacher Juden unterstanden dem Oberrabinat Friedberg, Gottesdienste wurden in Bürgel abgehalten. Nachdem 1706 besondere Gemeindestatuten erschaffen worden waren, entstand ein Jahr später eine selbstständige jüdische Gemeinde in Offenbach. In dieser Zeit wurde die erste Synagoge in Folge eines Brandes in der Betstube errichtet. Durch das großherzogliche Gesetz vom 2. August 1848 erhielten die hessischen Juden volle bürgerliche Gleichberechtigung. Ab dieser Zeit waren Juden maßgeblich an der industriellen Entwicklung der Stadt beteiligt: Hier sind die Lederwarenindustrie, Parfümerie, Seifenausstattung, Drucker mit hebräischen Lettern, Bankiers, Lichtfabriken, Wechselgeschäft und Kaufhäuser zu nennen.
Anfang des 19. Jahrhunderts siedelten sich viele Juden nach der Flucht aus Osteuropa in Offenbach an. Da das jüdische Leben in Osteuropa noch wesentlich länger als im Westen traditionell verlief, stellten die so genannten „Ostjuden“ eine erhebliche Anzahl von Personen, die zur Ausübung des jüdischen religiösen Dienstes in Deutschland benötigt wurden. 1910 lebten 1131 vornehmlich russische Juden in Offenbach.
Anfang des 20. Jahrhunderts war die jüdische Gemeinde in Offenbach völlig anders gegliedert als Frankfurt – „Viele Mitglieder der Gemeinde waren aktive, bewusste und kundige Juden, die es mit dem religiösen Liberalismus ernst nahmen“, schrieb Mally Dienemann über Offenbach. Ihr Mann Max Dienemann erwarb sich einen Freundeskreis, zu dem nicht nur Juden, sondern auch beispielsweise die Würdenträger der christlichen Konfessionen gehörten. Er befasste sich intensiv mit wichtigen Gegenwartsfragen des religiösen Lebens, verfasste aufschlussreiche theologische und religionsphilosophische Schriften und hielt Vorträge in den großen Gemeinden Deutschlands. Vorsitzender der Jüdischen Gemeinde Offenbach war in den Jahren 1911 bis 1933 Max Goldschmidt, ein Enkel des früheren Rabbiners Salomon Formstecher. Durch die Machtergreifung der Nationalsozialisten kam das Gemeindeleben nach und nach zum Erliegen. Nachdem zunächst jüdische Familienväter in Konzentrationslager verschleppt worden waren, wurden ihre Familienangehörigen unter unmenschlichen Bedingungen in ein Judenhaus in der Offenbacher Domstraße, in dem sich heute die Bundesagentur für Arbeit befindet, zwangseingewiesen. Die meisten wurden anschließend deportiert und ermordet (→ Holocaust). Die Synagoge, 1916 erbaut, wurde während der Novemberpogrome 1938 verwüstet und später als Kinosaal benutzt. Im Jahre 1939 lebten noch etwa 550 Juden in Offenbach.
Nach 1945 bildete sich wieder eine kleine jüdische Gemeinde. Am 20. Juli 1945 fand die Neugründung der Gemeinde mit insgesamt nur zwölf Mitgliedern statt. Bis 1948 wuchs die Anzahl der Mitglieder auf 86 Gläubige. Ab 1957 stieg die Zahl stetig an und 1986 war die Gemeinde die mitgliederstärkste im Landesverband der Jüdischen Gemeinden in Hessen. Die neue Synagoge und das jüdische Gemeindezentrum liegen heute gegenüber der ehemaligen Synagoge und wurden am 2. September 1956 durch den damaligen Vorsitzenden Max Willner eingeweiht.
Der Zerfall der Sowjetunion ab 1990 führte zu einem starken Anstieg der Mitgliederzahlen auf etwa 1000 Personen. So konnte die Gemeinde fast an die Stärke anknüpfen, welche die Vorkriegsgemeinde mit ihren 1500 Mitgliedern bis 1938 hatte. 2016 zählte die in der Synagoge ansässige Gemeinde Offenbachs rund 800 Mitglieder. 1998 wurde Menachem Mendel Gurewitz aus New York als erster Offenbacher Gemeinderabbiner nach dem Krieg bestellt. Der Kindergarten, der in den 1950er Jahren erbaut wurde, ist heute der einzige jüdische Kindergarten im Landesverband.

### Islam
Vor allem durch Einwanderer aus islamischen Ländern bestehen in Offenbach mehrere muslimische Gemeinden unterschiedlicher religiöser oder ethnischer Gruppen. Nach einer Berechnung aus den Zensuszahlen für die Personen mit Migrationshintergrund lag der Bevölkerungsanteil der Muslime in Offenbach am Main im Jahr 2011 bei 17,3 %
Es existieren sieben Vereine und eine Gemeinschaft der Aleviten, die etwa 4000 Mitglieder zählt (Stand: 2013).
In Offenbach gibt es fünfzehn Moscheen. Die Yavuz Selim Moschee wurde 1980 bezogen und ist damit die älteste Moschee der Stadt. Die zugehörige Gemeinde besteht seit 1977. Die El Fath Moschee des marokkanischen Freundschaftsverein bietet im Gebetssaal Platz für 800 Menschen und ist damit die größte Moschee der Stadt. Die Bait-ul-Jame-Moschee besteht seit 2007 und wird von der Ahmadiyya Muslim Jamaat (AMJ) betrieben.

### Sonstige Glaubensgemeinschaften

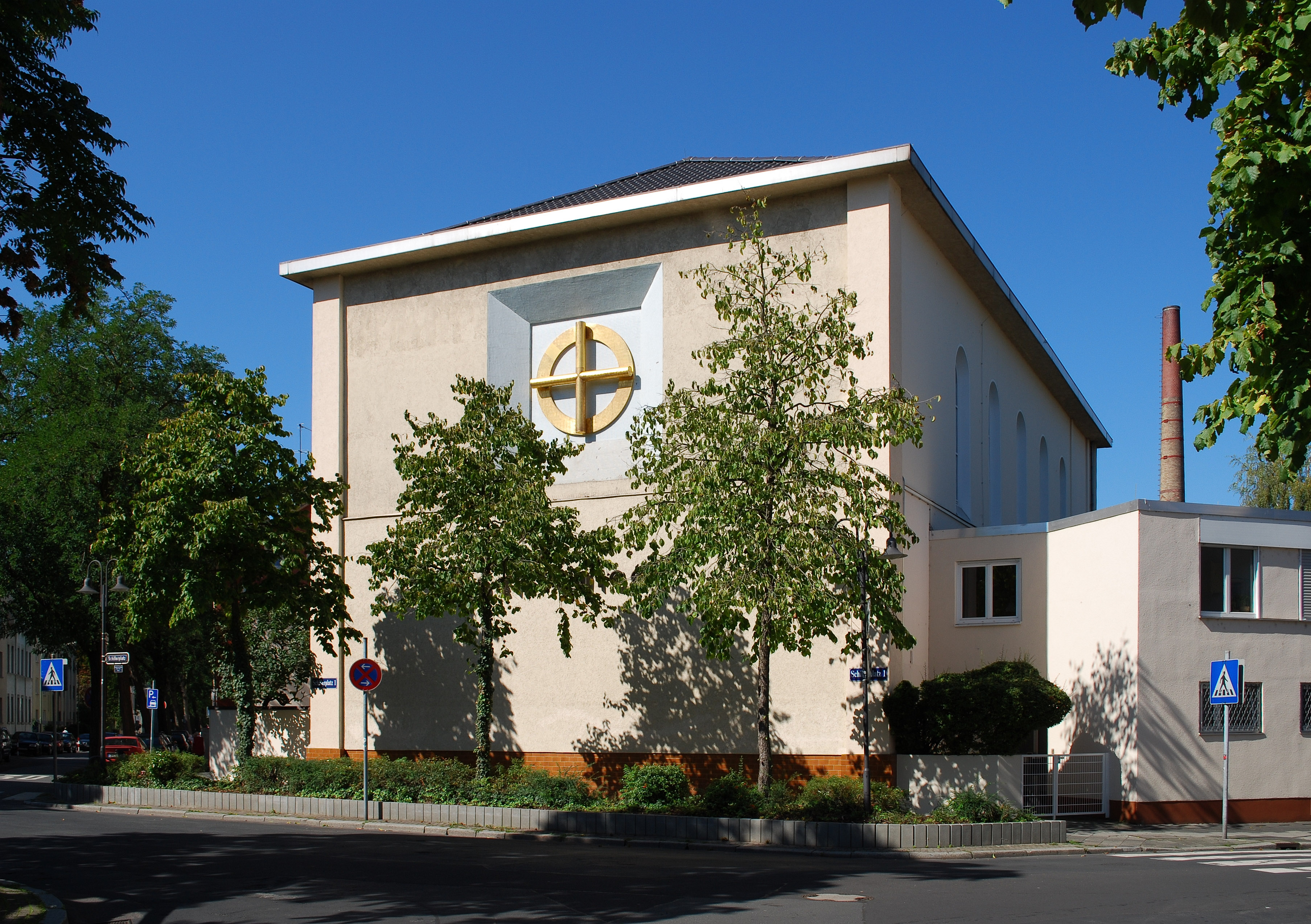
Frei-religiöse Gemeinde Offenbach am Schillerplatz

Die Frei-religiöse Gemeinde Offenbach am Schillerplatz besteht seit 1845 und zählt 2013 etwa 1600 Mitglieder. Sie ist als Deutsch-Katholische Gemeinde von Joseph Pirazzi gegründet worden. Lorenz Diefenbach wirkte in den frühen Jahren federführend mit. Die Gemeinde ist Mitglied im Bund Freireligiöser Gemeinden Deutschlands (BFGD) und über diesen in der International Association for Religious Freedom (IARF). Sie betreibt seit September 2006 den einzigen freireligiösen Kindergarten in Deutschland.

## Politik und Verwaltung
Als traditionelle Industriestadt galt Offenbach am Main einst als „rote Hochburg“ von SPD und KPD. So erzielte bei den Reichstagswahlen Mai 1924 die SPD 32 %, die KPD 20,5 %, Zentrum 13 %, bei den Reichstagswahlen 1928 (in der Hochkonjunktur) KPD 32 %, SPD 27 %, Zentrum 13 %, bei den Reichstagswahlen November 1932 (in der Krise) SPD 32 %, KPD 21 %, NSDAP 23 %, Zentrum 12,5 %.
Nach 1945 regierte zunächst lediglich 1977 bis 1985 eine bürgerliche Koalition aus CDU und FDP (mit Walter Suermann, CDU, als Oberbürgermeister und Ferdinand „Ferdi“ Walther, FDP, als Kulturdezernent) die Stadt.
Nachdem die bei den Kommunalwahlen 2001 siegreiche Koalition aus SPD, Grünen und Freien Wählern bei den Wahlen 2006 ihre Mehrheit verloren hatte, regierte bis 2011 eine Koalition aus SPD, Grünen und FDP die Stadt. Nach der Kommunalwahl 2011 verließ die FDP auf Druck der Grünen die Koalition, seither regierte eine Mehrheit aus SPD und Freien Wählern die Stadtverordnetenversammlung. Obwohl die SPD bei den Kommunalwahlen 2016 knapp stärkste Kraft wurde, bilden die CDU mit der FDP, den Grünen und den Freien Wählern danach die regierende Koalition. Aktuell regiert ein Ampel-Bündnis aus SPD, Grünen und FDP die Stadt.
Offenbach gehört auf Bundesebene zum Wahlkreis 185, der neben Offenbach auch die Städte Dietzenbach, Dreieich, Egelsbach, Heusenstamm, Langen, Mühlheim, Neu-Isenburg und Obertshausen umfasst. Das Direktmandat bei der Bundestagswahl 2017 errang Björn Simon (CDU). Über die Landesliste zog Christine Buchholz (Die Linke) in den Bundestag ein.
Der Wahlkreis 43 ist der Landtagswahlkreis für das Stadtgebiet Offenbach. Das Direktmandat bekam bei der Wahl 2018 Tarek Al-Wazir (Grüne) mit einem Vorsprung von 1.910 Stimmen. Über die Landesliste zog Oliver Stirböck (FDP) in den Landtag ein.

### Stadtverordnetenversammlung
Die Stadtverordnetenversammlung ist die kommunale Volksvertretung der Stadt Offenbach am Main. Über die Vergabe der 71 Sitze entscheiden die Bürger alle fünf Jahre in allgemeiner, unmittelbarer, freier, gleicher und geheimer Wahl. Parteien, die mindestens zwei Stadtverordnete stellen, sind zur Bildung einer Fraktion berechtigt.
Die Kommunalwahl am 14. März 2021 lieferte folgendes Ergebnis, in Vergleich gesetzt zu früheren Kommunalwahlen:
| Stadtverordnetenversammlung – Kommunalwahlen 2021 | Stadtverordnetenversammlung – Kommunalwahlen 2021 |
| --- | --- |
| Stimmenanteil in %Wahlbeteiligung: 35,5 % 3020100 28,418,18,57,36,24,32,72,24,2 SPDGrüneCDULinkeAfDFDPFWFNOPiratenSonst.jGewinne und Verlusteim Vergleich zu 2016 %p 4 2 0 −2 −4 −6+3,6−6,0+0,7−1,7−3,3+1,6−0,2+0,5+1,3SPDGrüneCDULinkeAfDFDPFWFNOPiratenSonst.Anmerkungen:j PARTEI: 1,6 %; JO: 1,3 %; BIG: 1,3 % | SitzverteilungInsgesamt 71 Sitze - Linke: 6 - PARTEI: 1 - SPD: 20 - Grüne: 13 - Piraten: 2 - FNO: 2 - JO: 1 - FDP: 4 - FW: 3 - CDU: 13 - AfD: 5 - BIG: 1 |

| Parteien und Wählergemeinschaften | Parteien und Wählergemeinschaften           | 2021     | 2021  | 2016     | 2016  | 2011     | 2011  | 2006     | 2006  | 2001     | 2001  | 1997     | 1997  |
| Parteien und Wählergemeinschaften | Parteien und Wählergemeinschaften           | Anteil a | Sitze | Anteil a | Sitze | Anteil a | Sitze | Anteil a | Sitze | Anteil a | Sitze | Anteil a | Sitze |
| --------------------------------- | ------------------------------------------- | -------- | ----- | -------- | ----- | -------- | ----- | -------- | ----- | -------- | ----- | -------- | ----- |
| SPD                               | Sozialdemokratische Partei Deutschlands     | 28,4     | 20    | 24,8     | 18    | 26,3     | 19    | 32,2     | 23    | 39,5     | 28    | 36,2     | 26    |
| Grüne                             | Bündnis 90/Die Grünen                       | 18,1     | 13    | 14,5     | 10    | 22,1     | 16    | 11,0     | 8     | 9,9      | 7     | 11,2     | 8     |
| CDU                               | Christlich Demokratische Union Deutschlands | 18,1     | 13    | 24,1     | 17    | 30,9     | 22    | 35,4     | 25    | 32,2     | 23    | 27,2     | 20    |
| Linke                             | Die Linke b                                 | 8,5      | 6     | 7,8      | 6     | 5,5      | 4     | 5,3      | 4     | 2,8      | 2     | 2,3      | 0     |
| AfD                               | Alternative für Deutschland                 | 7,3      | 5     | 9,0      | 6     | –        | –     | –        | –     | –        | –     | –        | –     |
| FDP                               | Freie Demokratische Partei                  | 6,2      | 4     | 9,5      | 7     | 5,1      | 3     | 7,5      | 5     | 6,5      | 5     | 6,4      | 5     |
| FW                                | Freie Wähler                                | 4,3      | 3     | 2,7      | 2     | –        | –     | –        | –     | –        | –     | –        | –     |
| FNO                               | Forum Neues Offenbach                       | 2,7      | 2     | 2,9      | 2     | 2,0      | 1     | –        | –     | –        | –     | –        | –     |
| Piraten                           | Piratenpartei Deutschland                   | 2,2      | 2     | 1,7      | 1     | 2,3      | 2     | –        | –     | –        | –     | –        | –     |
| PARTEI                            | Die PARTEI                                  | 1,6      | 1     | 0,5      | 0     | –        | –     | –        | –     | –        | –     | –        | –     |
| JO                                | Junges Offenbach                            | 1,3      | 1     | 1,3      | 1     | –        | –     | –        | –     | –        | –     | –        | –     |
| BIG                               | Bündnis für Innovation und Gerechtigkeit    | 1,3      | 1     | –        | –     | –        | –     | –        | –     | –        | –     | –        | –     |
| REP                               | Die Republikaner                            | –        | –     | 1,2      | 1     | 3,4      | 2     | 4,0      | 3     | 5,1      | 4     | 10,8     | 8     |
| FWG                               | Freie Wähler – FWG                          | –        | –     | –        | –     | 2,5      | 2     | 2,9      | 2     | 3,4      | 2     | 5,8      | 4     |
| Tierschutzpartei                  | Partei Mensch Umwelt Tierschutz             | –        | –     | –        | –     | –        | –     | 1,7      | 1     | 0,5      | 0     | –        | –     |
| Gesamt                            | Gesamt                                      | 100,0    | 71    | 100,0    | 71    | 100,0    | 71    | 100,0    | 71    | 100,0    | 71    | 100,0    | 71    |
| Ungültige Stimmen in %            | Ungültige Stimmen in %                      | 3,9      | –     | 4,9      | –     | 4,5      | –     | 3,4      | –     | 3,6      | –     | 3,0      | –     |
| Wahlbeteiligung in %              | Wahlbeteiligung in %                        | 35,5     | 35,5  | 32,9     | 32,9  | 33,8     | 33,8  | 31,0     | 31,0  | 40,0     | 40,0  | 57,1     | 57,1  |

Es waren 71 Stadtverordnete der Stadt für die Legislaturperiode vom 1. April 2021 bis 31. März 2026 zu wählen. Von 94.827 Wahlberechtigten gingen 33.732 zur Wahl.
Den Status einer Fraktion hat jede Gruppierung, die aus mindestens drei Stadtverordneten besteht. Fraktionen aus verschiedenen Gruppierungen benötigen mindestens vier Stadtverordnete. Nach dem Ergebnis der Kommunalwahl vom 14. März 2021 wurden acht Fraktionen gebildet:
- SPD
- CDU
- Grüne
- Die Linke
- AfD
- FDP
- Freie Wähler Offenbach
- Offenbach für alle (Ofa)

Die Fraktion Offenbach für alle (Ofa) wurde aus den gewählten Stadtverordneten der Listen der PIRATEN (2), Junges Offenbach (1) und Die PARTEI (1) gebildet.
Offenbach wurde seit den Kommunalwahlen 2016 von einer Koalition aus CDU, Grünen, FDP und Freien Wählern regiert. Der Stadtverordnete der Piraten Grégory Engels arbeitete mit der Fraktion der CDU zusammen.
Der Magistrat unter dem direkt gewählten Oberbürgermeister Felix Schwenke bildet die „Regierung der Stadt“. Dieser besteht aus dem Oberbürgermeister, einem hauptamtlichen Ersten Beigeordneten mit der Amtsbezeichnung Bürgermeister, zwei weiteren hauptamtlichen Beigeordneten sowie acht ehrenamtlichen Beigeordneten mit der Amtsbezeichnung Stadtrat, die nicht nur von der Regierungskoalition gestellt werden.

### Bürgermeister und Oberbürgermeister seit 1823

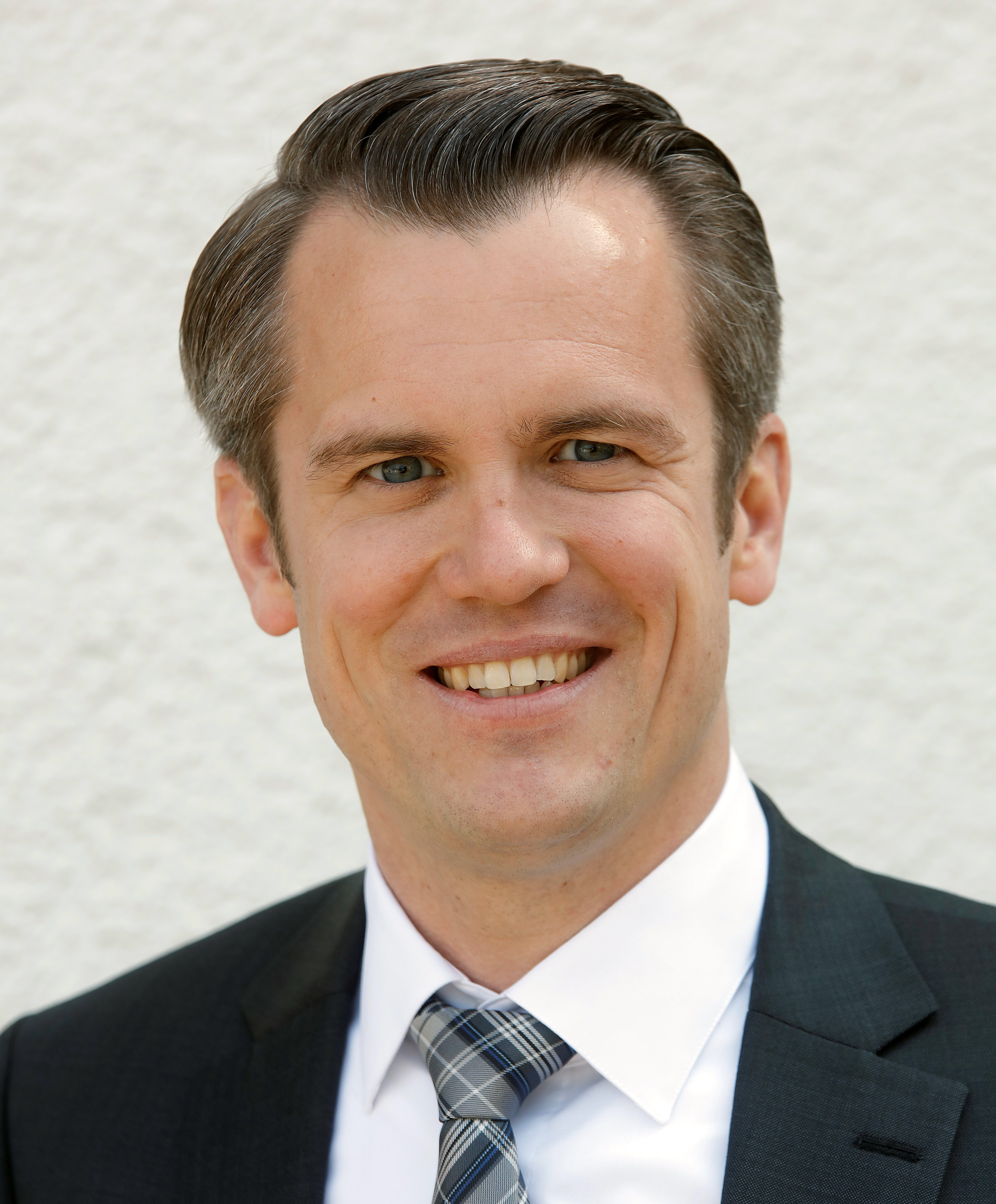
Oberbürgermeister Felix Schwenke (seit 2018)

Bis 1874 gab es in Offenbach nur einen ehrenamtlichen Bürgermeister, ab 1887 erhielt das Stadtoberhaupt die Bezeichnung Oberbürgermeister.
- 1823–1826: Peter Georg d’Orville
- 1826–1834: Heinrich Philipp Schwaner
- 1834–1837: Peter Georg d’Orville (zweite Amtsperiode)
- 1837–1849: Jonas Budden
- 1849–1859: Friedrich August Schäfer
- 1859–1867: Johann Heinrich Dick
- 1867–1874: Johann Martin Hirschmann
- 1874–1882: Hermann Stölting
- 1883–1907: Wilhelm Brink
- 1907–1919: Andreas Dullo (Fortschritt)
- 1919–1933: Max Granzin (SPD)
- 1933–1934: Heinrich Schönhals (NSDAP), kommissarisch
- 1934–1945: Helmuth Schranz (NSDAP)
- 1945–1946: Fritz Reinicke (parteilos, ab 1946 CDU), kommissarisch
- 1947–1949: Johannes Rebholz (SPD)
- 1950–1957: Hans Klüber (SPD)
- 1957–1974: Georg Dietrich (SPD)
- 1974–1980: Walter Buckpesch (SPD)
- 1980–1986: Walter Suermann (CDU)
- 1986–1994: Wolfgang Reuter (SPD) (1986–1988 nur kommissarisch)
- 1994–2006: Gerhard Grandke (SPD)
- 2006–2018: Horst Schneider (SPD)
- Seit 21. Januar 2018: Felix Schwenke (SPD)

Bei der Direktwahl zum Oberbürgermeister der Stadt Offenbach am Main am 10. September 2017 trat Felix Schwenke gegen sechs Mitbewerber an. Er gelangte mit 43,3 Prozent der Stimmen im ersten Wahlgang in die Stichwahl, die er am 24. September 2017 mit 67 Prozent gegen Peter Freier (CDU) gewann. Die Wahlbeteiligung lag im ersten Wahlgang bei 30,6 Prozent und in der Stichwahl bei 43 Prozent. Die Übernahme der Amtsgeschäfte erfolgte am 21. Januar 2018. Am 17. September 2023 wurde Schwenke mit 69,9 Prozent der Stimmen für eine zweite Amtszeit wiedergewählt.

### Finanzen
Offenbach gehört zu den am höchsten verschuldeten Städten Hessens. Mit Darmstadt und Kassel gehört Offenbach zu den kreisfreien Städten in Hessen, die aufgrund ihrer schlechten Finanzlage berechtigt sind, am Kommunalen Schutzschirm des Landes Hessen teilzunehmen.
Die Gesamtsumme der Schulden der Stadt Offenbach im öffentlichen Bereich belief sich zum Jahresende 2012 auf 1.405 Millionen Euro. Jeder Einwohner war damit mit 12.136 Euro verschuldet. Von den 103 kreisfreien Städten in Deutschland lag Offenbach damit an Platz 3 der Pro-Kopf-Verschuldung.
Seit Februar 2013 wird der Schutzschirm von der Stadt Offenbach in Anspruch genommen. Die Stadt hatte Ende 2013 rund eine Milliarde Euro Schulden.

### Wappen
| Wappen von Offenbach am Main | Blasonierung: „Das Stadtwappen zeigt in Blau einen bewurzelten silbernen Eichbaum mit fünf silbernen Eicheln auf blauem Grund.“ |
| Wappen von Offenbach am Main | Wappenbegründung: Der dargestellte Eichbaum symbolisiert den alten Reichsforst Dreieich, zu dem das Stadtgebiet gehörte. Die Eiche erscheint bereits im ältesten bekannten Siegel der Stadt von 1639. Im 19. Jahrhundert wurde die Eiche erstmals in einem Schild platziert. Die Eiche wurde noch bis Anfang des 20. Jahrhunderts in natürlichen Farben dargestellt und erst ab dann in den Stadtfarben – diese sind weiß-blau – dargeboten. |

### Städtepartnerschaften

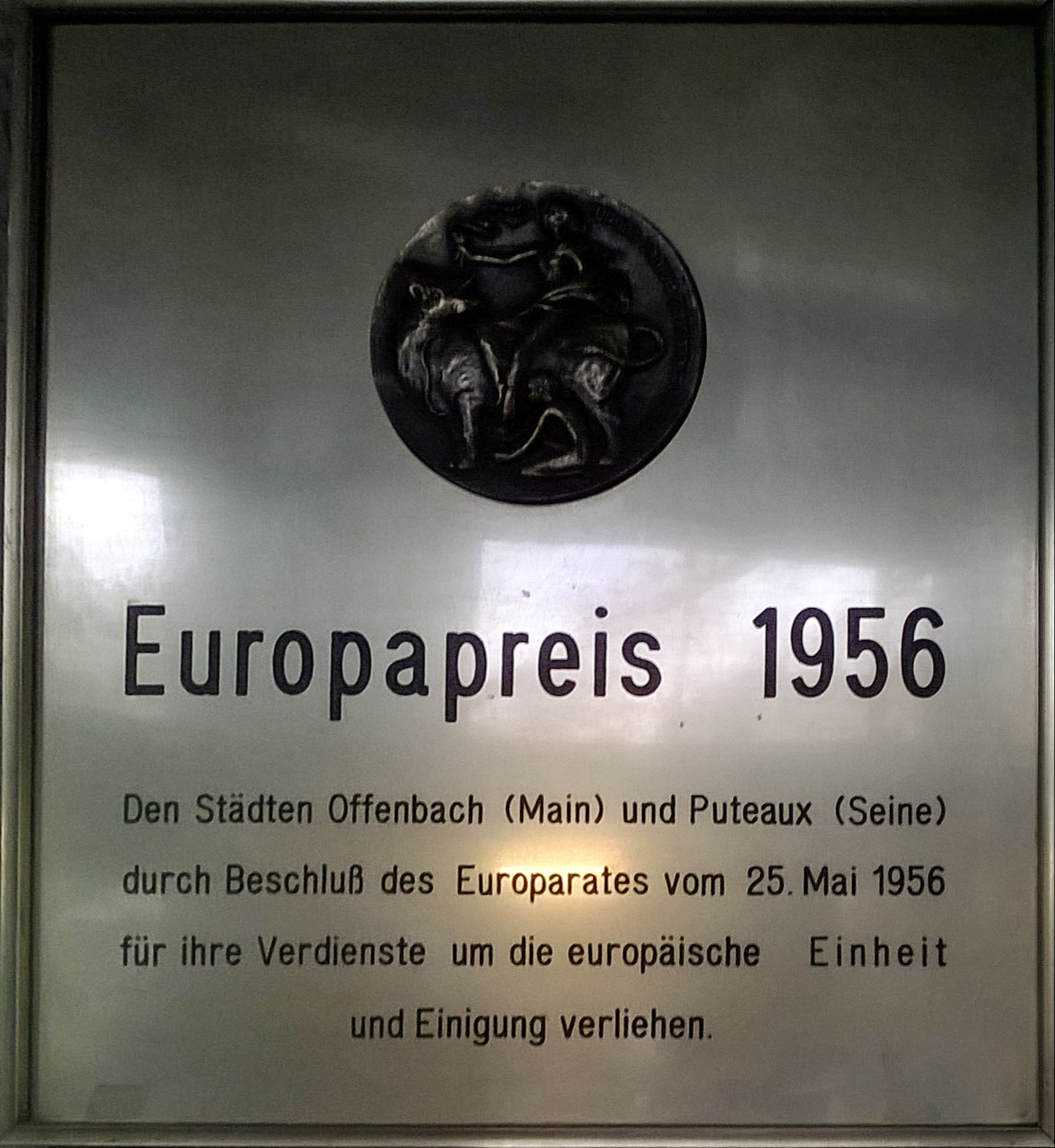
Plakette Europapreis 1956

Erste Bande hin zu einer Städtepartnerschaft entwickelten sich 1952 zur französischen Stadt Puteaux in Form von Jugend- und Sportbegegnungen. 1955 ließ sich das feierlich festigen in einer offiziellen Verschwisterung. Als erste Städte überhaupt erhielten Offenbach und Puteaux 1956 hierfür den Europapreis des Europäischen Parlamentes in Straßburg. Die hierbei verliehene Plakette ist im Rathaus der Stadt zu sehen.
Heute ist die Stadt mit zwölf Gemeinden verschwistert (Stand: November 2015):
- Puteaux, Frankreich, seit 1955
- Velletri, Italien, seit 1957
- Esch an der Alzette, Luxemburg, seit 1956
- Kawagoe, Japan, seit 1983
- Mödling, Österreich, seit 1956
- Rivas, Nicaragua, seit 1988
- Saint-Gilles/Sint-Gillis, Belgien, seit 1956
- Orjol, Russland, seit 1988
- London: Tower Hamlets, Vereinigtes Königreich, seit 1956
- Kőszeg, Ungarn, seit 1995
- Belgrad: Zemun, Serbien, seit 1956
- Yangzhou, Volksrepublik China, seit 1997

### Städtefreundschaft
Freundschaftliche Beziehungen ohne formelle Verschwisterung unterhält Offenbach zu zwei Städten (Stand: Oktober 2015):
- Naharija, Israel, seit 1978
- Vsetín, Tschechien, seit 2004

## Wirtschaft
Die Offenbacher Wirtschaft war stets sehr breit aufgestellt und nie von einigen wenigen Großunternehmen geprägt. Die Einwanderung von Hugenotten und die Gewerbefreiheit in der Stadt brachte einen wirtschaftlichen Aufschwung getragen von mittelständischen Unternehmen. Trotzdem hatte Offenbach bereits in den 1970er Jahren mit einer Rezession zu kämpfen, da die großen Branchen Elektroindustrie und Lederwaren als eine der ersten nach Fernost abwanderten. Die Wende kam mit der Ansiedelung von Dienstleistungsbetrieben, die zumeist aus dem Finanz- und Automobilsektor stammen. Frühere Industrieunternehmen haben oft aufgrund der guten Lage ihren Verwaltungssitz in Offenbach belassen. Offenbach weist eine hohe Dichte von Designbüros für Grafik und Industriedesign auf.
Im Jahre 2016 erwirtschaftete Offenbach, innerhalb seiner Stadtgrenzen, ein Bruttoinlandsprodukt von 4,540 Milliarden € und belegte damit Rang 67 in der Rangliste der deutschen Städte nach Wirtschaftsleistung. Das BIP pro Kopf lag im selben Jahr bei 36.562 € pro Kopf (Hessen: 43.496 €, Deutschland 38.180 €) und liegt unter dem regionalen und nationalen Durchschnitt. Das BIP je Erwerbsperson beträgt 68.459 € und liegt damit deutlich höher. In der Stadt sind 2017 ca. 66.300 Erwerbstätige beschäftigt. Die Arbeitslosenquote lag im Dezember 2018 bei 8,9 % und damit deutlich über dem hessischen Durchschnitt von 4,3 %.
Offenbach ist Teil der Metropolregion Rhein-Main-Gebiet, die zu den wirtschaftlich leistungsstärksten Regionen des Landes gehört und ein BIP von mehr als 250 Milliarden € erwirtschaftet.

### Unternehmen

#### Industrie

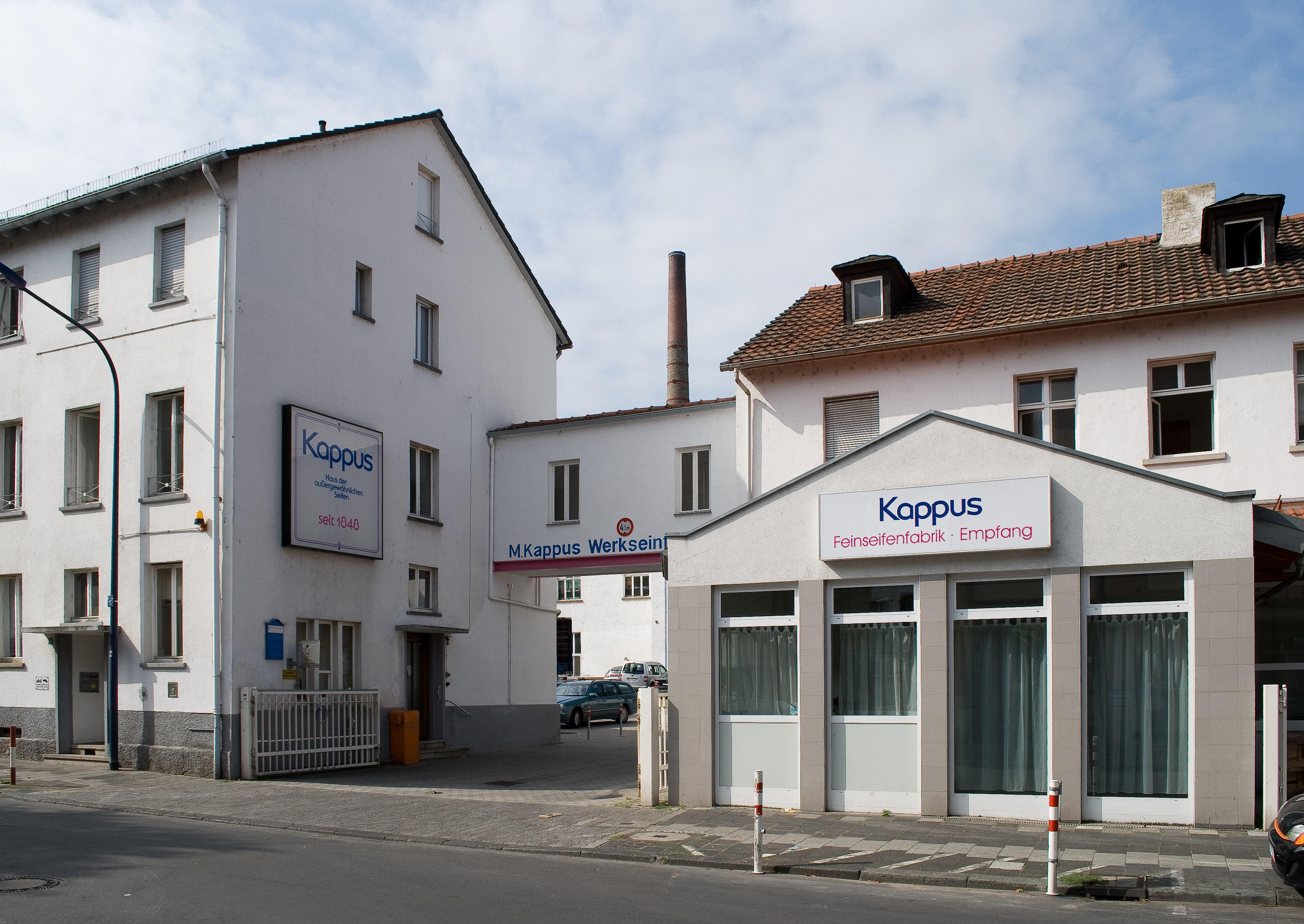
Ehemaliger Standort der Seifenfabrik Kappus in der Innenstadt

Aus der Vielzahl der Industriebetriebe sind einige größere in Offenbach geblieben. Ihre Anzahl ist seit etwa zehn Jahren konstant und umfasst etwa die Manroland AG, Schramm-Coatings sowie Danfoss. Die Seifenfabrik M. Kappus schloss im Jahr 2019 ihren Produktionsstandort in Offenbach. Anfang 2025 stellte die Alfred Clouth Lackfabrik nach einem erfolglosen Insolvenzverfahren und vergeblicher Suche nach Investoren ihren Betrieb ein. Ein weiteres großes Offenbacher Unternehmen mit knapp 2000 Beschäftigten ist der Automobilzulieferer GKN Driveline, hervorgegangen aus dem Unternehmen Löhr & Bromkamp.
Ihren Verwaltungssitz in Offenbach haben unter anderen Honeywell Deutschland, Siemens Power Generation. Die Groupe SEB zu der unter anderen Rowenta gehört, verlegte ihren Verwaltungssitz im Sommer 2015 weg von Offenbach, ihr folgte 2016 Areva.
Das ehemalige Teerfarbenwerk Oehler in Offenbach war nach seinem Zusammenschluss mit den Chemischen Fabriken Griesheim-Elektron als Werk Offenbach lange Zeit ein bedeutender Standort der Hoechst AG für die Herstellung von Farbstoffen und Polyestervorprodukten. Nach 1997 und mehreren wechselnden Eigentümern wurden 2010 alle Produktionsbetriebe restlos demontiert.
Die einst bedeutende Lederwarenherstellung spielt heute kaum noch eine Rolle, 2008 schloss auch der einstige Branchenführer Goldpfeil, Fertigungsbetriebe und Vertriebsfirmen finden sich jedoch noch zahlreich im Offenbacher Umland.
Die Energieversorgung Offenbach gehört heute zur Mannheimer MVV Energie AG. Sie versorgt über 160.000 Kunden und betreibt unter anderem ein Müllheizkraftwerk, in dem mehr als 200.000 Tonnen Abfall jährlich verbrannt werden.
Anfang Juli 2025 wurde verkündet, das die IT-Firma Pan Dacom im begehrten Hafenviertel einen Neubau errichtet und ihren Firmensitz von Dreieich nach Offenbach verlegt. PAN Dacom ist ein weltweit führender Ausrüster für IT-Daten und Übertragungstechnik. In dem Neubau werden rund 300 neue Arbeitsplätze entstehen.

#### Neuansiedelungen im Innovationscampus
Über einen Masterplan wurde u. a. die Planung für die künftige Nutzung des ehemaligen Geländes der Hoechst AG – jetzt Innovationscampus – angestoßen.
Seit März 2021 stand fest, dass die Samson AG – ein Unternehmen für Regelventile – seine Produktion und den Firmensitz von Frankfurt nach Offenbach in den Innovationscampus verlegt. Damit verbunden wandern die aktuell ca. 2.000 Arbeitsplätze aus Frankfurt nach Offenbach um.
Im Januar 2022 meldete die Bio Spring – ein Biotechnologiefirma für synthetische DNA-Fragmente für Pharma- und Biotechunternehmen – die Errichtung einer Hightech Produktionsstätte im Offenbacher Innovationscampus.
Im Dezember 2022 meldete Bio Spring den Kauf von 30.000 m² Grund im Innovationscampus um die zukünftige Wachstumschancen nutzen zu können, damit verbunden können bis zu 1.500 zusätzliche Arbeitsplätze entstehen.
Am 4.7.25 erfolgte der Spatenstich für die neue Biotechnologiefertigung für synthetische Olignonukleotiden (umgangssprachlich Genschnipsel), Produktionsbeginn ist im ersten Quartal 2028 vorgesehen. Es entstehen bei diesem ersten Bauabschnitt 200 neue Arbeitsplätze. Kunden sind weltweit tätige Pharmafirmen.

#### Dienstleistungen

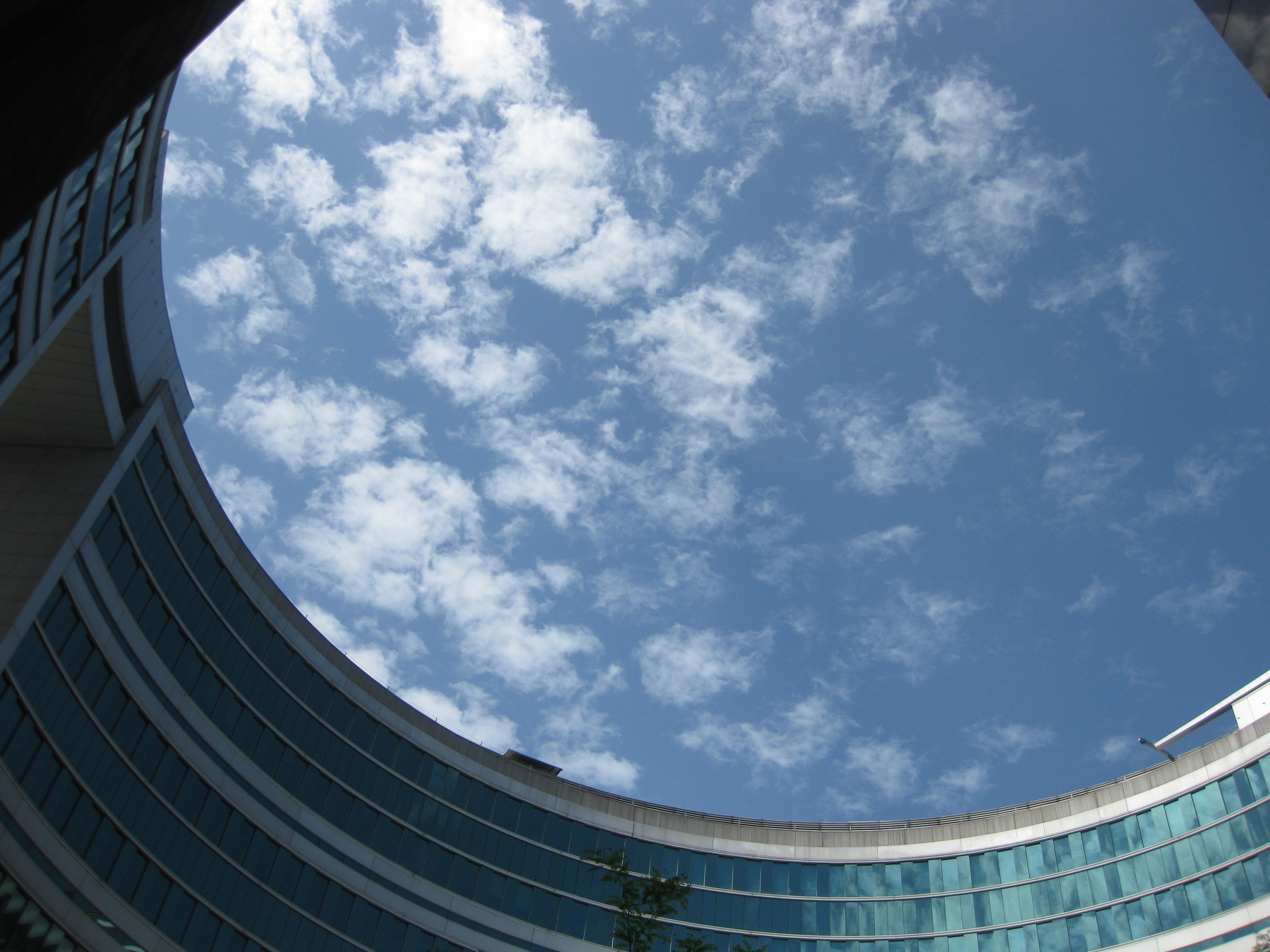
Die Sparkasseninformatik am Kaiserlei

Die Offenbacher Innenstadt liegt näher an Frankfurt als viele Stadtteile der Nachbarstadt. Insbesondere im westlichen Stadtteil Kaiserlei siedelten sich nach dem S-Bahn-Bau Banken, Versicherungen und Unternehmensberatungen mit Verwaltungssitzen oder Abteilungen an, so etwa die BHF-Bank, Capgemini oder die Wirtschafts- und Infrastrukturbank Hessen.
Mit 3000 Unternehmen ist Offenbach eines der wichtigsten Design-Cluster in Deutschland. Die Unternehmen reichen von Architektur über Typografie, Grafik und Webdesign, Industrie- und Fahrzeugdesign sowie Film und Animation. Die Ursachen dafür liegen einerseits an der Geschichte als historischer Fertigungsstandort und der Hochschule für Gestaltung, andererseits auch an der zentralen Lage im Rhein-Main-Gebiet. Zudem fördert die Stadt die Ansiedlung entsprechender Branchen.

#### Automobilhersteller

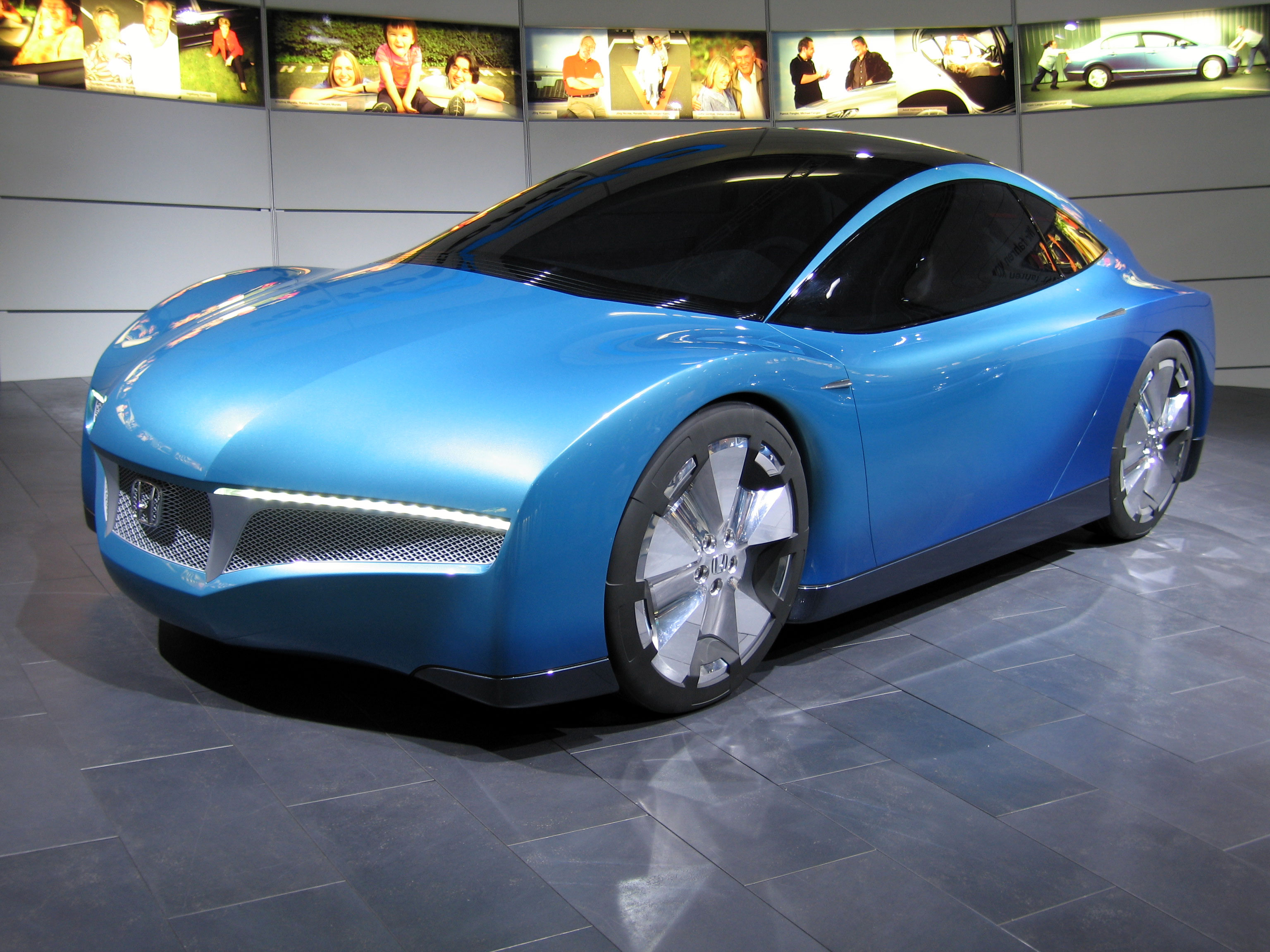
Honda Small Hybrid Concept

Im Automobilbereich ist Offenbach am Main ein Teil des sogenannten Automotive-Cluster Rhein-Main, das von Fertigungsstätten (Opel, Continental, Lear etc.) über Entwicklungsstätten und Europa-Zentralen die gesamte Wertschöpfungskette umfasst. So befindet sich die Entwicklungs- und Designabteilung „Honda R&D Europe“ des Automobilherstellers Honda im Gewerbegebiet Bieber-Waldhof. Hier wurde das zukunftsweisende Modell Honda Small Hybrid Concept (2007) entwickelt. Auch die Europazentrale des koreanischen Automobilherstellers Hyundai und die Verwaltung des koreanischen Reifenherstellers Kumho Tire sind im Offenbacher Stadtteil Kaiserlei ansässig. Im Offenbacher City Tower ist die Europazentrale der japanischen Reifenmarke Falken ansässig.

### Einzelhandel

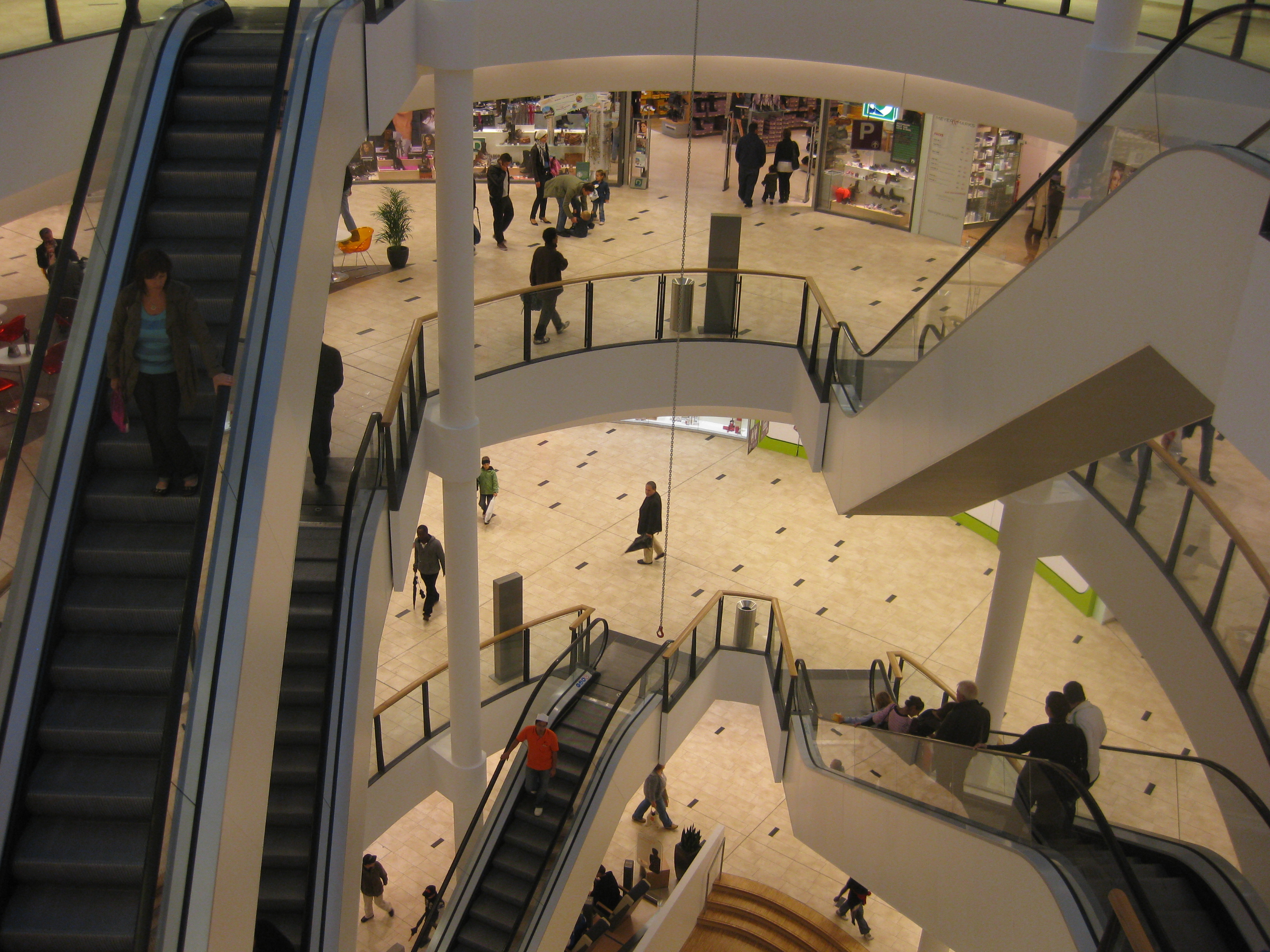
Das Einkaufszentrum KOMM am Aliceplatz

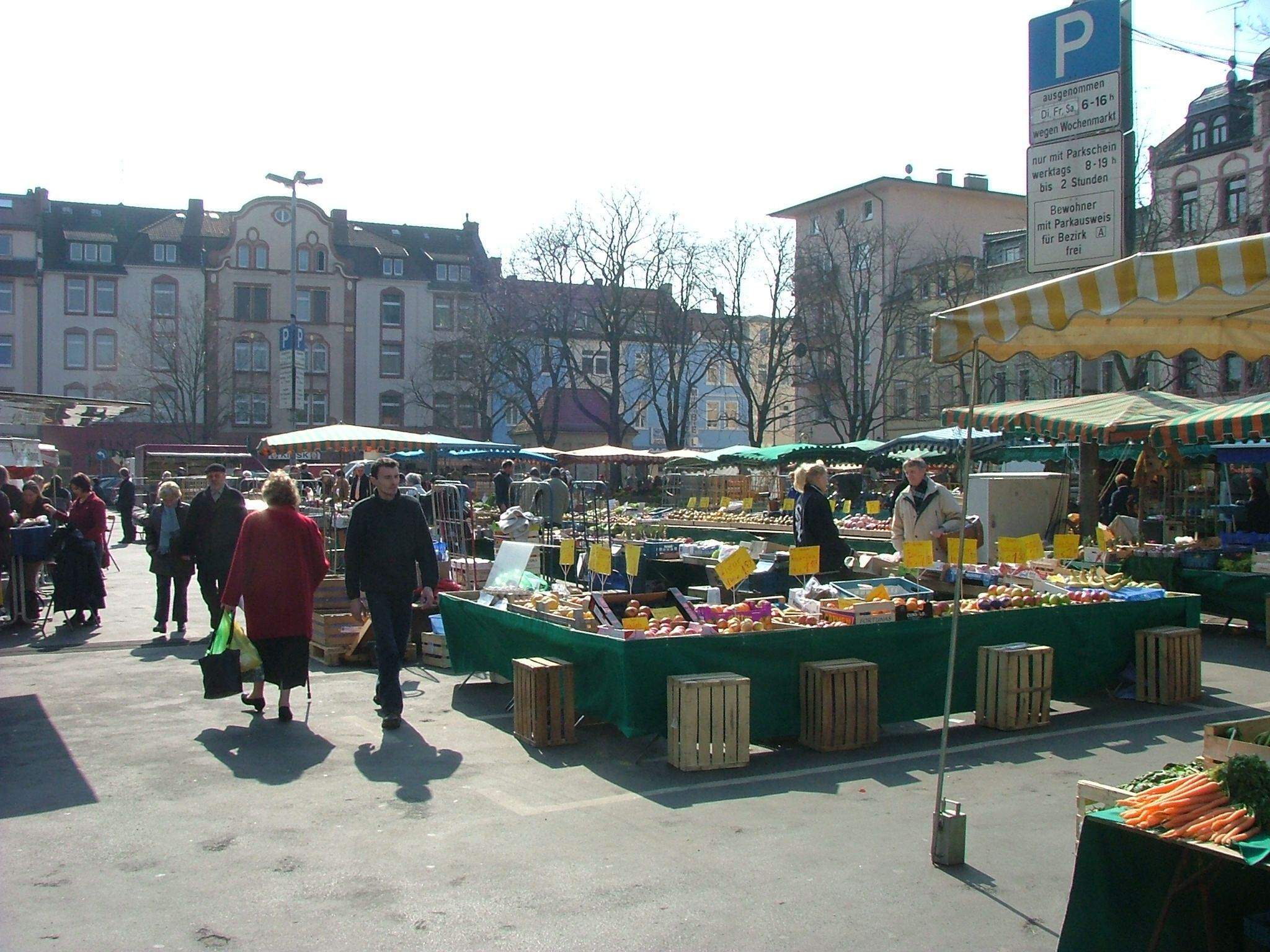
Wochenmarkt am Wilhelmsplatz

Die Offenbacher Einkaufsstraßen sind die Frankfurter Straße und die parallel verlaufende Große Marktstraße. Wenige hundert Meter östlich liegt der Wilhelmsplatz mit Feinkostgeschäften. An ihm findet auch der Offenbacher Wochenmarkt statt. Der Marktplatz hingegen ist eine Straße in der Innenstadt, nach der auch die S-Bahn-Station benannt ist.
Im September 2009 eröffnete am Aliceplatz das Einkaufszentrum KOMM (22.000 m³ Fläche) mit 60 Geschäften auf drei Etagen. An den südlichen Ausfallstraßen Waldstraße und Sprendlinger Landstraße (sowie an dem diese verbindenden Odenwaldring) befinden sich hauptsächlich Filialgeschäfte wie Supermärkte und Autohäuser, sowie das Ringcenter.

### Behörden und Gesundheitswesen

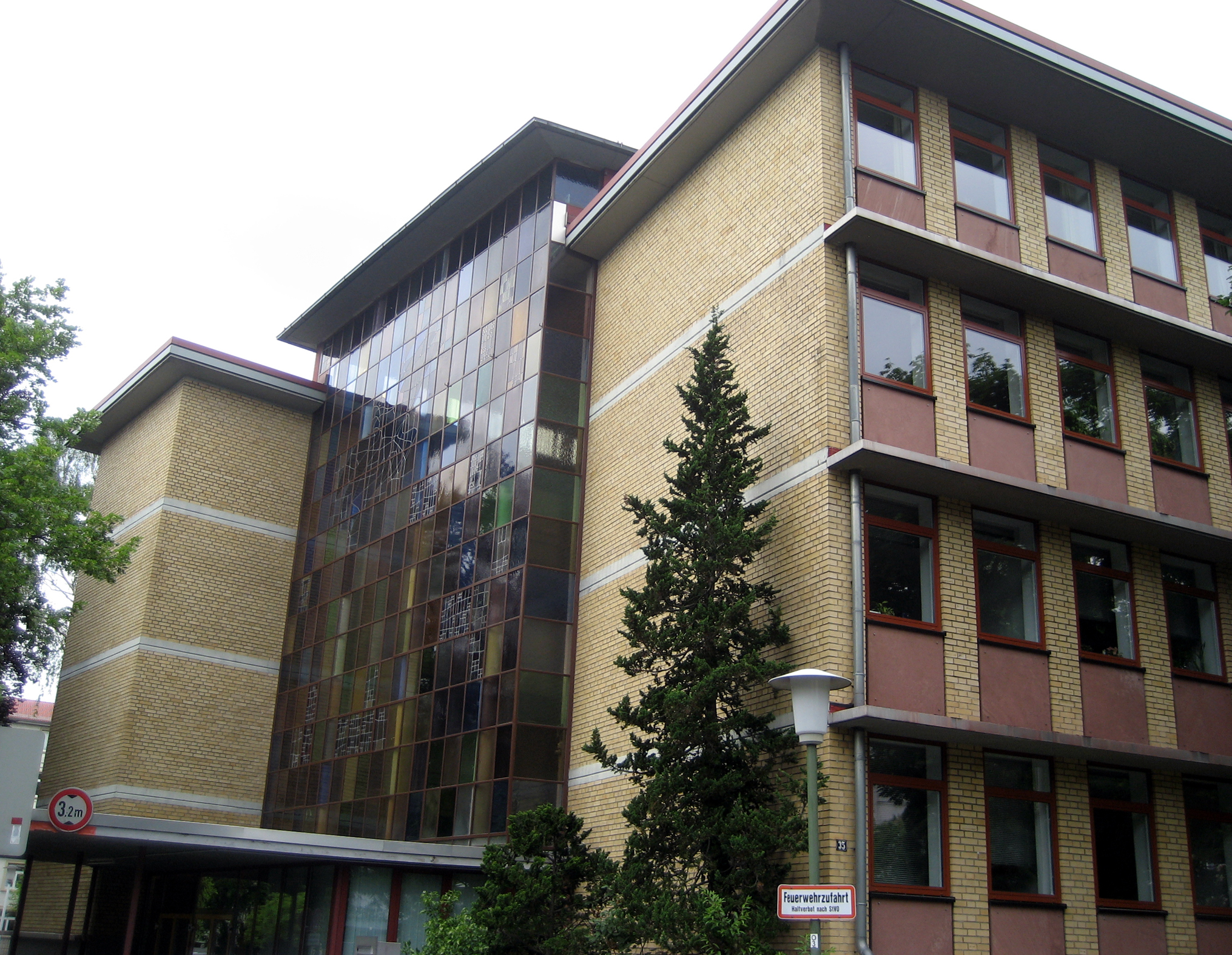
Ehemalige Bundesmonopolverwaltung für Branntwein

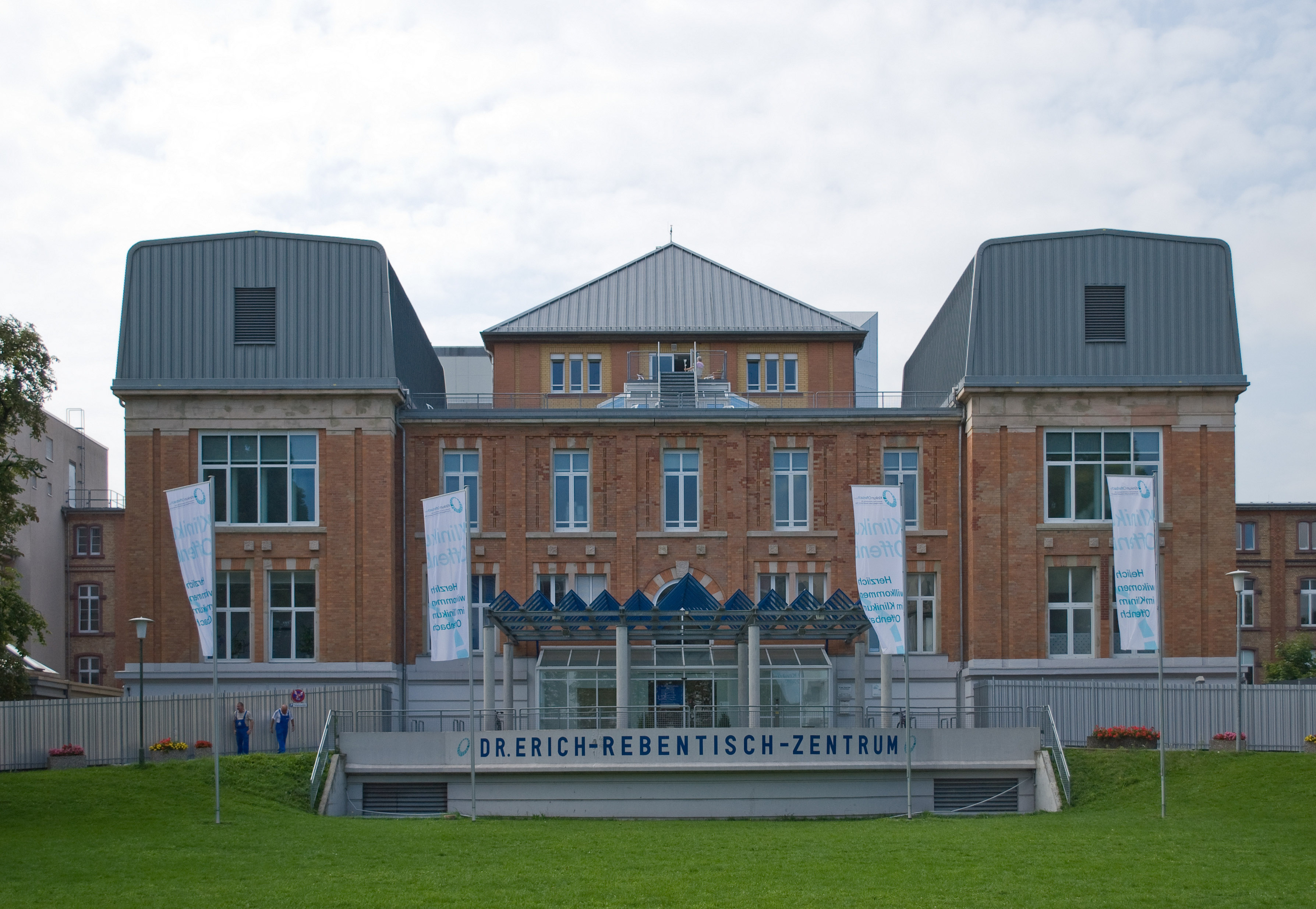
Sana Klinikum Offenbach am Main, hier das Dr.-Erich-Rebentisch-Zentrum

Anders als beispielsweise in Wiesbaden oder in Darmstadt wurden in Offenbach keine öffentlichen Forschungseinrichtungen, große Bundesämter oder Unternehmen mit staatlicher Beteiligung etabliert. Nachdem die Bundesmonopolverwaltung für Branntwein Ende 2018 abgewickelt wurde, verblieb allein der Deutsche Wetterdienst als Bundesoberbehörde in Offenbach.
In dem Gebäude der früheren Kaserne in der Bieberer Straße hatte ab 1947 die Hauptverwaltung der Eisenbahnen des amerikanischen und britischen Besatzungsgebiets ihren Sitz. Im September 1949 wurde hieraus die Deutsche Bundesbahn begründet, die ihren Hauptsitz im Oktober 1953 nach Frankfurt am Main verlegte.
Offenbach verfügt über mehrere Kliniken. Das Sana Klinikum Offenbach – vormals Klinikum Offenbach – mit 891 vollstationären und 35 teilstationären Planbetten ist ein Krankenhaus der Maximalversorgung. Es fungiert als Akademisches Lehrkrankenhaus der Johann Wolfgang Goethe-Universität Frankfurt, ist überregional bekannt und dient der medizinischen Versorgung der Bevölkerung der Stadt wie auch des Landkreises Offenbach. Das Klinikum erhielt Ende 2009 einen Neubau für rund 140 Millionen Euro. Das Ketteler Krankenhaus mit 270 Planbetten ist ein Krankenhaus der Regelversorgung. Die Klinik Frühauf mit 36 Betten ist ein homöopathisches Krankenhaus sowie eine internistische Privatklinik. Die AOK hat ihre Kreisverwaltung in Offenbach.
Neben dem Polizeipräsidium Südosthessen im Spessartring verfügt Offenbach ferner über ein Polizeirevier, welches für das gesamte Stadtgebiet zuständig ist.
Die Feuerwehr Offenbach besteht aus einer Berufsfeuerwehr, drei Freiwilligen Feuerwehren und einer Jugendfeuerwehr.

## Deutscher Wetterdienst

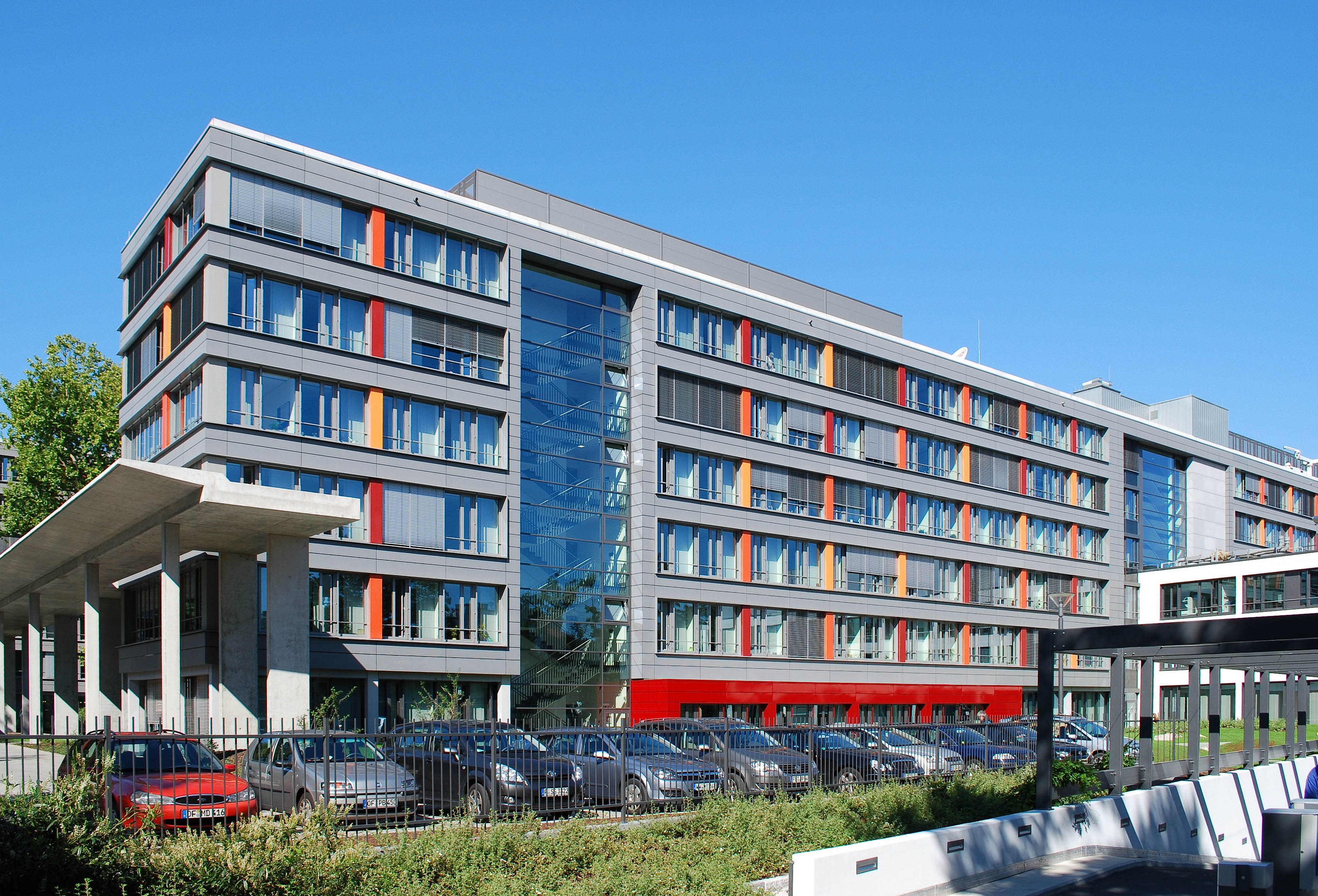
Zentrale des DWD

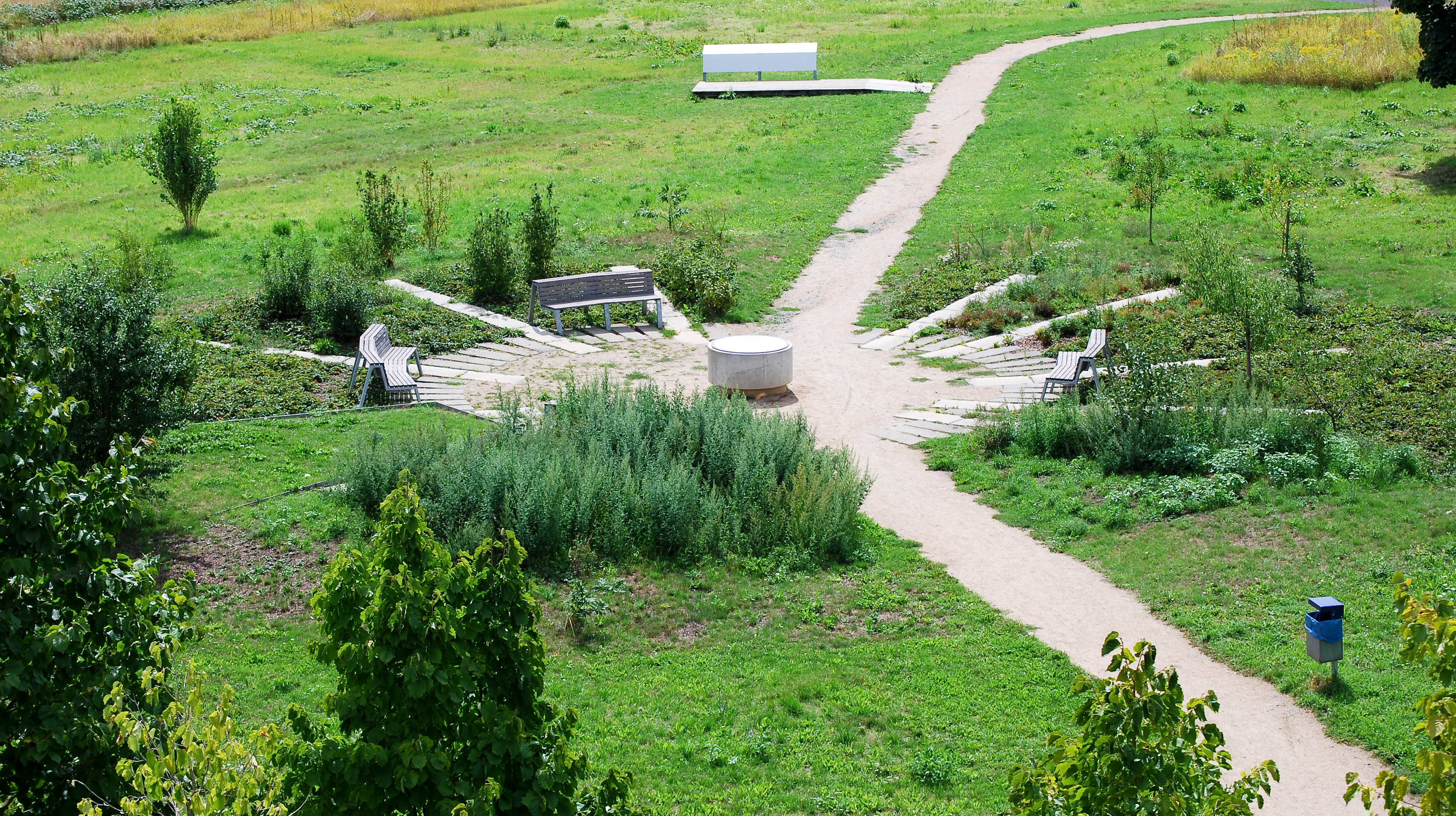
Wetterpark Offenbach – Station Phänologie

Der Deutsche Wetterdienst mit seiner Zentrale in Offenbach leistet einen unverzichtbaren Dienst für das Rhein-Main-Gebiet mit ungefähr 90.000 Vorhersagen pro Jahr und rund 30.000 Wetter- und Unwetterwarnungen jährlich (Stand: 2014). So spielt der Deutsche Wetterdienst für die Luftfahrt am Frankfurter Flughafen eine wichtige Rolle.
Von Bedeutung ist auch die Überwachung und Erforschung des Klimawandels, um Auswirkungen der globalen Erwärmung und seiner Folgeerscheinungen abschätzen und Schadenspotentiale auf nationaler wie internationaler Ebene minimieren zu können. Mit der Deutschen Meteorologischen Bibliothek verfügt der DWD über eine der größten Fachbibliotheken weltweit.
Der Deutsche Wetterdienst betreibt einen Wetterpark, der für Besucher frei zugänglich ist.

## Infrastruktur

### Straßenverkehr

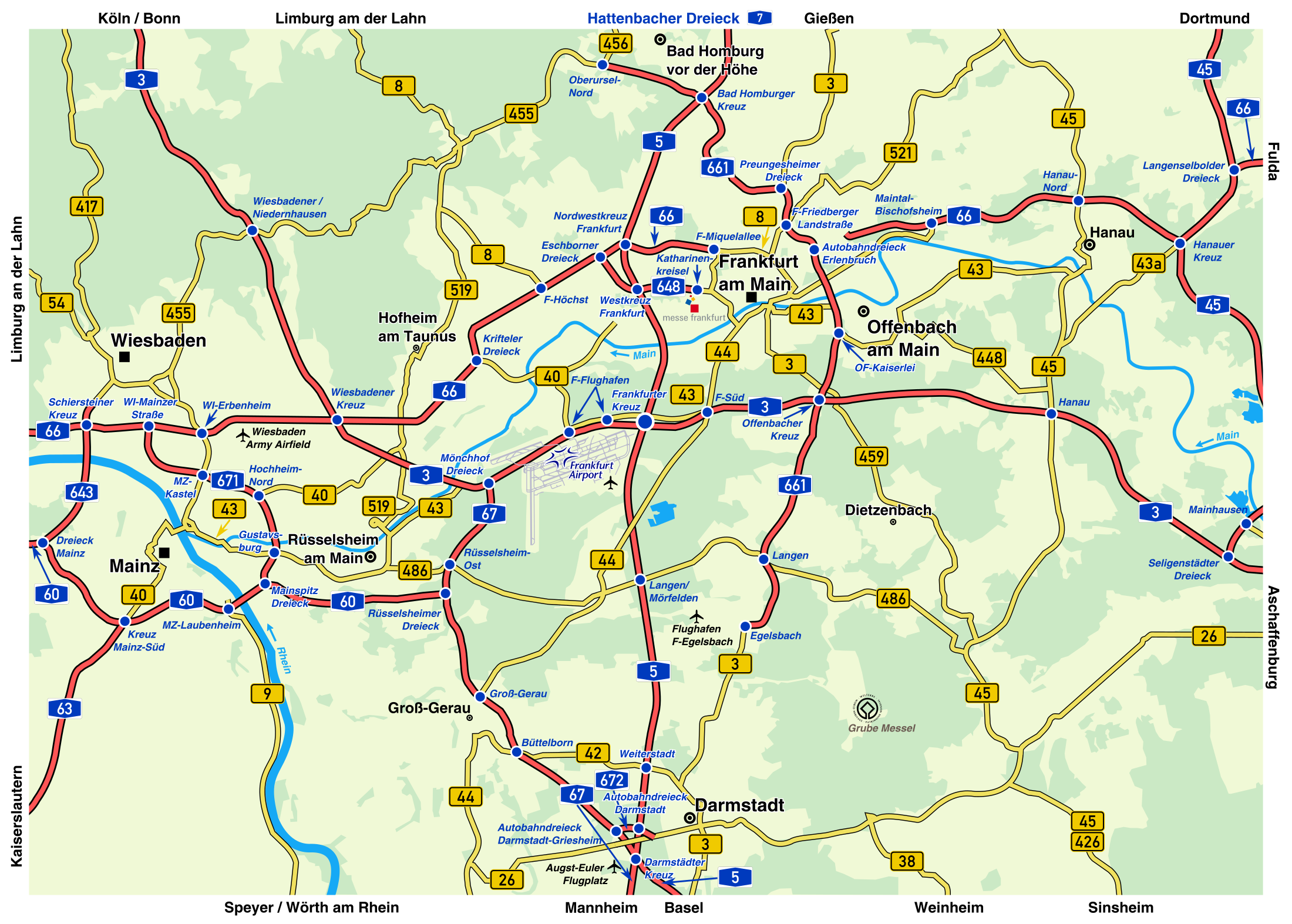
Offenbach am Main im Straßennetz des Großraums Frankfurt

Seit dem 1. Januar 2015 ist das Stadtgebiet Umweltzone.

Die wichtigsten innerstädtischen Hauptstraßen sind die Kaiserstraße, die Frankfurter Straße, die Berliner Straße, die Mainstraße, die Waldstraße und die aus Taunus-, Odenwald-, Spessartring und Rhönstraße bestehende südliche Ringstraße. Wichtige Ausfallstraßen sind die Sprendlinger Landstraße (nach Südwesten), die Bieberer Straße (nach Südosten) und die Mühlheimer Straße (nach Nordosten).
Die Carl-Ulrich-Brücke verbindet die Kaiserstraße mit Fechenheim, die Mainfähre Rumpenheim den Offenbacher Stadtteil Rumpenheim mit dem Maintaler Ortsteil Bischofsheim.
Im Süden der Stadt führt die Bundesautobahn 3 vorbei, die am Offenbacher Kreuz auf die im Westen der Stadt gelegene Bundesautobahn 661 trifft. Ferner führen die Bundesstraßen 43, 46 und 448 durch das Stadtgebiet.
Seit dem 1. Januar 2015 ist das gesamte Stadtgebiet Umweltzone.

### Schienenverkehr und öffentlicher Personennahverkehr

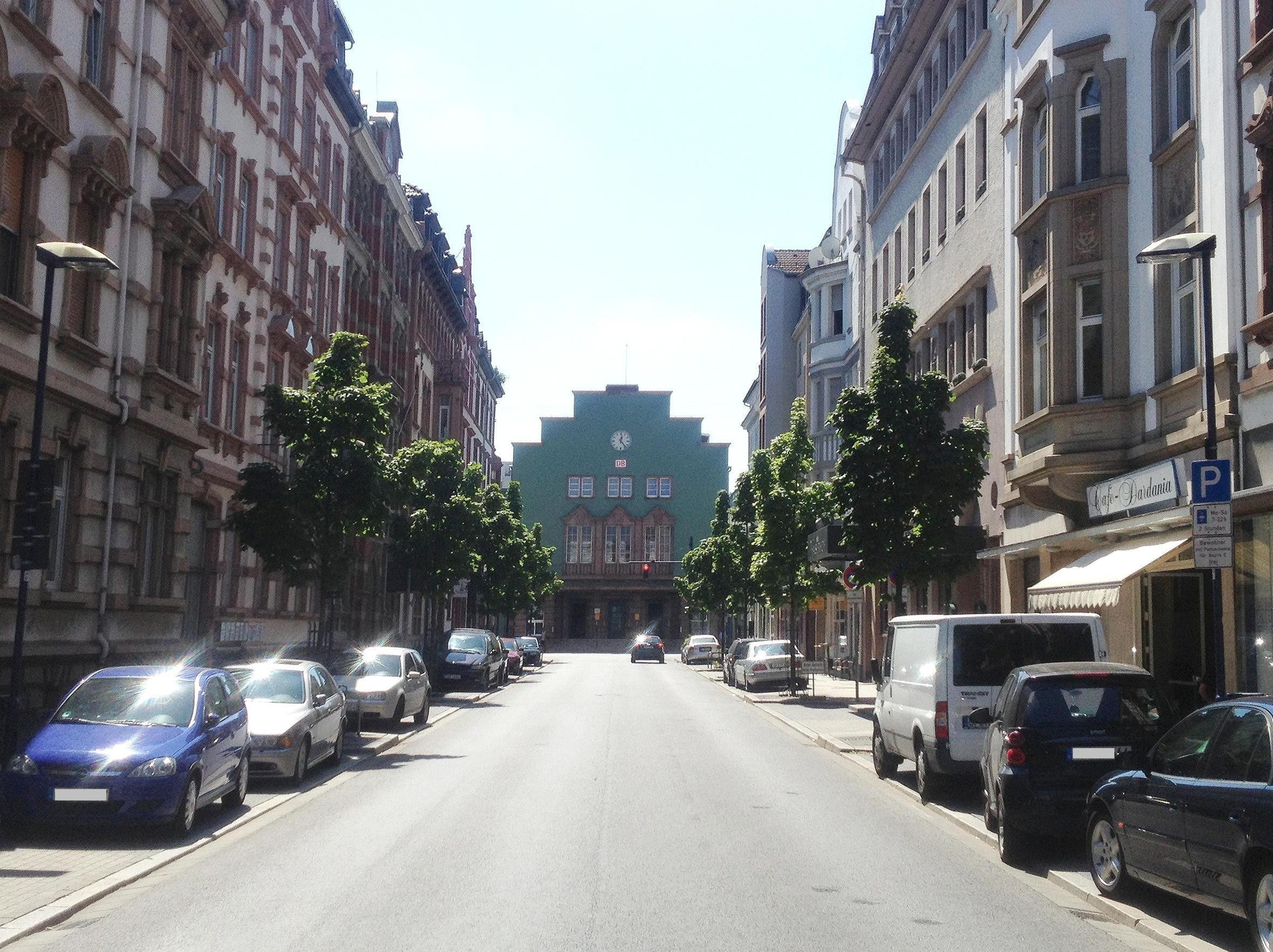
Offenbacher Hauptbahnhof aus der Kaiserstraße

Durch Offenbach führt die Bahnstrecke Frankfurt–Göttingen, diese wird im inneren Stadtgebiet seit 1910 als Hochtrasse nach Berliner Vorbild geführt. Hier liegt auch der zwischen 1872 und 1873 erbaute Offenbacher Hauptbahnhof.
Im schienengebundenen Nahverkehr wird Offenbach von Regionalzügen der Deutschen Bahn sowie der Vias GmbH (Odenwaldbahn) und den Linien S1, S2, S8 und S9 der S-Bahn Rhein-Main bedient. Seit Einstellung des planmäßigen Betriebs einzelner am Hauptbahnhof beginnender oder endender Fahrten der S2 im Berufsverkehr findet der gesamte S-Bahn-Verkehr in der Innenstadt auf einer eigens erbauten Tunnelstrecke statt, die dem Verlauf der ehemaligen Lokalbahnstrecke folgt. Somit besteht in Offenbach die kuriose Situation, dass der Hauptbahnhof keinen S-Bahnanschluss besitzt und es folglich keine direkte Umsteigemöglichkeit vom Regional- und S-Bahn-Verkehr gibt.
Seit dem Fahrplanwechsel im Dezember 2016 wird Offenbach zudem nicht mehr vom Fernverkehr der Deutschen Bahn bedient. Die Stadt ist damit eine von 11 deutschen Großstädten ohne Fernverkehrsanschluss durch die Deutsche Bahn. Seit Sommer 2022 wird der Bahnhof von Fernverkehrszügen des Anbieters Flixtrain angefahren. Pro Woche bestehen einzelne Verbindungen nach Berlin und Mainz.

#### Bahnhöfe
In Offenbach am Main existieren sieben Bahnhöfe und Haltepunkte, davon ein Regionalbahnhof und sechs weitere reine S-Bahn-Stationen. Die Bahnhöfe liegen an der Bahnstrecke Frankfurt–Göttingen, im City-Tunnel Offenbach sowie an der Rodgaubahn.

Offenbacher Bahnhöfe und Haltepunkte
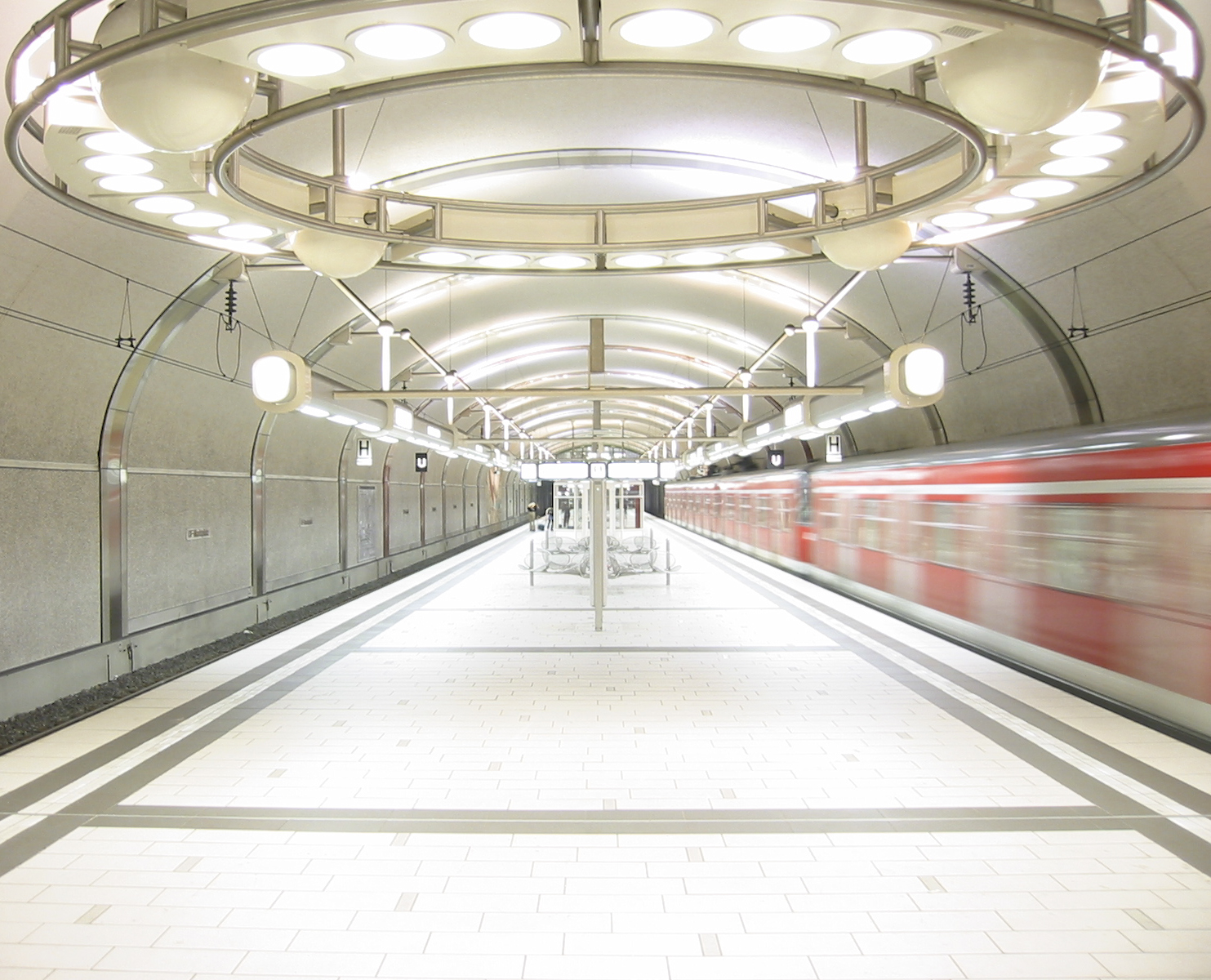
S-Bahnhof Marktplatz
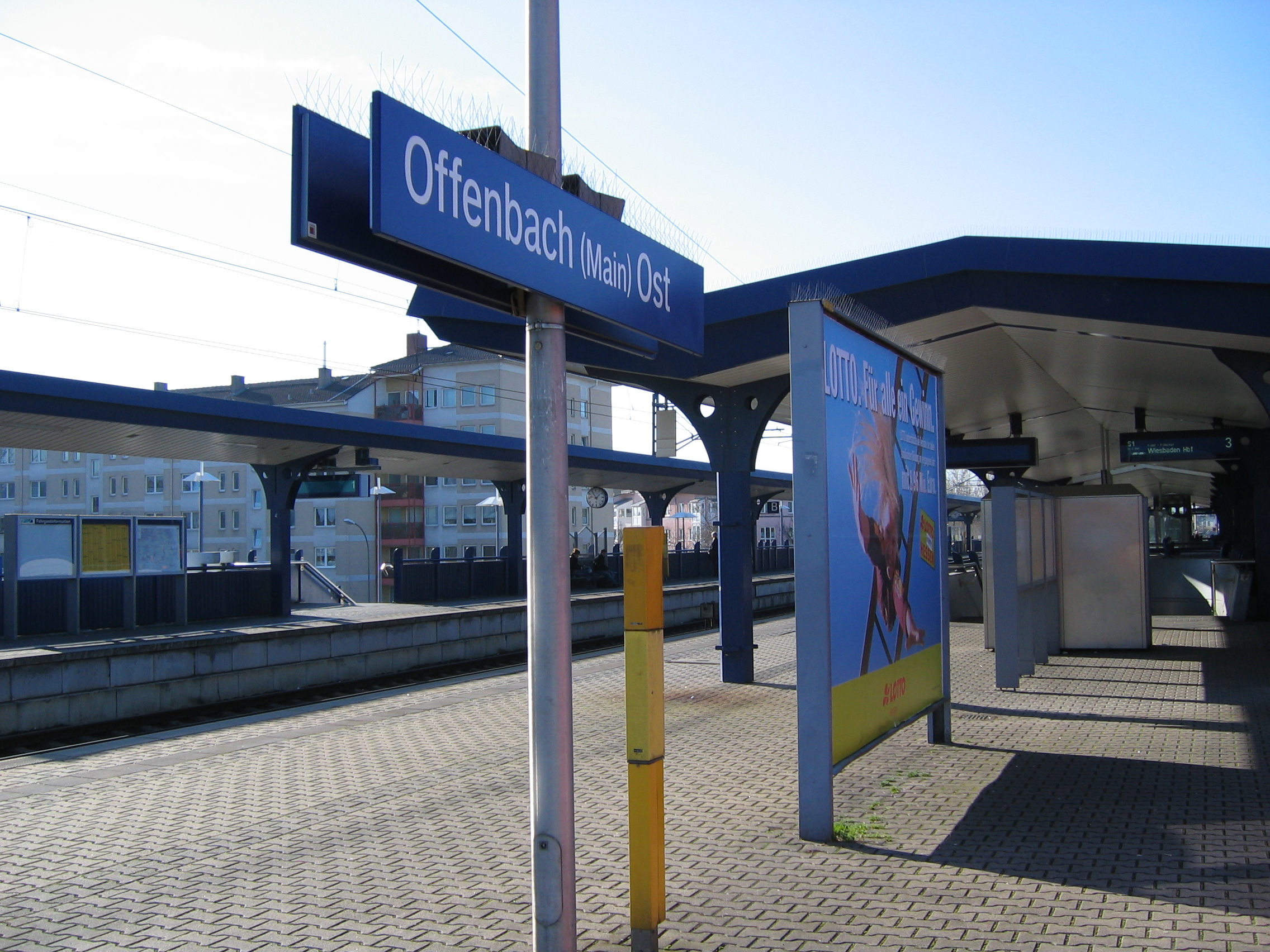
S-Bahnhof Offenbach Ost
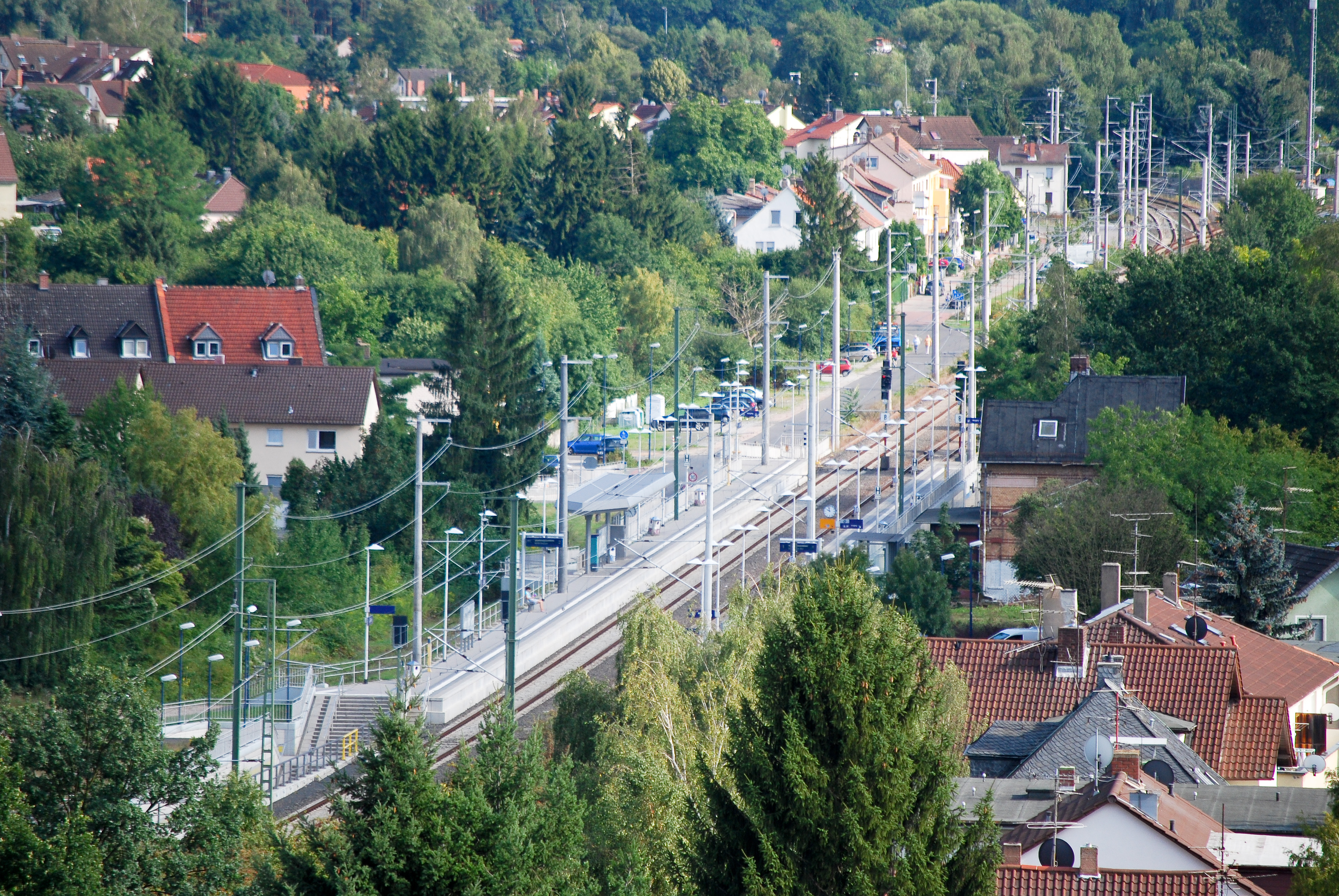
S-Bahnhof Bieber

|  | Name                   | Stadtteil                   | Betriebsstelle |
|  | ---------------------- | --------------------------- | -------------- |
|  | Offenbach-Bieber       | Bieber                      | Bahnhof        |
|  | Offenbach Hauptbahnhof | Zentrum, Senefelderquartier | Bahnhof        |
|  | Offenbach-Kaiserlei    | Kaiserlei                   | Bahnhof        |
|  | Offenbach Ledermuseum  | Nordend                     | Bahnhof        |
|  | Offenbach Marktplatz   | Zentrum                     | Bahnhof        |
|  | Offenbach Ost          | Offenbach-Ost               | Bahnhof        |
|  | Offenbach-Waldhof      | Bieber                      | Haltepunkt     |

#### Busse

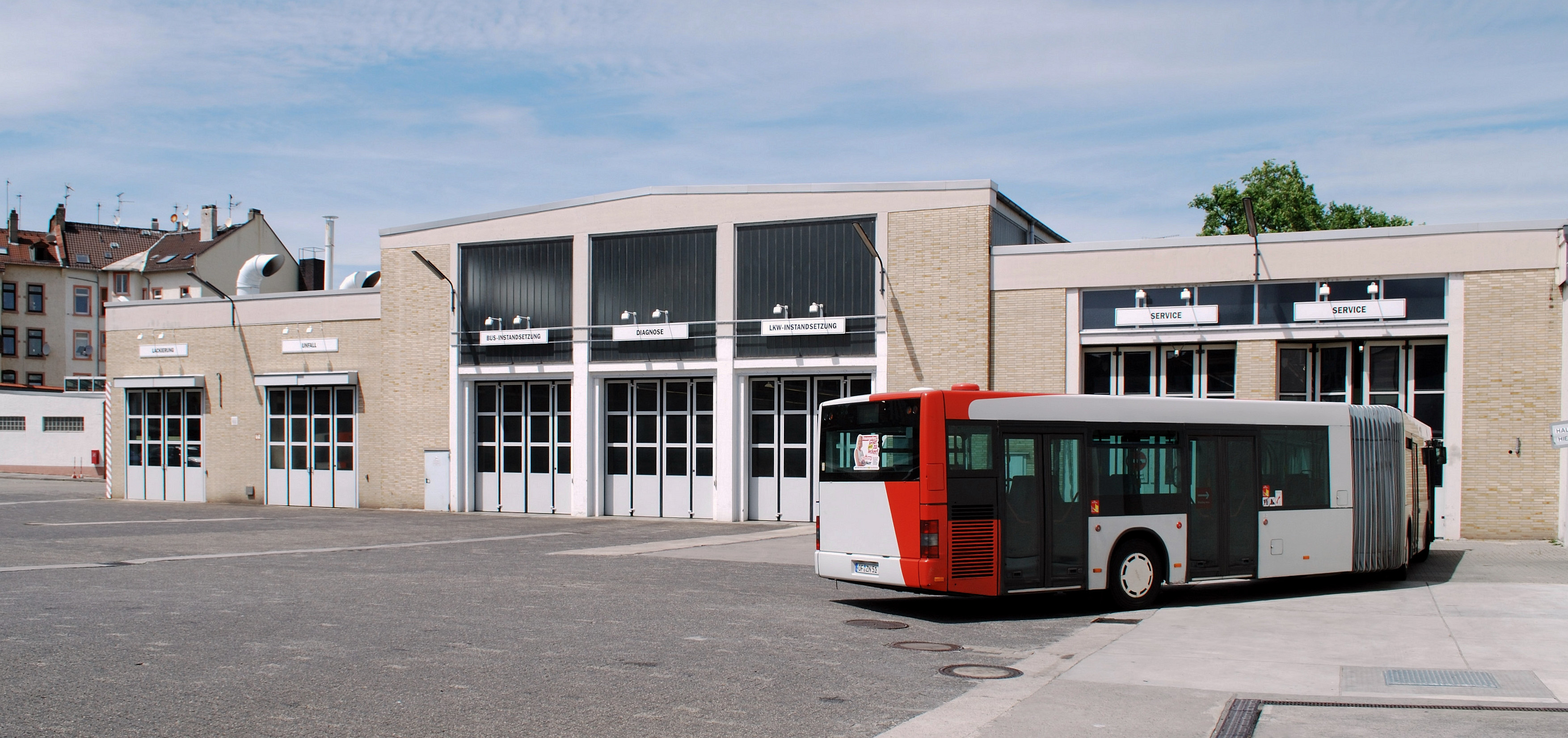
Offenbacher Verkehrsbetriebe

In Offenbach verkehren Regionalbusse der Regionalverkehr Kurhessen GmbH (RKH) sowie die Stadtbusse der Offenbacher Verkehrsbetriebe GmbH (OVB). Ebenfalls enden vereinzelte aus Frankfurt verkehrende Buslinien des Verkehrsgesellschaft Frankfurt am Main mbH (VGF) dort. Es besteht eine lokale Nahverkehrsorganisation (LNO). Sie bündelt den Stadtverkehr unter der
Dachmarke „Nahverkehr in Offenbach“ (NiO).
Alle Schienen- und Buslinien im Stadtgebiet sind zu einheitlichen Preisen innerhalb des Rhein-Main-Verkehrsverbundes (RMV) zu benutzen.
Von 1951 bis 1972 verkehrte der Oberleitungsbus Offenbach in der Stadt. Der heutige Nahverkehr in Offenbach am Main wird jeweils zirka zur Hälfte mit Dieselbussen sowie mit Elektrobussen betrieben. 2020 wurden die ersten batteriebetriebenen Elektrobusse geliefert, im Fuhrpark der Stadtwerke befinden sich aktuell (2025) 36 Busse mit Elektroantrieb. Bereits 2011 wurde als bundesweit erster Stadt in Offenbach ein Elektrobus mehrwöchig getestet.
Der On-Demand-Verkehr Hopper ist ein innovatives Mobilitätsangebot in Offenbach am Main. Er ermöglicht es den Fahrgästen, individuelle Fahrten per App zu buchen und zu bezahlen. Die Fahrzeuge sind elektrisch und barrierefrei. Seit Einführung des Minibus-Angebots im Kreis Offenbach sind bereits 300.000 Passagiere vom Hopper ans Ziel mitgefahren.

#### Straßenbahn

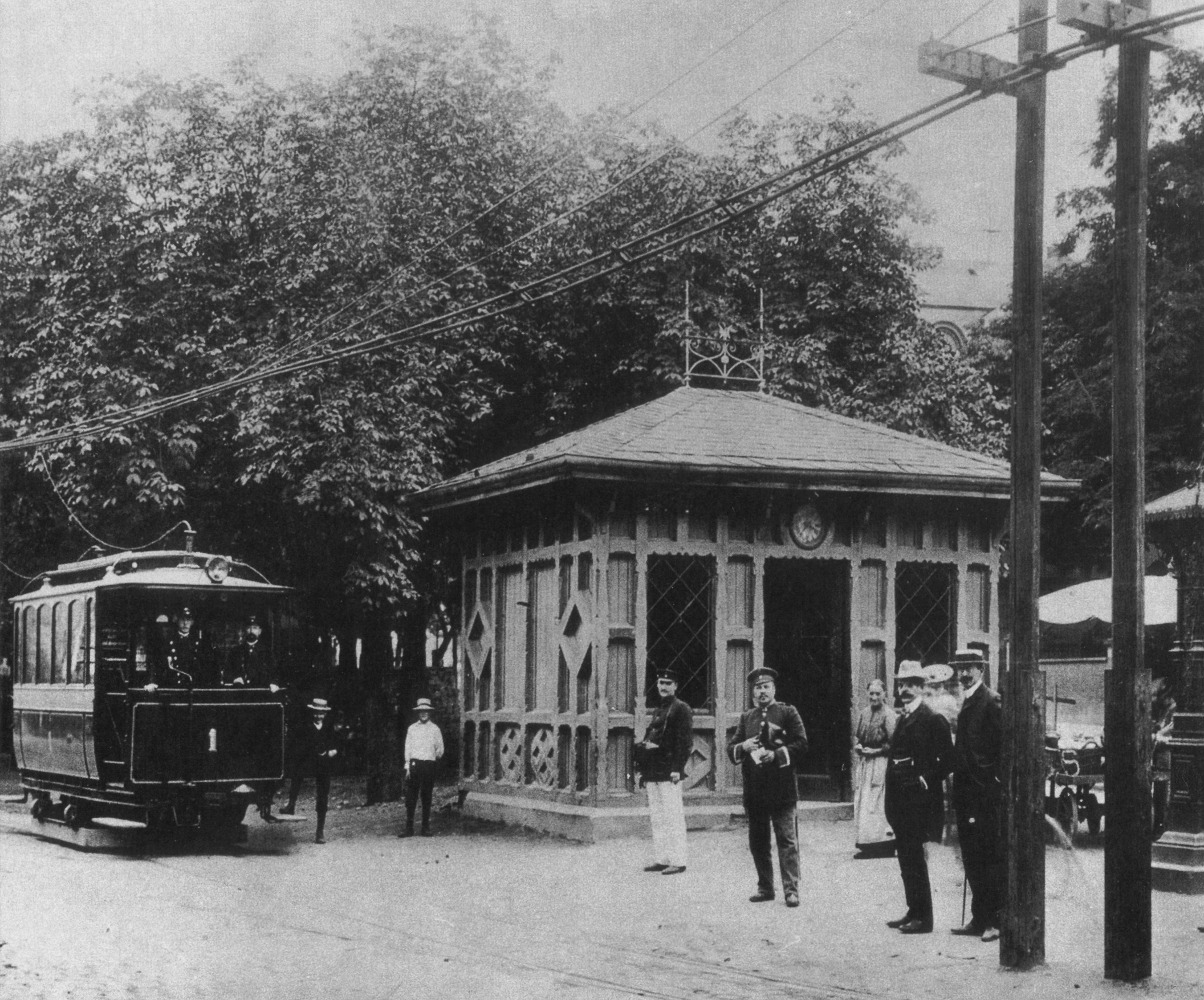
Straßenbahn am Mathildenplatz in Offenbach, um 1890

In Offenbach am Main verkehrte eine der ersten elektrischen Straßenbahnen der Welt.
Die 1884, auf Bestreben eines Offenbacher Konsortiums, bestehend aus dem Kommerzienrat Weintraut, dem Bankier Weymann und dem Bankhaus Merzbach, eröffnete Strecke der Frankfurt-Offenbacher Trambahn-Gesellschaft (FOTG) führte von der Alten Brücke in Sachsenhausen, Oberrad nach Offenbach über die Frankfurter Straße zum Offenbacher Marktplatz und weiter zum Mathildenplatz. Ab 1906 hatte Offenbach eine Städtische Straßenbahn mit drei Linien.
1967 wurde die letzte innerstädtische Linie stillgelegt, anschließend fuhr nur noch die von der Frankfurter Straßenbahn betriebene Linie 16 durch die Stadt bis zum Marktplatz. 1996 wurde der Entschluss gefasst, die Straßenbahn aus der Stadt zu verbannen, die seither an der Stadtgrenze Frankfurts endet. Alle Anlagen wurden rückgebaut. Fahrgäste müssen dort in Busse umsteigen. Im Jahr 2021 wurde die Beauftragung einer Machbarkeitsstudie zur (Wieder)Anbindung des Offenbacher Stadtgebiets an das Straßenbahnnetz der Stadt Frankfurt vonseiten der beiden Städte sowie des Rhein-Main-Verkehrsverbundes beschlossen. Untersucht wird unter anderem, wie der Hauptbahnhof und der Marktplatz angeschlossen werden könnten. Darüber hinaus werden verschiedene Streckenvarianten untersucht (Lückenschluss bis nach Fechenheim oder Anbindung des Stadtteils Bürgel).

### Fahrradverkehr
Beim Fahrradklimatest des ADFC 2022 erreichte Offenbach in der Kategorie Ortsgröße 100.000 bis 200.000 Einwohner mit einer Schulnote von 3,69 den sechsten Platz von 40.
2021 wurden sechs Nebenstraßen zu Fahrradstraßen umgebaut, um bessere Verbindungswege für Radfahrende zu schaffen. In diesen dürfen Radfahrende nebeneinander fahren und nicht von Autofahrenden überholt werden, es gilt Tempo 30 und die Straßen sind als Anliegerstraßen gekennzeichnet. Zudem weisen Markierungen auf die Gefahren in den Dooringzonen hin und Radabstellanlagen wurden installiert.
Im November 2021 übergab die Initiative Radentscheid Offenbach 5854 Unterschriften an den Magistrat der Stadt Offenbach für ein Bürgerbegehren über Radinfrastrukturmaßnahmen. Die Übergabe mündete in Verhandlungen mit der Stadt sowie im August 2022 in einer Einigung über Maßnahmen zur Förderung des Radverkehrs sowie der Radinfrastruktur in den kommenden fünf Jahren. Begleitend wird ein Umsetzungsbeirat mit Vertretern aus Politik, Verwaltung, Radentscheid, ADFC, VCD, Handwerkskammer, IHK und ADAC eingerichtet. Die erste große Maßnahme wurde im Juli 2023 im Probebetrieb für ein Jahr umgesetzt. Auf einer Länge von 900 Metern wurden entlang der Waldstraße zwischen Bismarckstraße und dem Friedrichsring in beide Fahrtrichtungen jeweils eine Fahrspur für Radfahrende (sowie Busse) eingerichtet. 2024 wurde in einem dem Verkehrsversuch begleitenden Gutachten festgestellt, dass der Probebetrieb funktioniere, ohne dass es Rückstaus durch Autos komme. Neben der sichereren Radinfrastruktur konnte zusätzlich eine Beschleunigung des Busverkehrs festgestellt werden. Trotz des Berichts, sprach sich die Mehrheit der Stadtverordneten für den Rückbau aus, der im Herbst 2024 erfolgte.
Als weitere Maßnahme wurden im September 2024 auf beiden Seiten der Frankfurter Straße zwischen dem Deutschen Wetterdienst und der Ludwigstraße Schutzstreifen für Radfahrende markiert.

#### Fahrradverleih
In Zusammenarbeit zwischen der städtischen Gesellschaft Nahverkehr in Offenbach am Main (kurz: NiO) und der Stadt wurde im März 2008 ein Fahrradverleihsystem mit zunächst 50 Rädern installiert. Betreiber des öffentlichen Fahrradverleihsystems war Nextbike. Seit Sommer 2016 wird der Dienst von Deutsche Bahn Connect unter dem Namen Call a Bike mit insgesamt 78 Mieträdern betrieben.
Die insgesamt 16 Verleihstationen sind unter anderem an den S-Bahnhöfen, im Innenstadtbereich und in Bieber, Bürgel, Rumpenheim und Tempelsee zu finden. Neben der Rückgabe an den Stationen ist in Teilen der Offenbacher Innenstadt auch eine Abgabe außerhalb von Stationen in der sogenannten Flexzone möglich, wobei eine Rückgabegebühr anfällt.

#### Radfernwege
Am Mainufer verlaufen mehrere Radwanderwege:
- der Hessischen Radfernweg R3 (Rhein-Main-Kinzig-Radweg) führt unter dem Motto Auf den Spuren des Spätlesereiters entlang von Rhein, Main und Kinzig über Fulda nach Tann in der Rhön
- der Main-Radweg führt von den Quellen des Weißen und Roten Mains über deren Zusammenfluss bei Kulmbach bis nach Mainz zur Mündung in den Rhein (knapp 600 km)
- die D-Route 5 (Saar-Mosel-Main) von Saarbrücken über Trier, Koblenz, Mainz, Frankfurt am Main, Würzburg und Bayreuth bis zur tschechischen Grenze (1.021 km)
- die EuroVelo Route EV4 von Roscoff in Frankreich nach Kiew in der Ukraine (4.000 km).

### Güterverkehr und Binnenschifffahrt
In der Zeit von 1873 bis 1919 lag der Güterbahnhof direkt neben dem Offenbacher Hauptbahnhof (Personenbahnhof). 1919 wurde der neue und noch heute betriebene Offenbacher Güterbahnhof im Osten der Stadt in Betrieb genommen.
In der Binnenschifffahrt ist Offenbach über den Main und den Rhein mit den wichtigen Industrieregionen in Nordrhein-Westfalen und den Niederlanden und über den Main-Donau-Kanal mit dem südöstlichen Mitteleuropa verbunden.
Der Offenbacher Hafen hat jedoch nur noch marginale Bedeutung; große Geländeteile liegen mittlerweile brach. Hier entsteht auf der Hafeninsel seit 2012 ein neuer Stadtteil zum Wohnen und Arbeiten. Unter Binnenschiffern beliebt ist der Anlegeplatz am Mainufer in Höhe des Isenburger Schlosses, da dieser nahe der Innenstadt liegt.
Die Staustufe Offenbach bei Mainkilometer 38,51 ist eine Staustufe mit Schleuse. Sie liegt an der Stadtgrenze zu Frankfurt im Stadtteil Offenbach-Kaiserlei.

## Kultur und Sehenswürdigkeiten

### Kulturgeschichte
Im Kontext der Offenbacher Manufakturen entstand auch ein kultureller Austausch. So besuchten Paganini die Firma Pirastro, welche bekannt war für deren Saiten, Mozart den Musikverlag André, welche seine Noten verlegte. Goethe pflegte Liebschaften in dem damals entfernten Vorort Frankfurts. Die Druckerei Wilhelm Gerstung engagierte bekannte Grafiker. Eigene kulturellen Impulse brachten die Kunstgewerbeschule und die Schriftgießerei Klingspor, beispielsweise mit dem Typografen Rudolf Koch und später mit Karlgeorg Hoefer. 1926 wurde der „Bund Offenbacher Künstler“ gegründet, u. a. von Adolf Bode, Erich Martin, Oswald Ammersbach, Paul Arnoul, Karl Appel, Wilhelm Gast, August Ziegler, Karl Huber, Richard Throll und Otto Reichert. Die Stadt bot Künstlern günstig Ateliers aus eigenem Bestand, so dass bald die Kolonie der „Bachstraßenmaler“ entstand. In der Architektur setzte die Kirchenbauschule um Dominikus Böhm Maßstäbe.
Während der Nazizeit wurde ein Teil der lokalen Künstlerszene durch die neuen Machthaber absorbiert, so kaufte Hitler zwei Skulpturen des Offenbacher Bildhauers Richard Martin Werner, die Hochschule wurde für eine kunstvolle Ausgabe von Mein Kampf und eine Deutschlandkarte ausgezeichnet. Ein Teil der Maler ging in den Widerstand, so etwa Ludwig Plaueln, der untertauchte. Jüdische Mäzenen des Kulturlebens wie Robert von Hirsch und Siegfried Guggenheim emigrierten. Nach 1945 kämpfte die Stadt um den Erhalt oder den erneuten Ausbau der in der Nazizeit zur Handwerkerschule degradierten Kunsthochschule, musste aber letztlich nach einigen Fristen die Architekturfakultät abtreten. In den 1950er Jahren starben der Architekt Hugo Eberhardt und der Maler Karl Friedrich Lippmann. Der Wiederaufbau wurde von dem Stadtbaurat Adolf Bayer geleitet. Stand Offenbach lange Zeit für eine traditions-affine Gestaltung im Vergleich zu Frankfurt, so haben sich Unterschiede spätestens seit den 1950er Jahren aufgrund der Nähe nivelliert, so dass man keine Grenzen mehr ziehen kann und die Stadt im Kontext Frankfurts sehen muss. Beispielsweise waren die Architekten Paul Friedrich Posenenske, Ernst Balser und später Novotny Mähner Assoziierte in beiden Städten aktiv, ebenso hatten beide Städte in den 1970er Jahren eine bedeutende Jazz-Szene. Von 1953 bis 1963 bestand das Grafikdesignbüro Michel + Kieser, welches bekannt war für Briefmarkenentwürfe der Bundespost und Plakate.

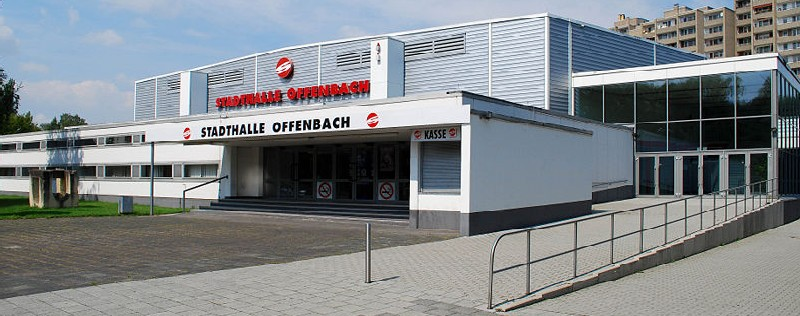
Die Stadthalle in Tempelsee

Das Capitol, ehemals die Synagoge, die angrenzende Messe und die Stadthalle sind die wichtigsten Veranstaltungsorte. Im Umfeld der Hochschule für Gestaltung finden viele Veranstaltungen statt, die von kleinen Vernissagen – etwa in der Fahrradhalle oder im Waggon – bis hin zu großen Veranstaltungen, wie die Crossmedianight und dem Festival der jungen Talente reichen. Die Neue Philharmonie Frankfurt hat seit 2005 das Capitol als Domizil.
Der Kunstverein Offenbach besteht seit 1977 als ältester hessischer Kunstverein.
Die Nacht der Museen wird zusammen mit Frankfurt organisiert. Außerdem findet entlang des Mains zwischen Büsing-Palais und Isenburger Schloss das jährliche Mainuferfest statt.

### Theater
In Offenbach gibt es mehrere kleine Bühnen für Varieté und Kleinkunst sowie mehrere Veranstaltungshallen wie zum Beispiel das Capitol, die Stadthalle oder der sogenannte Lederpalast im Ledermuseum, in denen auch Theateraufführungen stattfinden. Tradition in der Offenbacher Theaterlandschaft hat der 1911 gegründete Theaterclub ELMAR, aus dem auch Kai Frederic Schrickel (Stadtklinik) hervorging.

### Kinos
Die einst reiche Kinolandschaft mit kleinen Kinos fand Ende der 1990er Jahre ihr Ende: Nach dem Universum schloss 1998 das Kino Broadway an der Kaiserstraße und nach der Eröffnung eines Multiplex-Kinos an der Berliner Straße schloss 1999 das Gloria-Kino-Center.

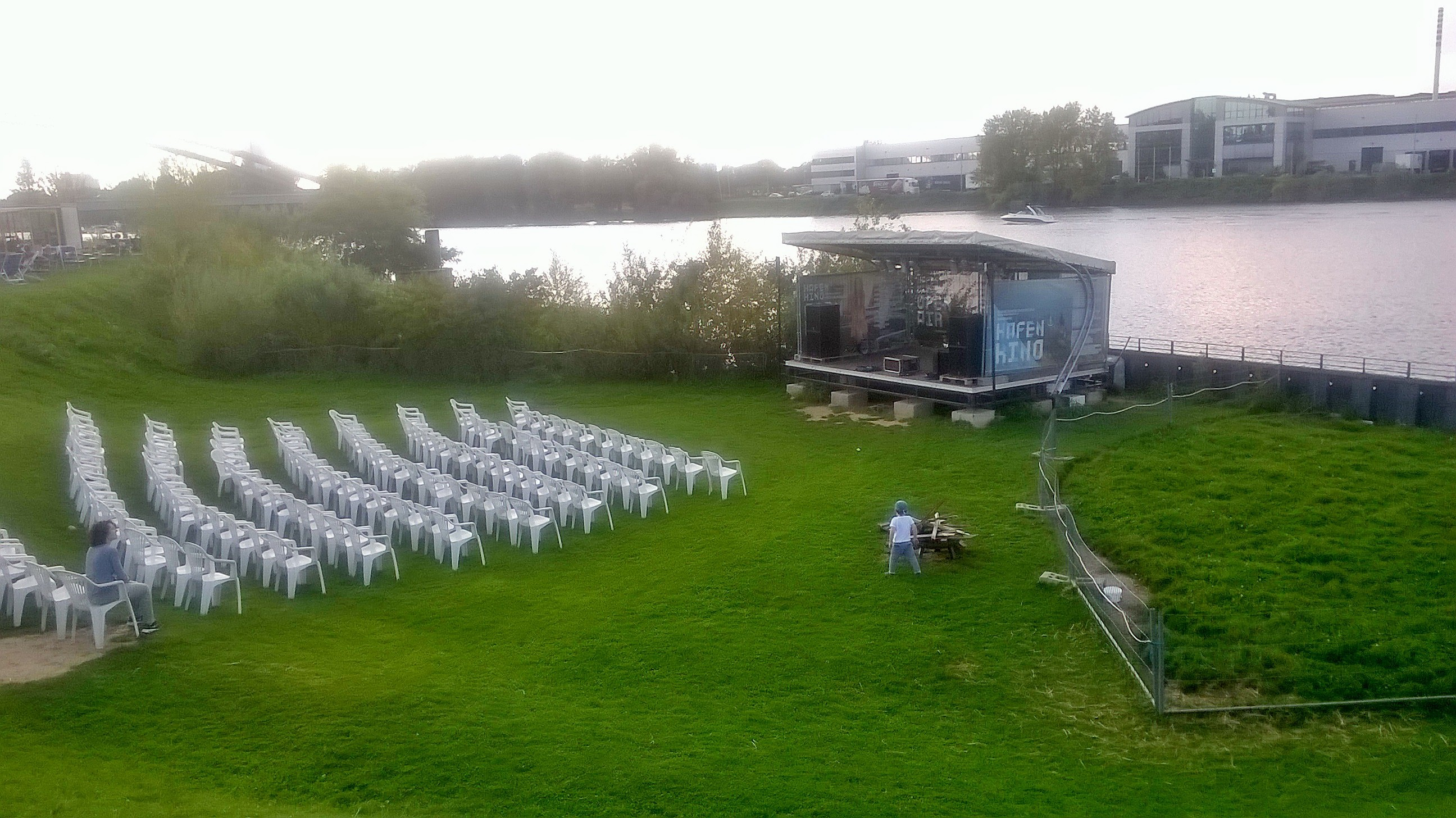
Freiluftkino der Kulturinitiative Hafen 2

Daneben finden in den Sommermonaten im Kulturzentrum Hafen 2 regelmäßig Vorführungen in einem Freilichtkino sowie im Übrigen Zeitraum in dessen Veranstaltungshalle statt. Ein ausgebauter Kinosaal existiert im Ledermuseum, zeitweise war dieser in den 1980er Jahren das kommunale Kino. Seit 2011 wird der Saal unter dem Namen Lederpalast als Programmkino genutzt und durch den Verein Kino im DLM betrieben. Der Verein nutzt auch die alte Schlosserei der Energieversorgung Offenbach für Kinovorführungen. Zudem gibt es noch eine private Kino-Initiative, die Autorenkino der letzten 50 Jahre präsentiert.

### Museen

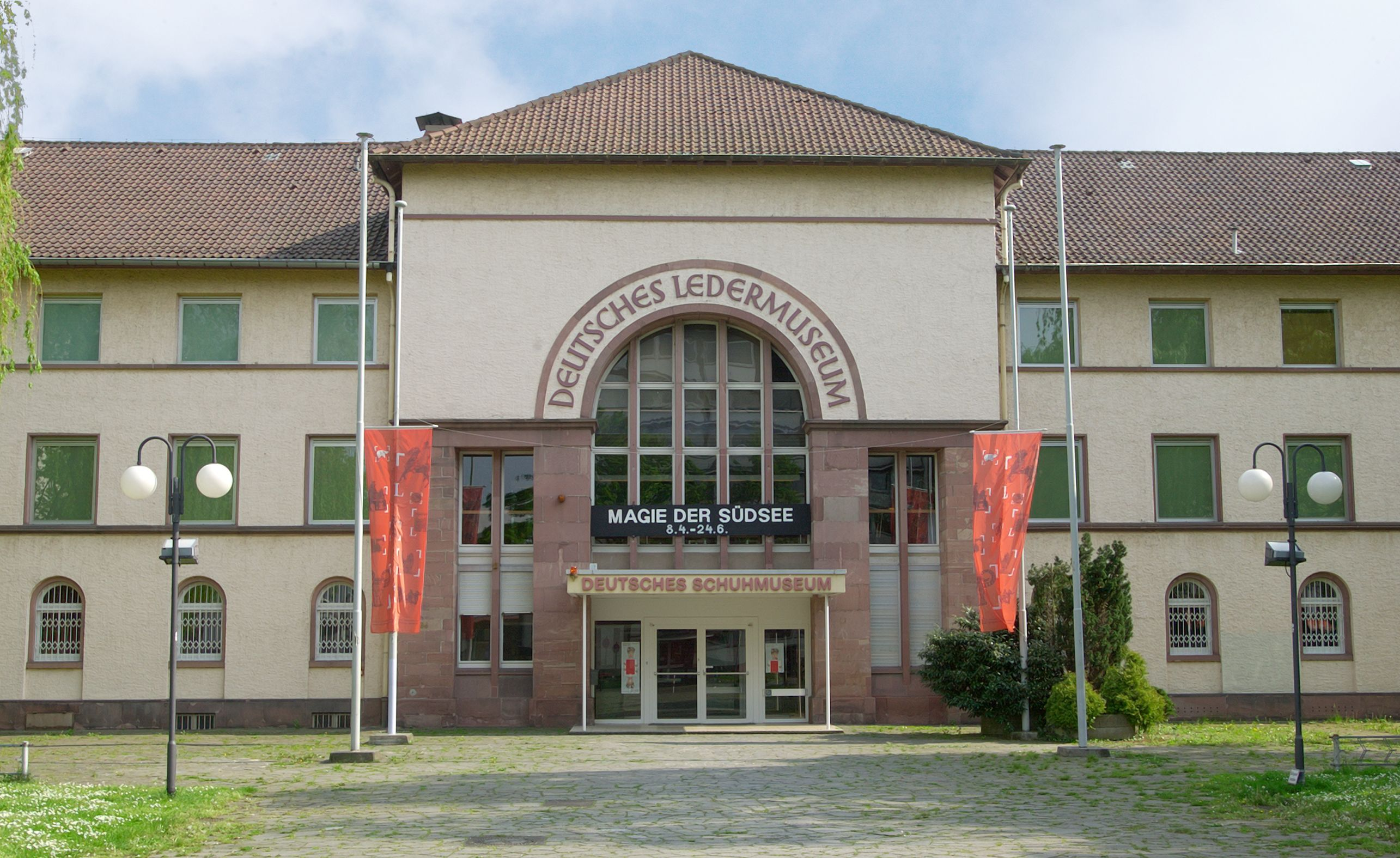
Deutsches Ledermuseum, Mai 2001

Das Deutsche Ledermuseum wurde vom Architekten und Professor der Technischen Lehranstalten Hugo Eberhardt gegründet und hat sich seitdem von der Angewandte Kunst mehr zur Ethnologie zugewandt, ebenso werden Lederwaren (auch als Devotionalien von Persönlichkeiten) gezeigt.

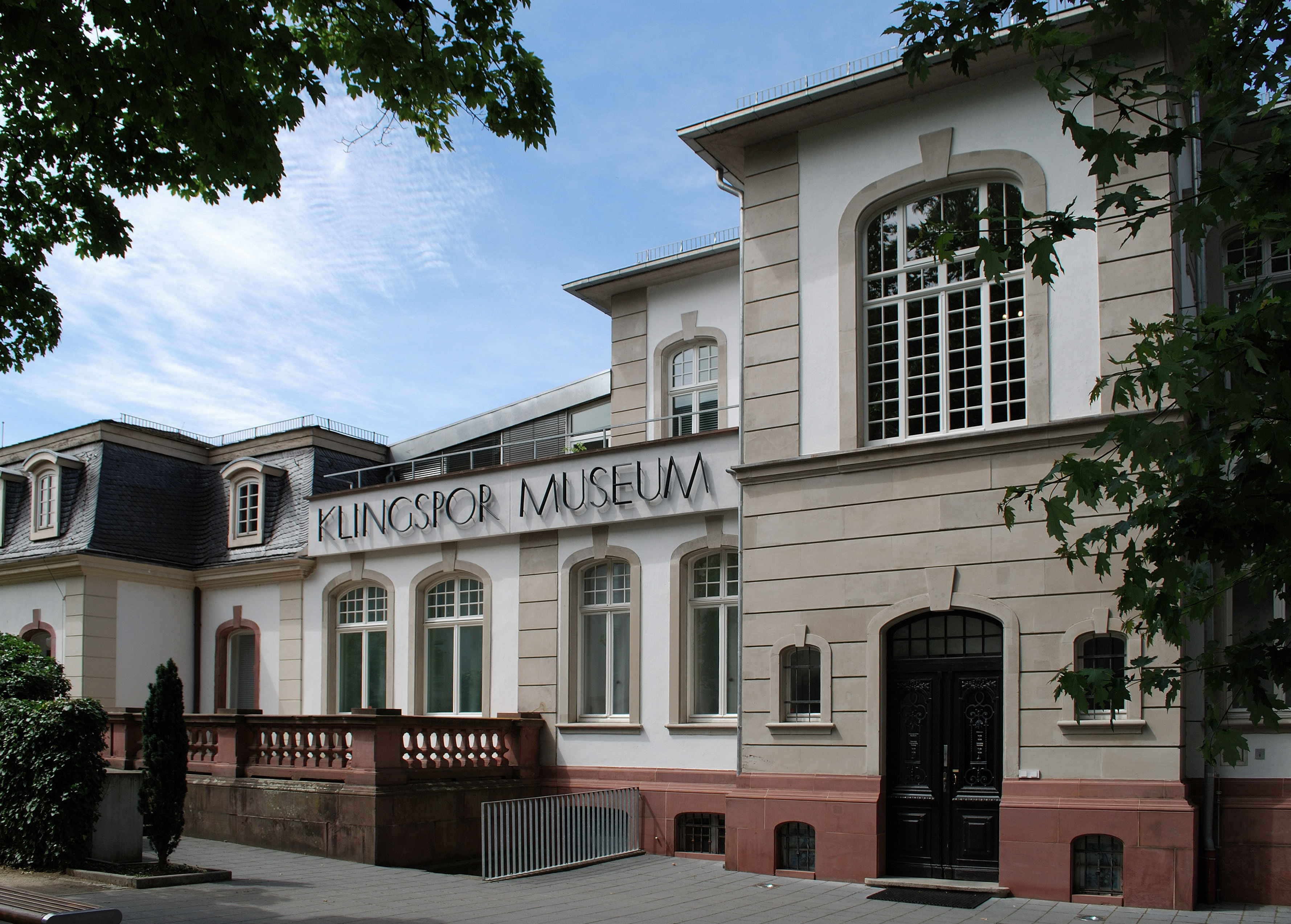
Klingspor-Museum

Das Klingspor-Museum ist aus der Firmensammlung von Karl Klingspor und aus der Sammlung von Siegfried Guggenheim hervorgegangen. Seltene Buchausgaben mit typografischen Anspruch sind aus jener Zeit, darunter die Nachlässe von Rudolf Koch (dem Entwickler der Offenbacher Schrift), Otto Reichert, Heinrich Jost sowie das Manuale Tipografico von Bodoni und Arbeiten von Peter Behrens. Ein Schwerpunkt der letzten Jahrzehnte sind kunsthandwerklich-dekorative Bücher und das Malen von Buchstaben.

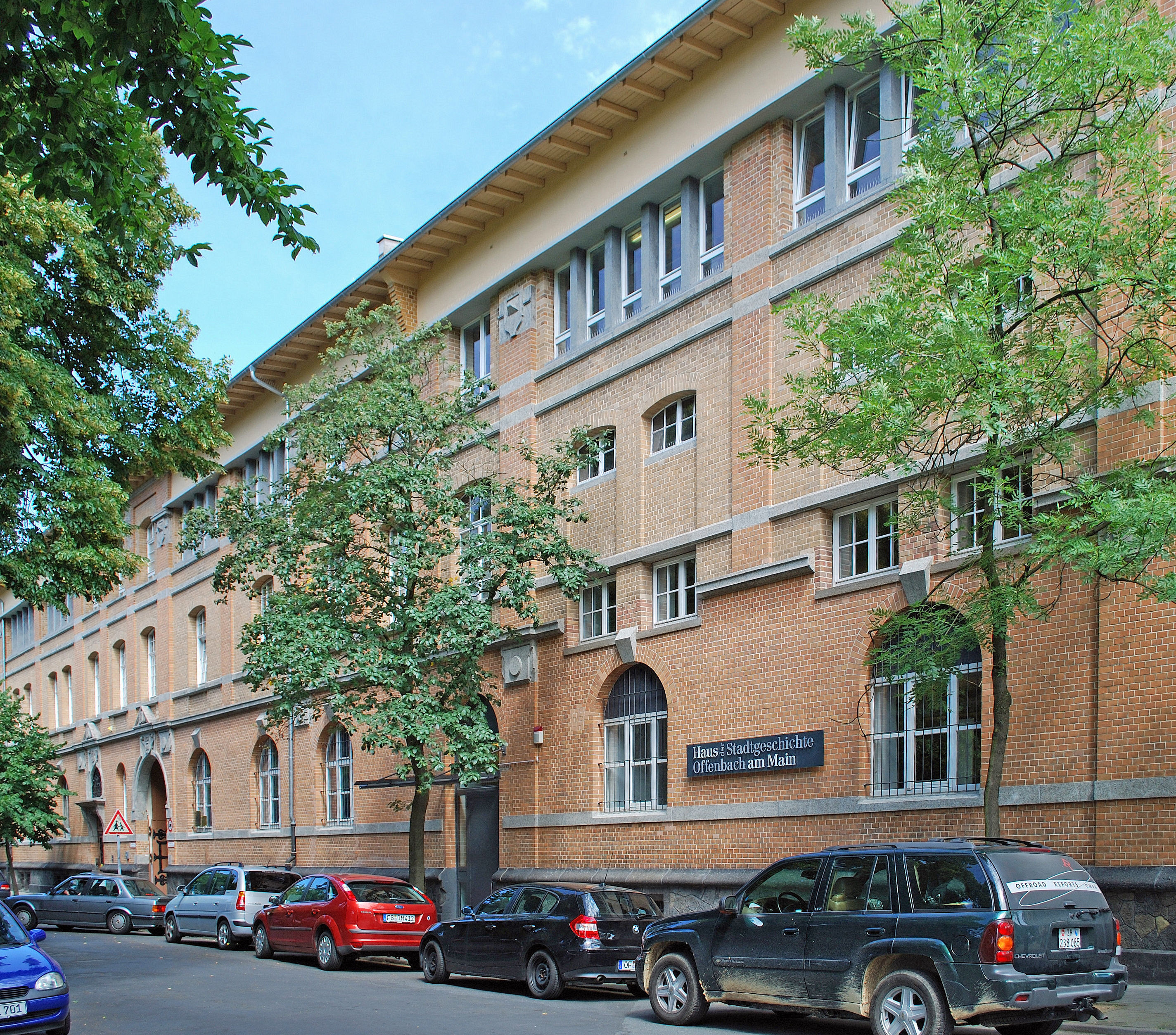
Haus der Stadtgeschichte

Das Haus der Stadtgeschichte, hervorgegangen aus dem Stadtmuseum und dem Stadtarchiv, zeigt die historische Entwicklung der Stadt Offenbach. Schwerpunkte sind die Offenbacher Manufakturen, die Hugenotten und der Buchdruck. Hier ist auch das Bieberer Amulett ausgestellt; in der Industriehalle des Museums wird aktuelle Kunst gezeigt. Im April 2011 wurde eine neue Abteilung Kunst der Moderne/Grafische Sammlung mit einer Ausstellung zu Erich Martin eröffnet.
Seit dem 7. März 2007 hat der Fußball-Viertligist Kickers Offenbach das von Fans betriebene Kickers-Fan-Museum. Seit Juni 2011 hat es seinen Sitz in Offenbach-Bieber. Das Museum finanziert sich durch insgesamt 500 Paten. Es werden Fanartikel ausgestellt, die von den Betreibern über die letzten 25 Jahre gesammelt wurden.
Im Juni 2011 wurde das Talberg Museum (kurz: TAMU) eröffnet. Neben Werken von Ruben Talberg sind in Sonderausstellungen Werke der zeitgenössischen israelischen Kunst zu sehen.
Seit 2018 besteht das Digital Retro Park Museum für digitale Kultur.

### Regelmäßige Veranstaltungen

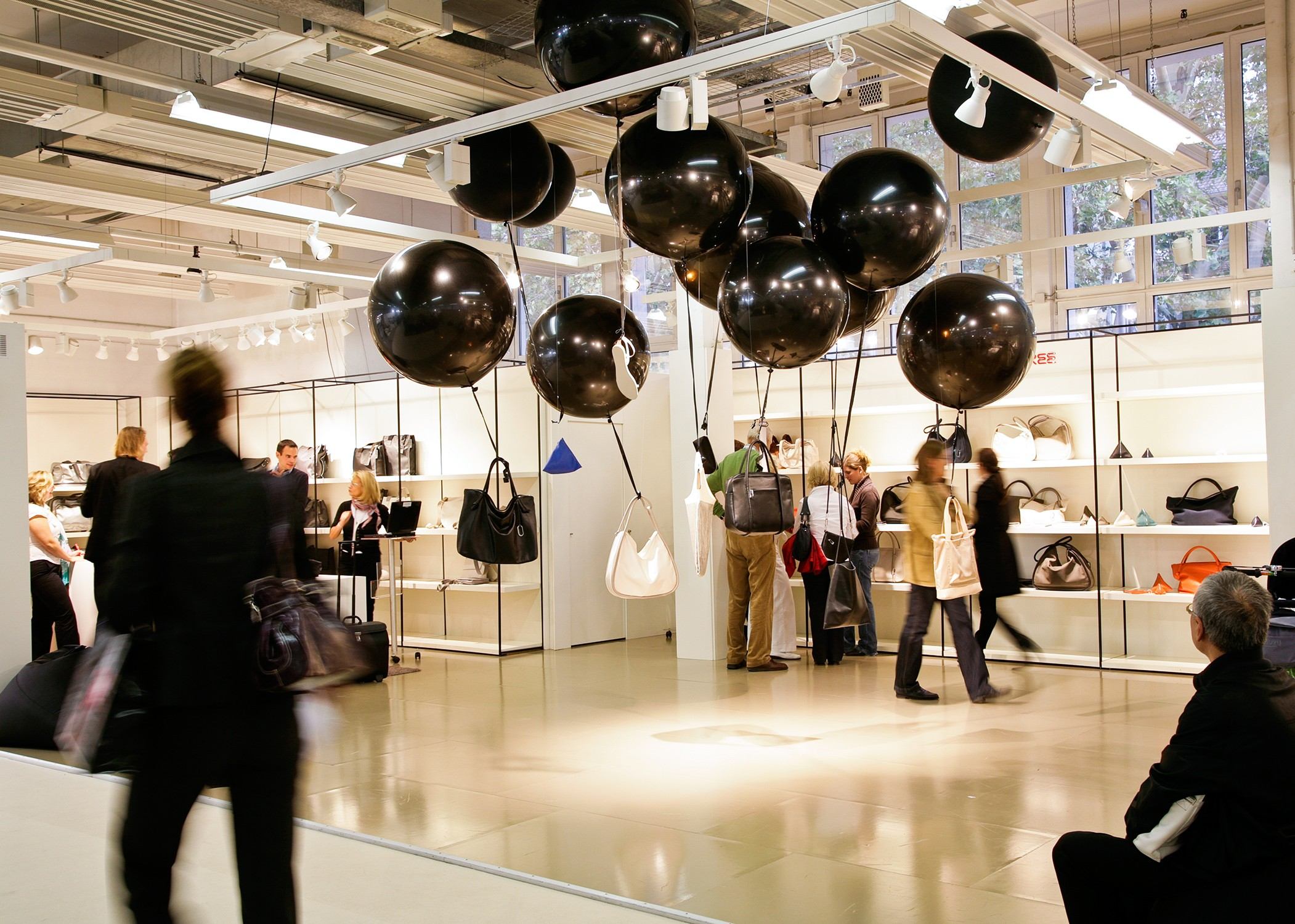
Lederwarenmesse (Juli 2011)

- Februar/März: Fastnacht (siehe auch: Fastnacht im Rhein-Main-Gebiet)
- März und September: Internationale Lederwarenmesse
- März/April: Luminale (alle zwei Jahre)
- 30. April: Tanz in den Mai (auf dem Wilhelmsplatz)[141][142]
- Ende April/Anfang Mai: Kunstansichten (alle zwei Jahre, wechselt sich mit dem Festival junger Talente ab)[143]
- Ende April/Anfang Mai: Lange Nacht der Museen (gemeinsam mit Frankfurt)[144][145]
- Mai: Offenbacher City-Lauf[146]
- Ende Mai/Anfang Juni: Offenbacher Woche[147]
- Juni: Mainuferfest[148]
- Juni: Drachenbootrennen[149]
- Juli: Rundgang der Hochschule für Gestaltung Offenbach am Main[150]
- Juli: Cross Media Night – Filmnacht an der HfG Offenbach[151]
- August: Lichterfest im Büsing-Park
- August: Bierfest rund um das Rathaus[152] (letzte Durchführung 2016, 2017 abgesagt)[153]
- Erstes Wochenende im September: Kinderfest im Leonhard-Eißnert-Park
- September: Festival junger Talente (alle zwei Jahre, wechselt sich mit den Kunstansichten ab)[154]
- September: Jazz-Matinee im Büsing-Palais[155]
- November/Dezember: Weihnachtsmarkt

### Kulinarische Spezialitäten

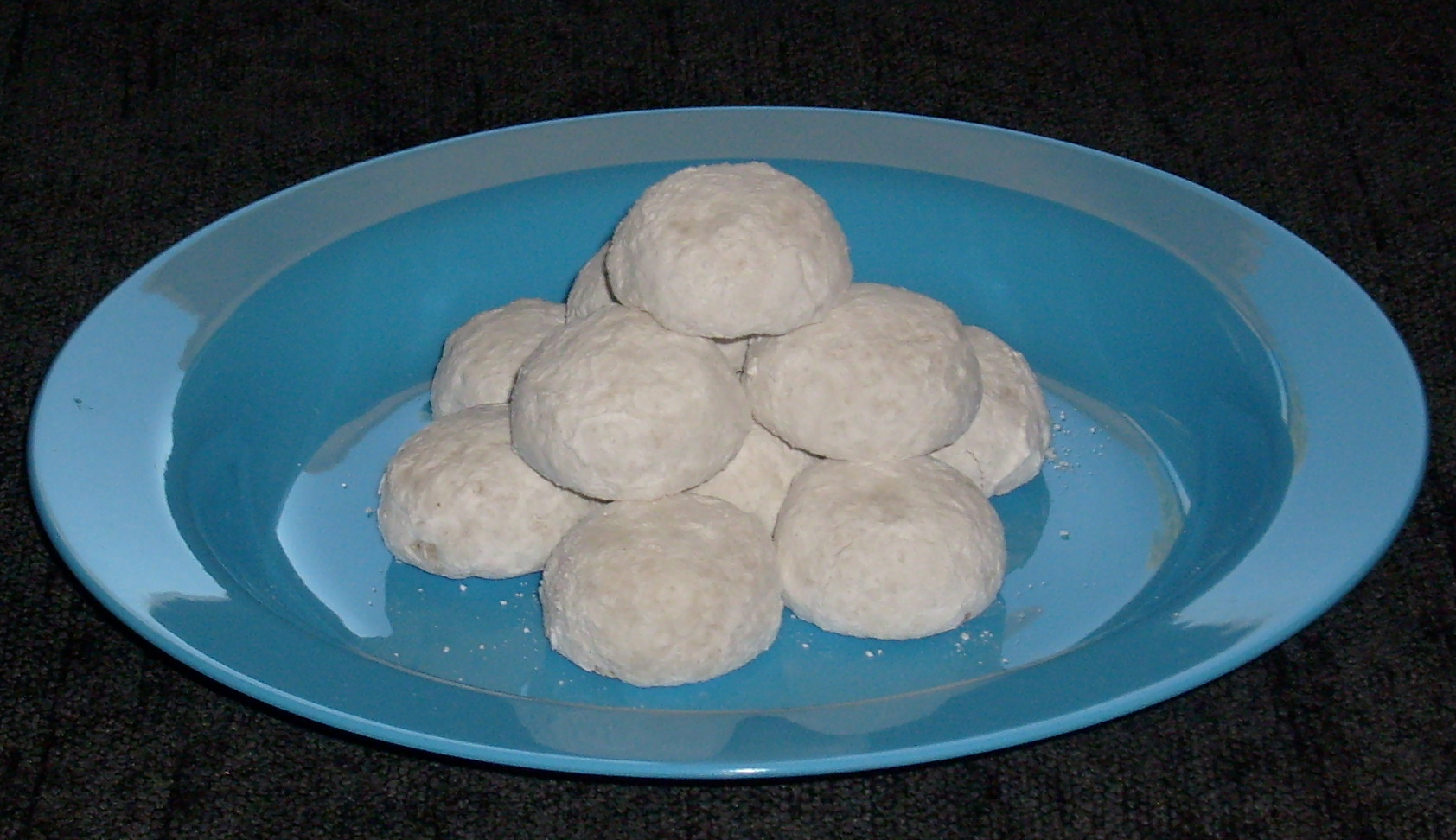
Pfeffernüsse

Offenbach war seit dem 18. Jahrhundert für seine Pfeffernüsse weltberühmt. Die Stadt wurde im Zusammenhang mit dem Gebäck in Lexika, Messekatalogen, Tagebüchern und Zeitschriften erwähnt. Das Land Hessen ließ sie bis 1980 als Hessische Spezialität bei Staatsempfängen servieren. Ab den 1980er-Jahren gerieten die Pfeffernüsse zeitweise in Vergessenheit. Bei dem Gebäck handelt es sich um ein helles und weiches Plätzchen, das Gewürze wie Pfeffer, Muskat, Koriander und Zimt enthält. Angeblich kreierte der Offenbacher Zuckerbäcker Philipp Fleischmann 1757 das Rezept. Auch Goethe mochte bereits das Gebäck. Seit 2014 ist dieses wieder erhältlich.
Im Westend wurde von 1888 bis 1996 das Mineralwasser Kaiser-Friedrich-Quelle und die Limonade Frischa abgefüllt. Besonderheit war der hohe Jodid-Anteil von dem bereits 1 Liter den Jodid-Tagesbedarf eines Erwachsenen deckte, dem Quellwasser wurde auch der Eisen-Anteil nicht entzogen.

## Bildung

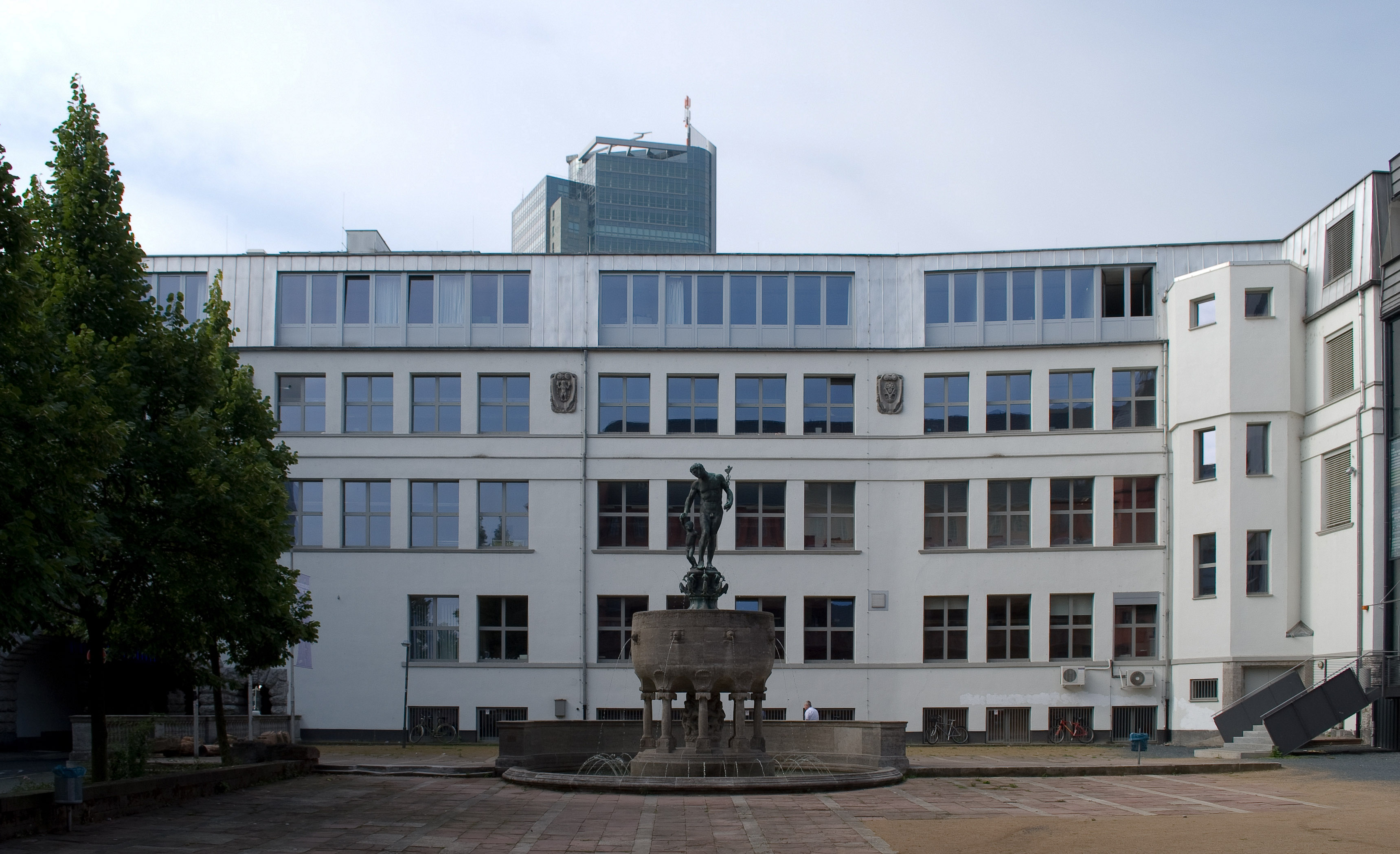
Hauptgebäude der HfG

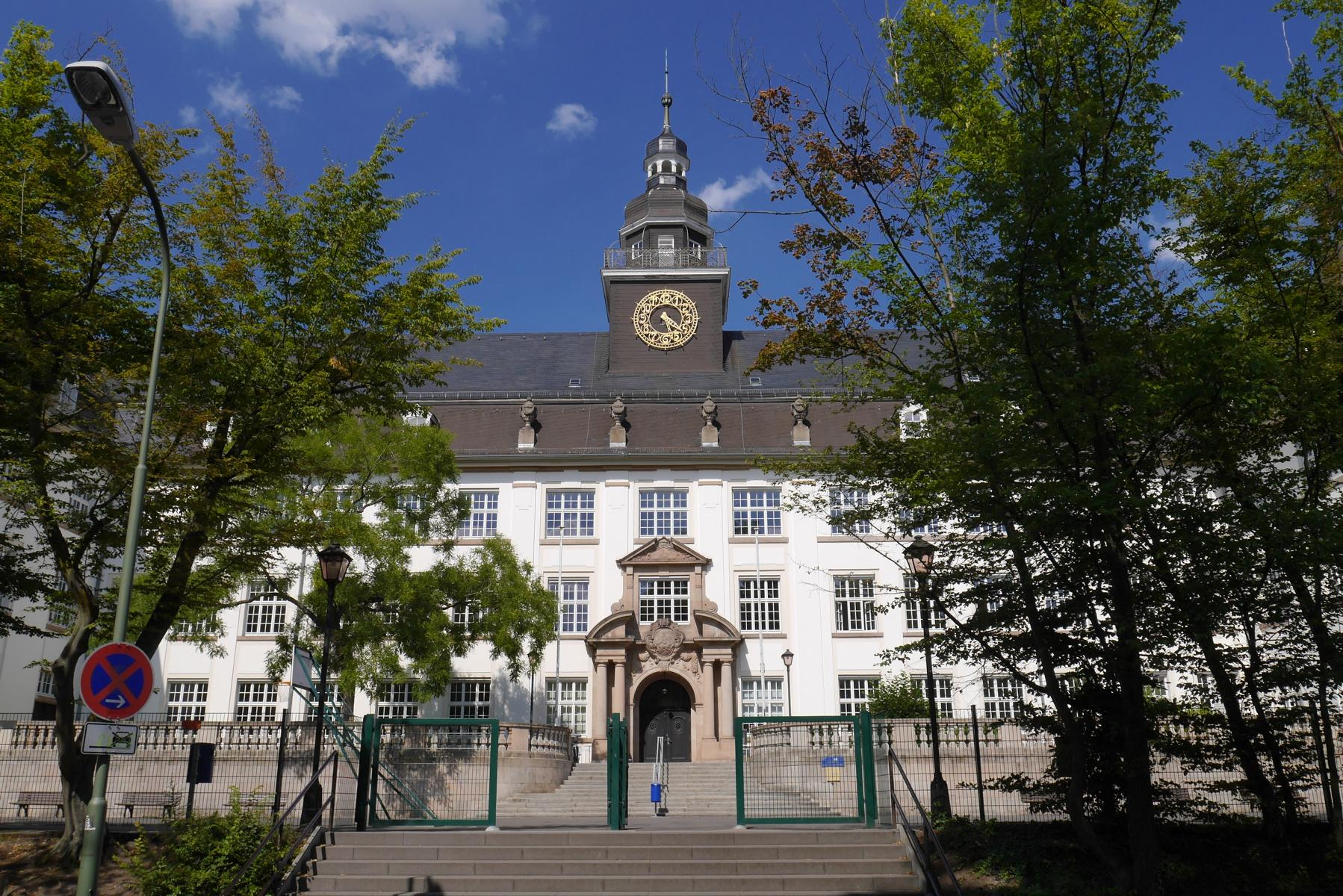
Leibnizschule

Offenbach am Main hat keine Universität, aber mit der Hochschule für Gestaltung eine staatliche Kunsthochschule. Sie wurde bereits 1832 als Handwerkerschule/Technische Lehranstalten gegründet und erlangte 1970 den Status einer Hochschule, bis 1982 gab es auch einen Fachbereich Architektur. Heute gibt es noch zwei Fachbereiche: Kunst (mit den vier Fachrichtungen Kommunikationsdesign, Medien, Kunst und Bühnenbild) und Design (Produktgestaltung). 
Seit Juli 2025 ist zudem der Fachbereich Wetterdienst der Hochschule des Bundes für öffentliche Verwaltung in Offenbach angesiedelt, dieser befand sich zuvor in Langen.
Die Stadt Offenbach verfügt über ein vielfältiges Schulangebot:
- 13 Grundschulen:
  - Anne-Frank-Schule
  - Beethovenschule
  - Eichendorffschule
  - Friedrich-Ebert-Schule
  - Goetheschule
  - Grundschule Buchhügel
  - Hafenschule
  - Humboldtschule
  - Lauterbornschule
  - Schule Bieber
  - Uhlandschule
  - Waldschule Tempelsee
  - Wilhelmschule
- Vier Gymnasien:
  - Leibnizschule
  - Albert-Schweitzer-Schule
  - Rudolf-Koch-Schule
  - gewerblich-technische Schule
- Eine Gesamtschule:
  - Schillerschule
- Vier Gesamtschulen mit Grundschule:
  - Geschwister-Scholl-Schule
  - Ernst-Reuter-Schule
  - Mathildenschule
  - IGS-Lindenfeld
- Eine Gesamtschule mit gymnasialer Oberstufe:
  - Edith-Stein-Schule
- Vier Privatschulen:
  - Marianne-Frostig-Schule
  - Marienschule Offenbach der Ursulinen
  - Oswald-von-Nell-Breuning-Schule
  - mehrsprachige Erasmus-Grundschule
- Drei sonderpädagogische Förderschulen:
  - Erich-Kästner-Schule
  - Fröbelschule
  - Ludwig-Dern-Schule
- Vier berufliche Schulen:
  - August-Bebel-Schule
  - gewerblich-technische Schule
  - Käthe-Kollwitz-Schule
  - Theodor-Heuss-Schule

Seit 2006 ist Offenbach auch VWA-Standort (Verwaltungs- und Wirtschaftsakademie). Primär werden an der VWA Offenbach im Klinikum Offenbach betriebswirtschaftliche Studiengänge für Berufstätige angeboten.
Das Katholische Bildungswerk Südhessen ist Träger der Katholischen Erwachsenenbildung im Diözesanbildungswerk Mainz in der Region Mainlinie.

## Sport

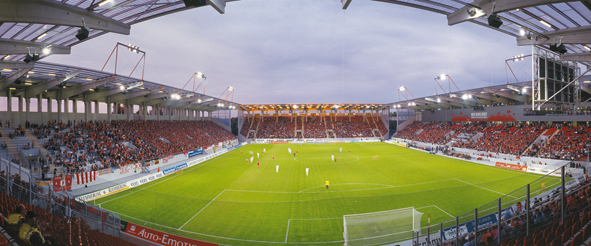
Das Stadion am Bieberer Berg, Spielstätte der Kickers Offenbach

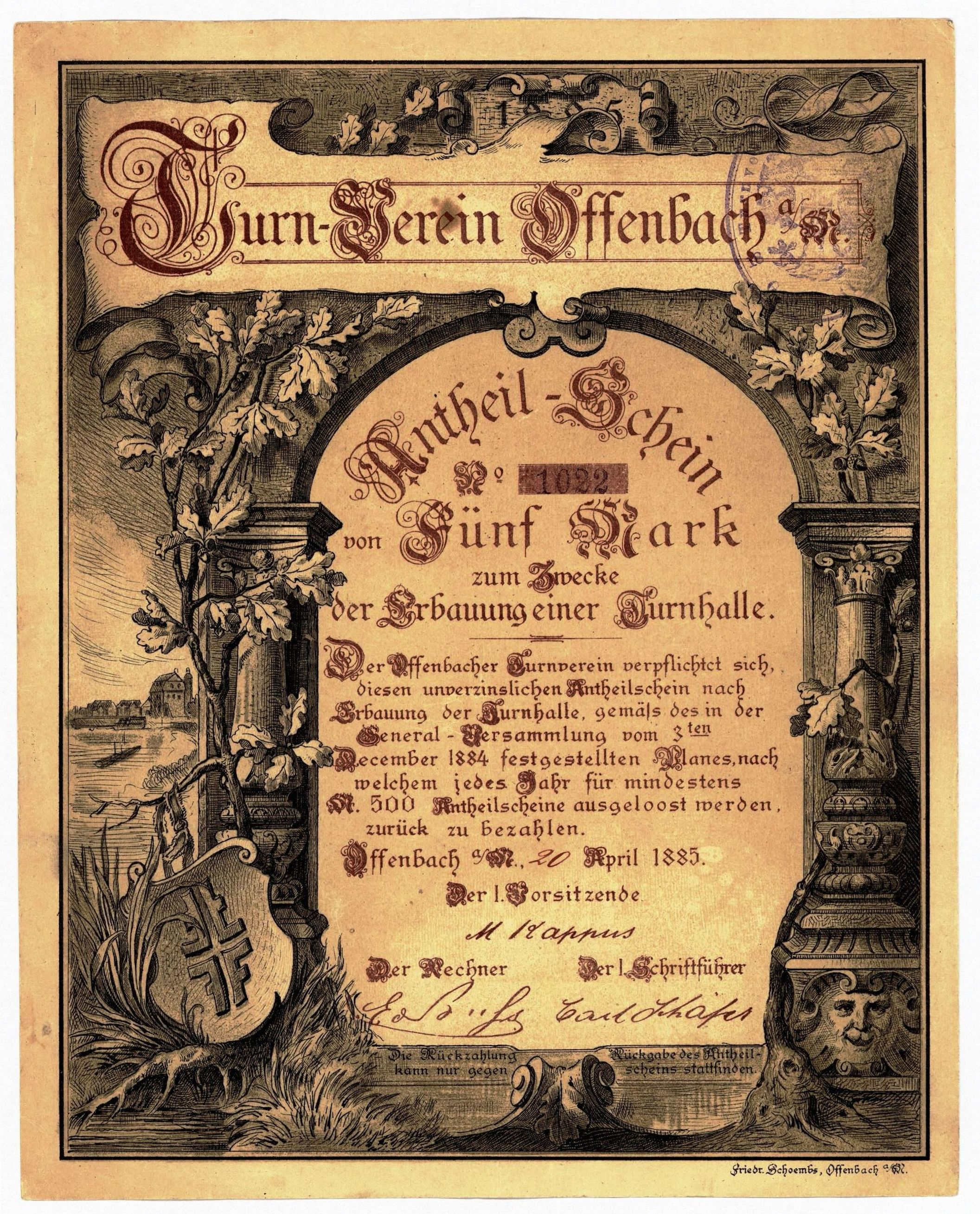
Anteilschein über 5 Mark des Turn-Vereins Offenbach zum Bau einer Turnhalle vom 20. April 1885

Der größte Fußballverein in Offenbach ist Kickers Offenbach (kurz: OFC). Der Verein bestreitet seine Heimspiele im Stadion am Bieberer Berg mit rund 20.500 Plätzen. Der Verein war häufiger in der ersten Liga, stand 1950 und 1959 im Endspiel um die deutsche Fußballmeisterschaft und wurde jeweils Vizemeister, 1970 gewann der Verein den DFB-Pokal. Zuletzt stand der Verein 2013 und 2016 vor der Insolvenz.
Das Waldschwimmbad auf der Rosenhöhe ist Standort des Ersten Offenbacher Schwimmclubs (kurz: EOSC). Das Schwimmbad ist ganzjährig frei zugänglich. Bekanntester Schwimmer des Vereines ist Michael Groß.
Der Fechtclub Offenbach von 1863 e. V. ist der zweitälteste Fechtverein in Deutschland. Bekannteste Fechterinnen des Vereins sind Helene Mayer und Cornelia Hanisch.
Weiterhin gibt es Rudervereine und Tennisvereine in Offenbach. Der Hessische Tennisverband hat seinen Sitz in Offenbach.
Unüblich für eine Stadt von der Größe Offenbachs ist das Fehlen einer permanenten Eislaufmöglichkeit. Es gab jedoch immer wieder Planungen für eine Multifunktionshalle mit Eisbahn am Kaiserlei, gemeinsam mit der Stadt Frankfurt, die auch für Eishockeyspiele dienen sollte. Eine Umsetzung steht bisher aus. Bis in die 1930er Jahre gab es eine permanente Eisbahn in der Tennisstraße.

## Medien
In Offenbach am Main erscheint die Tageszeitung Offenbach-Post. Der regionale Bürgerfernsehsender Offener Kanal Offenbach-Frankfurt sendet aus Offenbach ins Kabelnetz. Die Frankfurter Rundschau unterhält seit 2010 ein lokales Büro an der Kaiserstraße. respekt OF ist ein Offenbacher Magazin über Kultur und Wirtschaft, das nur über Buchhandlungen vertrieben wird. of-news.de ist ein Nachrichten- und Presseportal aus Offenbach. Viermal jährlich erscheint darüber hinaus das Stadtmagazin Mut & Liebe, welches an vielen Orten kostenlos ausliegt und sich in jeder Ausgabe einem Schwerpunktthema widmet sowie über aktuelle Infos zu Kultur und Leben in Offenbach informiert.

## Wissenswertes

### Rivalität zwischen Offenbach und Frankfurt

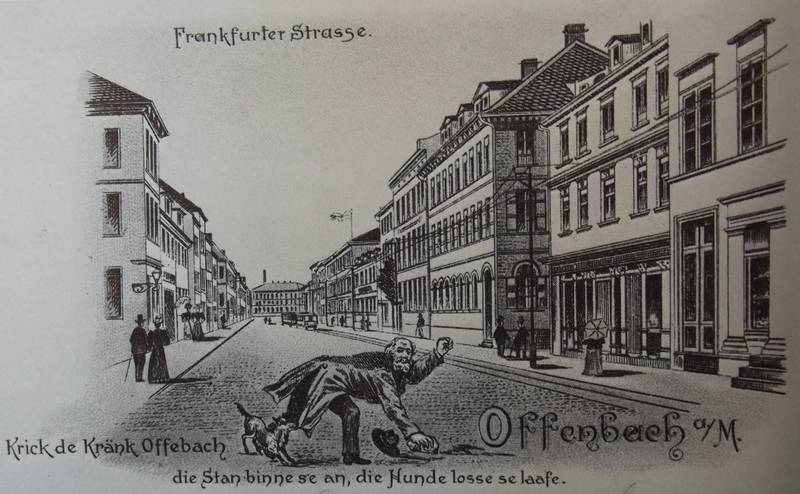
Historische Postkarte Krick de Kränk Offebach

Wie zwischen vielen benachbarten Städten besteht von jeher auch zwischen Frankfurt und Offenbach am Main eine gutnachbarliche Rivalität, die ihren Ausdruck unter anderem in zahlreichen Witzen über die Bewohner der jeweils anderen Stadt findet. Am Offenbacher Stadthof zur Ecke Frankfurter Straße ist eine Episode dieser Rivalität in einer Skulpturengruppe aus Bronze manifestiert: „Krieh die Kränk, Offebach! Die Staa binne se an, die Hunde lasse se laafe!“ Hintergrund ist der Ausruf eines Frankfurter Kaufmanns, der im 19. Jahrhundert Offenbach im Winter besuchte und von freilaufenden Hunden angegriffen wurde. Der Stein, nach dem er sich bückte, um die Hunde abzuwehren, war jedoch am Boden festgefroren. Der Kaufmann war natürlich bedient und wünschte Offenbach die Krankheit an den Hals.
Die Rivalität beider Städte ist historisch verankert. Bereits seit dem Mittelalter bestanden Territorialkonflikte zwischen der Reichsstadt Frankfurt und ihren Nachbarstaaten. Im Dreißigjährigen Krieg nahm der schwedische König Gustav Adolf Quartier im Isenburger Schloss in Offenbach. Von dort aus forderte er die Ergebung Frankfurts. Nach der Reformation lagen das lutherische Frankfurt und das reformierte Offenbach in konfessionellen Streitigkeiten. Seit dem 18. Jahrhundert förderten die Grafen von Isenburg zudem die Ansiedlung von Manufakturen, die im bürgerlichen Frankfurt nicht erwünscht waren. Auch im 19. Jahrhundert sah sich Frankfurt als reine Handelsstadt, was weiterhin zur industriellen Verlagerung nach Offenbach führte. Erst nach der Annexion durch Preußen zog auch Frankfurt mit der Industrialisierung nach und überflügelte bald seinen Rivalen. Im 20. Jahrhundert wuchs Frankfurt vor allem durch Eingemeindungen preußischer Vororte in Richtung Norden und Westen, während Offenbach keine Ausdehnungsmöglichkeiten hatte. Bis 1945 bildete die Grenze zwischen beiden Nachbarstädten immer zugleich auch eine Landesgrenze.
Eine langjährige sportliche Rivalität pflegen die beiden Fußballvereine Kickers Offenbach und Eintracht Frankfurt sowie ihre jeweiligen Anhänger. Im Laufe der Jahre standen sich beide Mannschaften häufig in einem Mainderby gegenüber, besonders häufig in den fünfziger Jahren (zum Beispiel im Finale um die deutsche Fußballmeisterschaft 1959), im DFB-Pokal (zuletzt 2009) und in der Fußball-Bundesliga bis zum Abstieg der Kickers 1984.

### Sophie von La Roche-Preis
Seit 2010 vergibt die Stadt Offenbach am Main alle zwei Jahre den „Sophie von La Roche-Preis für die Gleichberechtigung von Frauen“. Der mit 1500 Euro dotierte Preis honoriert besonderes Engagement und hervorragende Leistungen auf kulturellem, sozialem oder gesellschaftlichem Gebiet.

### Originale

#### Streichholzkarlchen

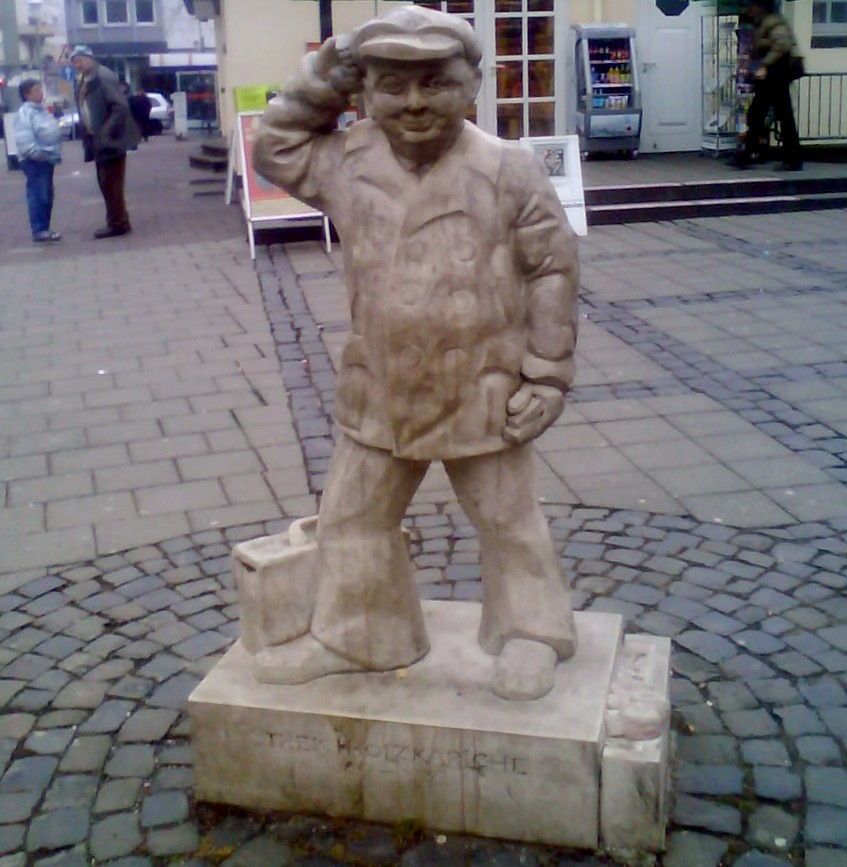
Denkmal für Karl Winterkorn

Als Offenbacher Original gilt der Streichholzverkäufer Karl Winterkorn (* 28. März 1880 in Zell am Main; † 12. Februar 1939 in Offenbach).
Er zog zu Beginn des 20. Jahrhunderts durch Offenbacher und Frankfurter Apfelweinstuben und verkaufte Streichhölzer. Lokalberühmtheit erlangte er durch seine geringe Körpergröße von nur 1,30 Meter und seine füllige Figur. Bekannt wurde er aber vor allem durch einen seiner Aussprüche. Gefragt, was er denn von Beruf sei, antwortete er: Holzhändler.
Er wohnte in der Gerberstraße (heute Arthur-Zitscher-Straße 4). Ihm zu Ehren steht eine von der Steinbildhauermeisterin Judith Quartier gefertigte und im April 2000 eingeweihte Statue auf dem Wilhelmsplatz in Offenbach. Sein Grab auf dem Alten Friedhof wird von Unbekannten gepflegt.

#### Maabär
Franz Georg Weber (* 21. Mai 1867 in Gießen; † 13. Oktober 1935 in Offenbach am Main) war ein Offenbacher Stadtoriginal bekannt unter dem Namen Maabär. Er lebte in der warmen Zeit des Jahres am Main und schlief oft unter den Mainbrücken. Er verdiente seinen Unterhalt mit Hilfsarbeiten für Ruderer, Flößer und Mainschiffer. Bekannt und beliebt war er für seine mürrische und gleichzeitig ehrliche Wesensart. Nach eigenem Bekunden rettete er persönlich mehrere Personen vor dem Ertrinken, obwohl stadtbekannt war, dass er nicht schwimmen konnte.

## Film
- Bilderbuch Deutschland – Offenbach am Main. Dokumentarfilm, Deutschland 1999, 43:40 Min., Buch und Regie: Heidi Lange, Produktion: Hessischer Rundfunk, Reihe: Bilderbuch Deutschland, Erstsendung: 2000.
- Unterwegs in Offenbach. Dokumentarfilm, Deutschland 2014, 44:43 Min., Produktion: Hessischer Rundfunk, Reihe: Geschichten aus Hessen, Erstsendung: 2014.[167]
- Unterwegs in Offenbach. Dokumentarfilm, Deutschland 2016, 29:16 Min., Produktion: Hessischer Rundfunk, Reihe: Herrliches Hessen, Erstsendung 2016.